# Duomo di Atri
Il Duomo di Atri, o basilica di Santa Maria Assunta (in dialetto la cattdral) è la concattedrale della diocesi di Teramo-Atri e il principale luogo di culto della cittadina di Atri, in Abruzzo.
È monumento nazionale dal 1899. Il 30 giugno 1985 è stata visitata da Giovanni Paolo II.

## Storia
Quando Atri fu fondata intorno al XII-XI secolo a.C. nella zona della concattedrale sorgevano le mura ciclopiche che cingevano la città.
I Romani conquistarono Atri nel 290 a.C., fecero la fortuna della città e la ingrandirono, quindi abbatterono le mura ciclopiche e nell'area occupata oggi dalla concattedrale costruirono un tempio dedicato a Ercole.
Successivamente in quello stesso luogo fu edificata una domus e poi, tra il I e il II secolo d.C., le terme, sotto le quali si trovavano le cisterne ancora oggi visitabili (attualmente sotto la concattedrale, note come "cripta").
Il declino dell'Impero romano d'Occidente portò a una crisi generale e le terme di Atri, abbandonate, divennero rudere. Su queste rovine, di cui si reimpiegarono i materiali, sorse un luogo di culto: nacque così l'Ecclesia de Hatria.
Il rinvenimento di frammenti di scultura risalenti all'VIII-IX secolo, attualmente conservati nel chiostro retrostante il duomo, costituiscono la testimonianza della presenza di un edificio di culto in questa area della città già nell'alto Medioevo.
Questa chiesa, eretta probabilmente nel IX secolo, era di dimensioni modeste e se ne ha menzione per la prima volta in un documento di Ottone I (958), che però non ne precisa l'ubicazione: è tuttavia assai probabile che essa occupasse l'area dell'attuale duomo.

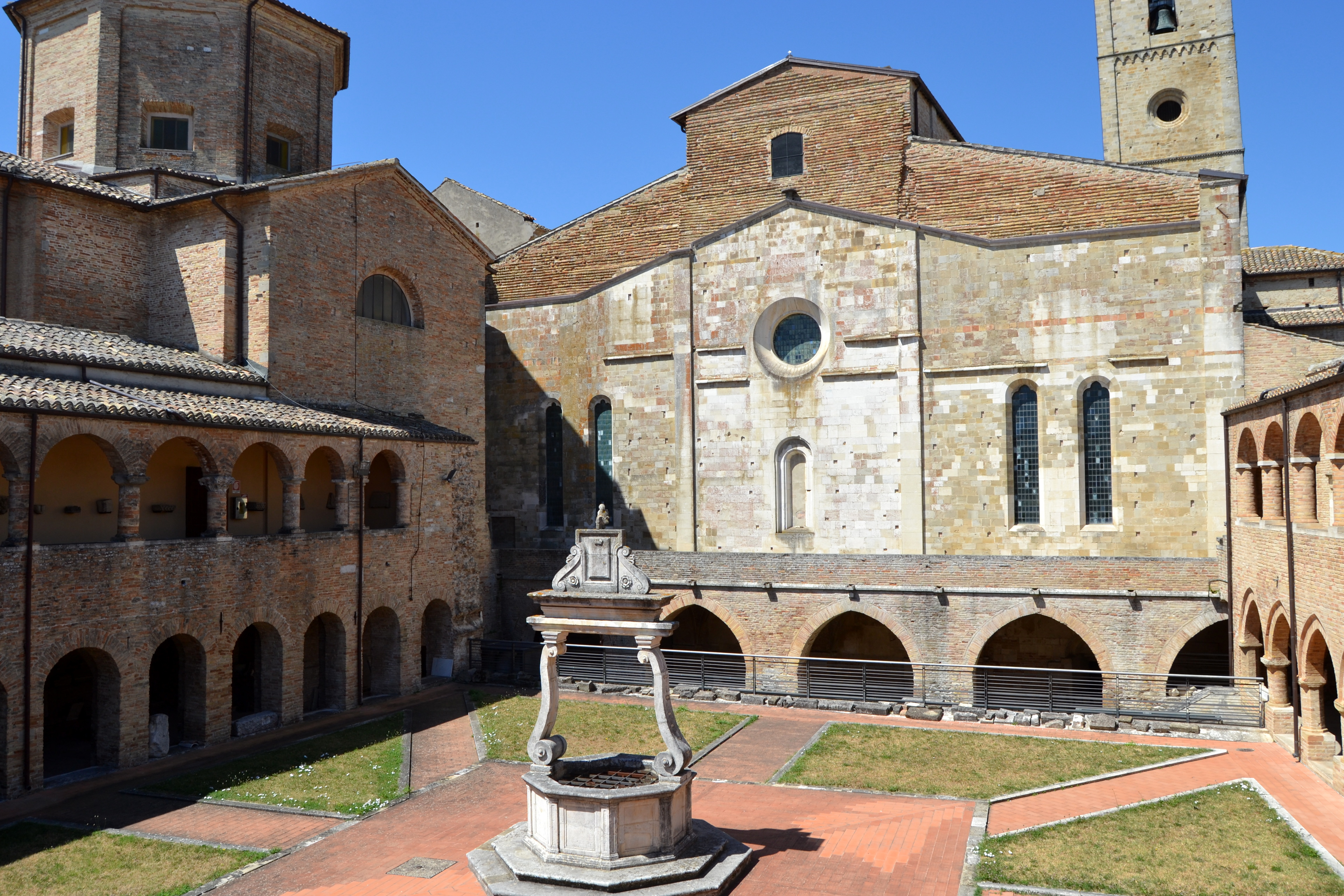
Veduta del chiostro

La comunità cristiana crebbe e nell'XI secolo fu realizzata una chiesa di dimensioni maggiori, corrispondenti a quelle dell'attuale duomo, ma meno sviluppata in altezza e articolata in cinque navate (i resti della suddetta chiesa si ammirano ancor oggi all'interno della concattedrale) che si arricchì di opere d'arte, andate però perdute (tranne un frammento di ambone oggi al Museo Capitolare di Atri e l'altare).
La nuova chiesa si trova denominata nelle fonti prima come Sancta Maria de Atria (Santa Maria di Atri) e poi come "Santa Maria Assunta", citata nella bolla di papa Innocenzo II e affidata ai monaci cistercensi che presso di essa vi costruirono un convento.
Un'interessante notizia sull'edificio di culto dell'XI secolo è tramandata da Anton Ludovico Antinori nei suoi Annali: nel 1102 sarebbe stata fusa l'antica e unica campana di quella chiesa, poi andata distrutta nel XVIII secolo.
Di molti secoli dell'età medievale non restano fonti: la chiesa fu forse distrutta da Roberto di Loretello che nel 1153 distrusse Teramo e forse anche Atri, ma nessun documento dell'epoca parla di una distruzione della città né da parte di Roberto di Loretello, né da parte di altri.
Tra il XII e il XIII secolo molti personaggi di rilievo citano la chiesa nei loro documenti o bolle: i papi Alessandro III (1177), Lucio III (1181), Clemente III (1189), Celestino III (1194), Innocenzo III (1198); gli imperatori Enrico VI (1195) e Federico II (1200 e 1221).
Nel 1223 la chiesa fu ricostruita seguendo le forme della chiesa precedente e fu consacrata lo stesso anno alla presenza di tutti i prelati abruzzesi.
Intanto, durante le guerre tra guelfi e ghibellini, Atri parteggiò all'inizio per i ghibellini, poi per la vincitrice parte guelfa.
Come premio per la sua fedeltà al papa, Innocenzo IV (su consiglio del cardinal Capocci che fece diventare Atri anche libero comune) eresse la diocesi di Atri che si estendeva dal fiume Tronto fino al Fino, occupando quindi tutta l'attuale provincia di Teramo.

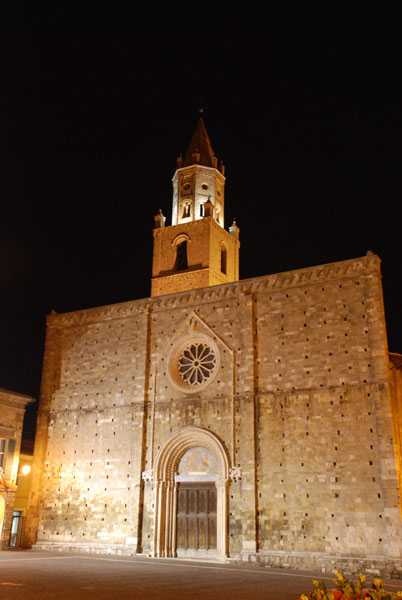
La facciata in notturna

Le diocesi vicine però si ribellarono e l'anno dopo, nel 1252, il Papa ridusse il territorio (stabilendo i confini tra il Vomano e il Piomba) e sempre nello stesso anno fu unita alla diocesi di Penne (diocesi di Atri-Penne), mantenendo la sua posizione di sede vescovile.
Intanto la chiesa di Santa Maria era stata elevata a cattedrale e ai cistercensi subentrarono i canonici del capitolo della cattedrale. I canonici si accorsero presto che la chiesa minacciava di crollare perché le colonne progettate dall'architetto Leonardo di Cristoforo nella ricostruzione del 1223 erano troppo esili e sostenevano archi troppo ampi. Si procedette quindi alla ricostruzione della chiesa, che iniziò a tutti gli effetti intorno al 1260, per la quale furono chiamati come architetti due artisti locali molto celebri in regione: Raimondo del Poggio e Rainaldo d'Atri, ritenuti dalla storiografia i fondatori della scuola atriana.
I due architetti finirono la ricostruzione nelle sue linee essenziali (facciata, fiancate, interno) nel 1284, realizzando una chiesa più alta rispetto alla precedente e a tre navate, sostituendo le esili colonne con pesanti pilastri ottagonali: la chiesa fu quindi consacrata e le venne dato il titolo ufficiale di "Santa Maria Assunta".
Dal Trecento fino agli inizi del Seicento la chiesa si dotò di preziosissime opere d'arte, grazie anche al mecenatismo degli Acquaviva (duchi di Atri) e dei vescovi, alcune famose, come per esempio il campanile (iniziato nel 1305, ma concluso solo nel 1502) e le Storie di Cristo e Maria nel presbiterio (coro dei canonici) realizzate tra il 1460 e il 1470 e gli Evangelisti (1481) sulla volta del presbiterio realizzate tutti e due dal celebre pittore Andrea De Litio, il massimo esponente del Rinascimento in Abruzzo.
Nel 1824 il vescovo Domenico Ricciardone commissionò alcune piccole volte nella navata centrale; lo stesso vescovo fece restaurare il tetto, l'intera chiesa e le pitture. Un avvenimento molto importante fu quando, il 19 febbraio 1899, la cattedrale di Atri venne dichiarata monumento nazionale.
Dal 1954 al 1964 furono realizzati imponenti lavori di restauro diretti dall'architetto Guglielmo Matthiae, che diedero alla chiesa l'aspetto attuale: venne rifatto tutto il pavimento; per rendere visibili le finestre romaniche dietro il coro e la facciata posteriore, vennero abbattuti la cappella dell'Assunta, la sagrestia e un altro locale annesso (tutte le opere d'arte contenute in queste due ultime stanze furono spostate al Museo Capitolare); l'altare di sant'Anna (la cappella Acquaviva) che si trovava accanto all'altare dell'Assunta fu smontato e poi rimontato sulla controfacciata; vennero eliminati alcuni altari barocchi ormai divorati dalla tarme (tranne quello degli Arlini); fu distrutta la tomba del beato Nicola (il cui culto però non venne mai approvato dalla Chiesa) con la conseguente perdita del corpo; si demolirono le volte della navata centrale e sostituito con un tetto di cemento rivestito di legno; la cappella del Santissimo Sacramento fu spostata e al suo posto vi fu collocato l'altare dei Corvi che prima si trovava in un'altra zona della chiesa.
Inoltre, per rendere visibili i mosaici romani delle antiche terme fu rialzato il presbiterio e furono posate delle lastre di vetro; il baldacchino di Carlo Riccione, che si trovava sopra l'altare, fu smontato perché oscurava la vista degli affreschi e rimontato nell'annessa chiesa di Santa Reparata. Durante questi restauri furono anche scoperti i resti dell'antica chiesa di Sancta Maria de Atria. I lavori interessarono anche il Museo Capitolare, con il riallestimento e il restauro di tutte le sale e la ricostruzione degli archi del lato nord che erano stati chiusi nel XIX secolo. I lavori si conclusero il 12 settembre 1964, quando la cattedrale fu elevata a basilica minore da papa Paolo VI e riaperta il 15 novembre dello stesso anno alla presenza del cardinal Cento.
Il 30 giugno 1985 ha avuto la visita di papa Giovanni Paolo II, in visita alla diocesi, celebrando la messa alla presenza di migliaia di persone provenienti da tutto l'Abruzzo.
Il 30 settembre 1986 in seguito alla plena unione delle diocesi di Teramo e di Atri, la chiesa di Santa Maria Assunta cessò di essere cattedrale per divenire concattedrale.
Durante i restauri furono commessi vari errori, tra questi: fu distrutto l'organo antico sostituendolo con uno moderno e non furono posti dei giunti di dilatazione sul pavimento.
Proprio quest'ultimo errore fece sì che quarant'anni dopo si verificassero gli scoppi del pavimento e così la chiesa fu chiusa di nuovo dal 2003 al 2008 per effettuare i lavori di restauro; la riapertura al culto avvenne il 21 dicembre 2008.
Durante questi ultimi restauri fu rifatta la pavimentazione con lastre in cotto e travertino che imitano i colori delle colonne; sotto il pavimento è stato inserito un sistema di riscaldamento per i mesi freddi; sono state sostituite le lastre di vetro, rifatti gli intonaci, restaurate tutte le opere d'arte presenti.
Il campanile subì un importante restauro tra il 1996 e il 1999: durante un temporale un fulmine colpì il globo crucigero che si trova in cima alla torre, squarciandola e facendola pendere pericolosamente; anche la parte terminale del campanile presentava danni.
I lavori di restauro interessarono tutta la parte superiore del campanile; il globo fu sostituito con uno uguale, ma che funge anche da parafulmine: quello antico si trova oggi nel chiostro della concattedrale (incluso nella visita al Museo Capitolare) e si nota subito lo squarcio provocato dal fulmine.
Nel terremoto dell'Aquila del 2009 la chiesa è stata chiusa per due giorni per effettuare controlli: si sono riscontrate delle piccole cadute di intonaco nella navata sinistra, in prossimità del campanile, ma la stabilità di tutta la struttura non è stata compromessa, quindi la concattedrale è stata riaperta, ma per precauzione è stata transennata la navata sinistra che rimase chiusa al pubblico fino agli inizi di giugno del 2009.
In seguito al terremoto dell'agosto 2016 la basilica è stata chiusa per effettuare dei lavori di restauro. È stata riaperta il 14 agosto 2018, in occasione e permettendo nuovamente il tradizionale rito dell'apertura della Porta Santa.

## Esterno della chiesa

### Facciata

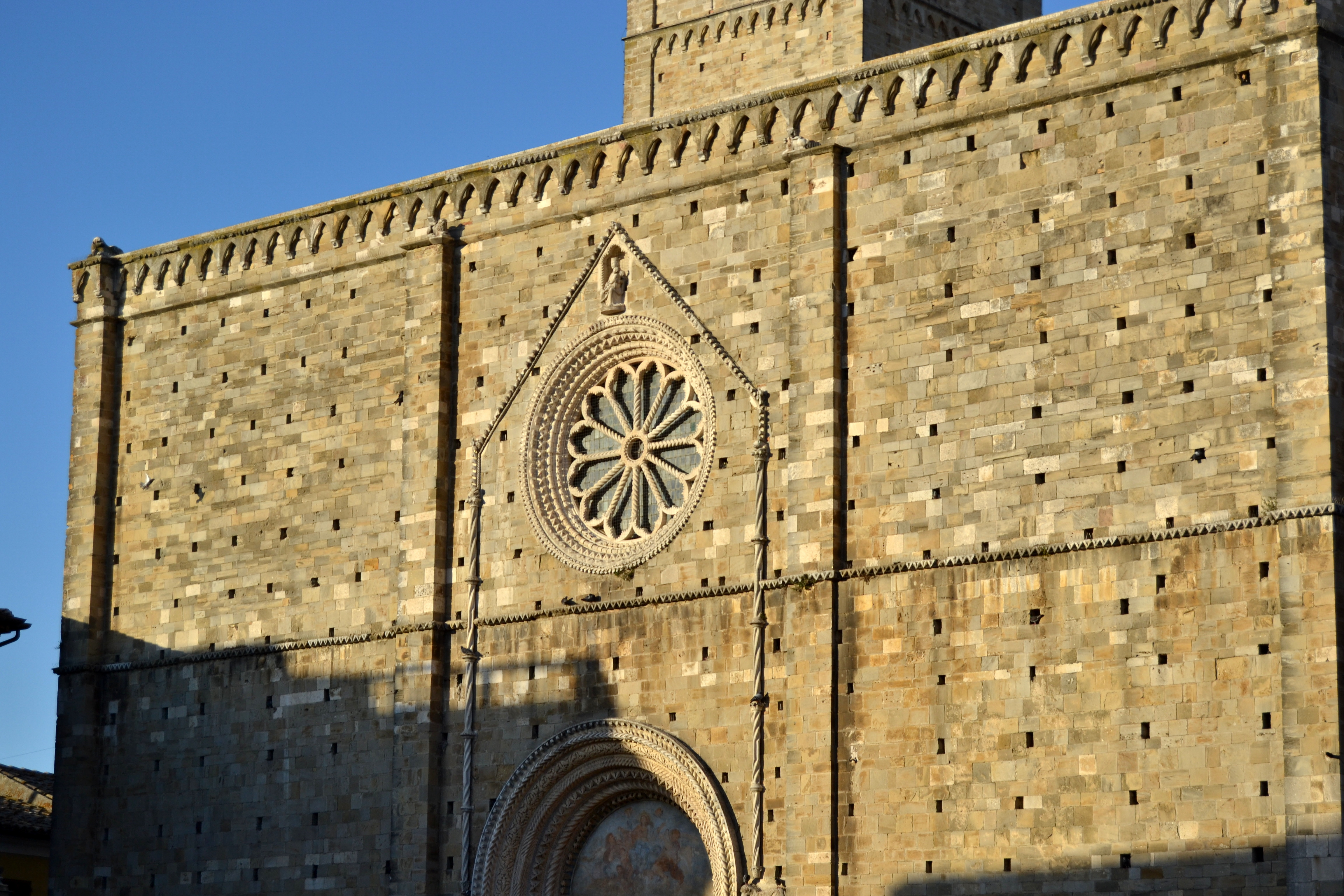
La facciata

La facciata, maestosa e imponente, si affaccia su piazza Duomo. Anticamente aveva una cuspide, che crollò durante un terremoto il 17 settembre 1563, alle ore 16:00; la cuspide non venne mai più ricostruita.
Realizzata in pietra d'Istria come tutto l'esterno della chiesa, la facciata presenta al centro lo splendido portale realizzato da Raimondo del Poggio e Rainaldo d'Atri tra il 1288 e il 1305. Ricco di colonne, capitelli e con la raffigurazione di due fiere, il portale è un importante esempio di gotico in Abruzzo: soprattutto dopo il restauro effettuato tra il 2003 e il 2008 si può ammirare in tutta la sua bellezza.
La lunetta fu dipinta nel XVI secolo con un affresco raffigurante L'Assunzione di Maria, un tempo attribuito erroneamente ad Andrea De Litio. Alla destra del portale si ammirano quei pochissimi resti di un affresco gigantesco raffigurante san Cristoforo (XIII secolo): nel Medioevo in molte chiese era uso apporre immagini gigantesche di questo santo, patrono dei viaggiatori e dei pellegrini. si credeva che vedere una sua immagine anche da lontano assicurasse protezione durante il viaggio o pellegrinaggio.
Sopra il portale si trova un rosone a ruota di 12 raggi, uno dei più pregiati d'Abruzzo: l'autore è ignoto.
Sopra il rosone, ancora, una nicchia contiene una statua della Madonna con Bambino in trono realizzata in marmo alla fine del Duecento: l'autore è ignoto, forse un artista della Scuola atriana, ma la scultura presenta alcuni riferimenti alla scultura gotica dell'epoca, soprattutto ad Arnolfo di Cambio. Alla sommità della facciata sorgeva la cuspide: crollata nel 1563, non venne più ricostruita, ma sostituita con una decorazione che consiste in una serie di archetti, in stile rinascimentale.

### Lato destro
Il lato destro, affacciato su via Andrea De Litio e preceduto da un ampio marciapiede con alcune panchine e piccoli alberi, fronteggia il palazzo vescovile e il seminario; in fondo al lato destro sorge la chiesa di Santa Reparata (Atri), che è annessa alla concattedrale, ma è una chiesa a sé stante.
Vi si trovano tre portali; il primo fu realizzato da Rainaldo d'Atri nel 1305 ed è in stile gotico con una ricca ornamentazione a traforo, a terminazione cuspidale. L'affresco, raffigurante L'Incoronazione di Maria fu eseguito tra il 1200 e il 1300 da un ignoto artista legato ai modi di Cimabue che è anche l'autore degli affreschi che si trovano negli altri due portali: questo pittore è stato chiamato Maestro delle lunette di Atri. Il primo portale gode del privilegio di essere una Porta Santa. La concattedrale di Atri è una delle sette chiese al mondo ad avere una Porta Santa e la correlata indulgenza plenaria. Nel 1295 si ha menzione della Porta Santa di Atri, che era stata istituita in quel periodo: si pensa quindi che in origine vi dovesse essere un piccolo portale poi sostituito con l'attuale nel 1305. Non sappiamo con sicurezza quale papa concesse questo privilegio, forse Celestino V (la cui madre era di Atri) o Bonifacio VIII (che nel 1295 era già salito al soglio pontificio); ancora oggi la Porta Santa viene solennemente aperta alla presenza di migliaia di persone il 14 agosto e chiusa 8 giorni dopo, il 22 agosto, sempre alla presenza del vescovo.
Segue, dopo la Porta Santa, il secondo portale, che generalmente è sempre aperto negli orari di visita della concattedrale (il portone centrale viene aperto in occasione delle messe e delle processione che da qui escono). Questo portale fu realizzato nel 1288 da Raimondo del Poggio e si trova inserito tra due lesene. Ai lati due sculture raffiguranti leoni di stile ancora romanico; vi sono anche l'Agnello crucifero (simbolo di Gesù) e lo stemma degli Angioini, la casa regnante all'epoca nel Regno di Napoli. L'affresco della lunetta, abbastanza sbiadito e rovinato, raffigura la Madonna con Bambino tra due santi ed è opera del Maestro delle lunette di Atri.
Il terzo e ultimo portale, in prossimità della chiesa di Santa Reparata, è aperto solo in casi eccezionali. Fu realizzato da Raimondo del Poggio nel 1302 in stile gotico e presenta ricchissime decorazioni, esempio della maestria di Rainaldo e Raimondo e soprattutto di quest'ultimo: interessanti le due sculture ai lati del portale, raffiguranti due leoni: uno ghermisce la preda, pacifica, l'altro è strepitante e sta per partire all'attacco; la lunetta presenta un affresco (che fra quelli dei portali sul lato destro, è il meglio conservato) raffigurante La Madonna con Bambino tra i santi Giacomo e Giovanni del Maestro delle lunette di Atri. Tutti e tre i portali sono stati splendidamente restaurati.
L'attribuzione di questo portale e degli altri tre all'opera di Raimondo del Poggio e Rainaldo d'Atri è suggerita dalle iscrizioni collocate accanto agli ingressi:
- ANNO D(OMINI) MC/CLXXXVIII/Q(UI) PORTAM SCUL/PSIT RAY(MUNDU) S IN/ARTE REFULXIT
- ANNO D(OMIN) I MCCCII T(EM) P(O) R(E) SA/CRE D(OMIN) I B(ER) NARDI P(RE) SULIS P(RO) CU/RANTE MAG(IST) RO LEONAR/DO H(EC) PO(R) TA FACTA E(ST) P(ER)/MAG(IST) R(UM) RAYM(UNDUM) D(E) PODIO
- ANNIS ADIECTIS QUI/NIS SUB MILLE TRECE(N) TIS/EST OPIFEX OPERIS/RAYNALDUS NO(M) I(N) E CIVIS/ PRESULE BERNARDO CU/RA(N) TE TAMEN LEONARDO
Sul lato destro si affacciano molte finestre con le vetrate del Duecento: queste finestre si differenziano da quelle dell'epoca perché sono molto semplici, infatti il vetro non presenta nessuna decorazione.

### Facciata posteriore

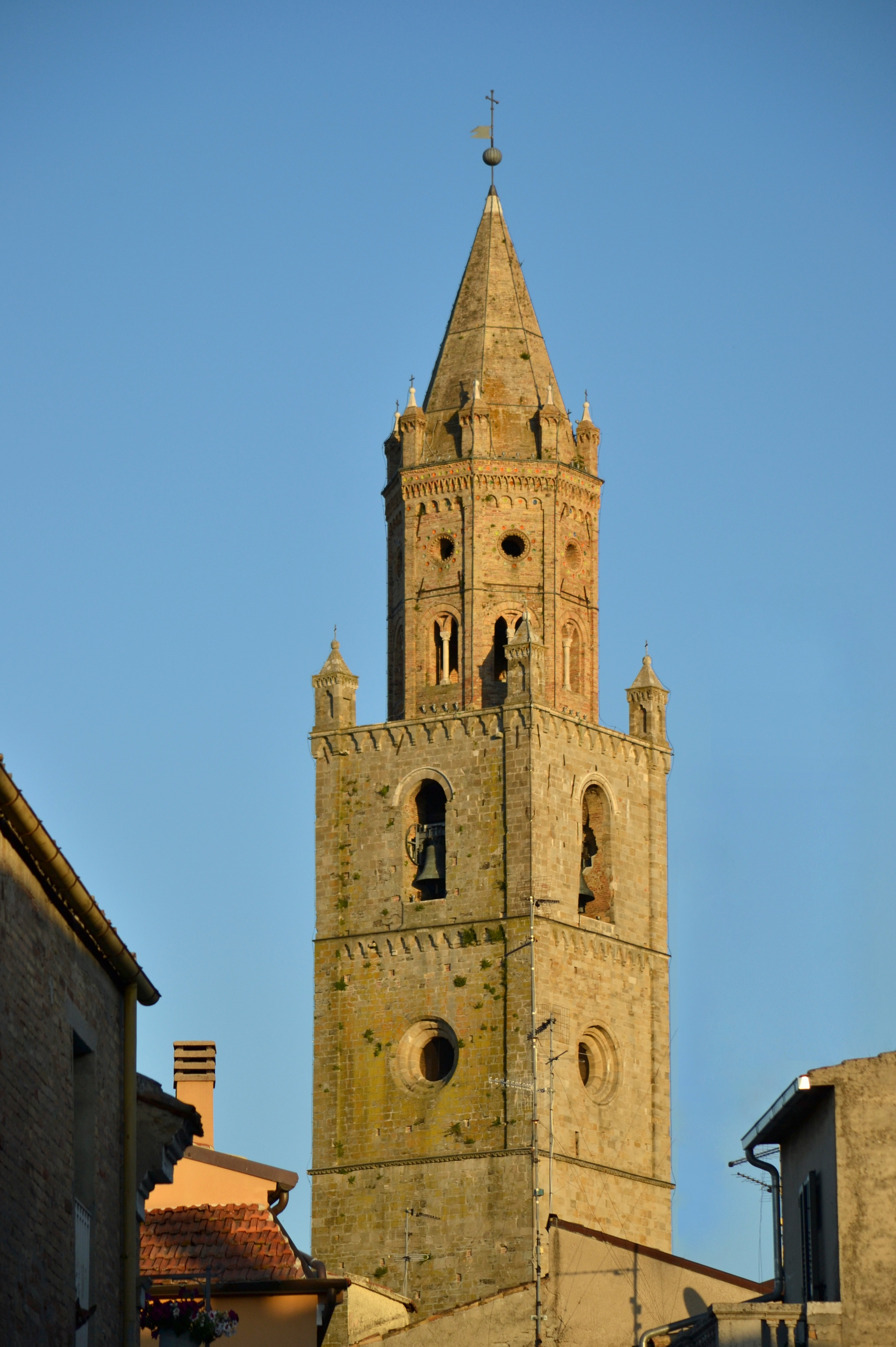
Il campanile

La facciata posteriore del duomo si affaccia sul chiostro. Davanti a essa si apre un ampio spazio, un tempo occupato dalla sagrestia e dall'altro locale annesso, demoliti nei restauri del 1954-1964. In alto, in cima alla facciata posteriore, si trova una finestra tonda che dà luce al presbiterio all'interno, oltre alle altre due piccole finestre.

### Lato sinistro e campanile
Rispetto al lato destro, che si affaccia su un'ampia via e che è quindi visibile in tutta la sua lunghezza, il lato sinistro affaccia sui vicoli di Atri e su largo dei Faugni ed è "soffocato" anche dai locali della sagrestia dei canonici e dell'antisagrestia che gli sorgono accanto e perciò sembra che sia molto più corto del lato destro. Sul lato sinistro ci sono due recenti vetrate decorate con santi che danno luce all'antisagrestia e uno dei tre ingressi del Museo Capitolare; sul lato sinistro è il campanile. Il campanile, con i suoi quasi 64 metri d'altezza, svetta sui tetti e sugli altri campanili della città ed è visibile anche di notte (grazie a sofisticate illuminazioni) fino alle valli circostanti. Inoltre, con i suoi quasi 57 metri d'altezza, è il secondo campanile più alto d'Abruzzo, dopo quello di Sulmona, alto 65,5 metri.
Il campanile, a pianta quadrata, fu iniziato forse nel 1264 in sostituzione di uno a vela; nel 1305 Rainaldo d'Atri concluse la costruzione fino alla cella con le campane. Nel 1502 Antonio da Lodi, un architetto lombardo che riscosse un gran successo in regione (realizzando campanili simili, per non dire uguali, a quello di Atri), terminò l'opera aggiungendo la parte superiore con l'ottagono cuspidato e la palla (di cui si è già parlato). Interessante la decorazione della parte superiore, fatta soprattutto di formelle di ceramica dipinta provenienti dalle prime botteghe ceramiche di Castelli. È abbastanza facile riconoscere la parte eseguita da Rainaldo da quella aggiunta poi da Antonio da Lodi: la prima è più chiara, la seconda presenta toni più scuri. La cella campanaria ha ben sette campane, ognuna con nome diverso e con un'iscrizione che le contraddistinguono: il campanone, la mare, la sole, la vure, le cincipà (due campane chiamate precisamente la cima e la cinciarella), la parrocchiale. Si può salire sul campanile dall'interno della chiesa (previa autorizzazione) tramite una serie di 147 gradini all'interno della costruzione e affacciarsi anche sulle varie aperture e finestre: durante giornate limpide e con un buon cannocchiale, si possono arrivare a vedere le Alpi Dinariche.

## Interno della chiesa

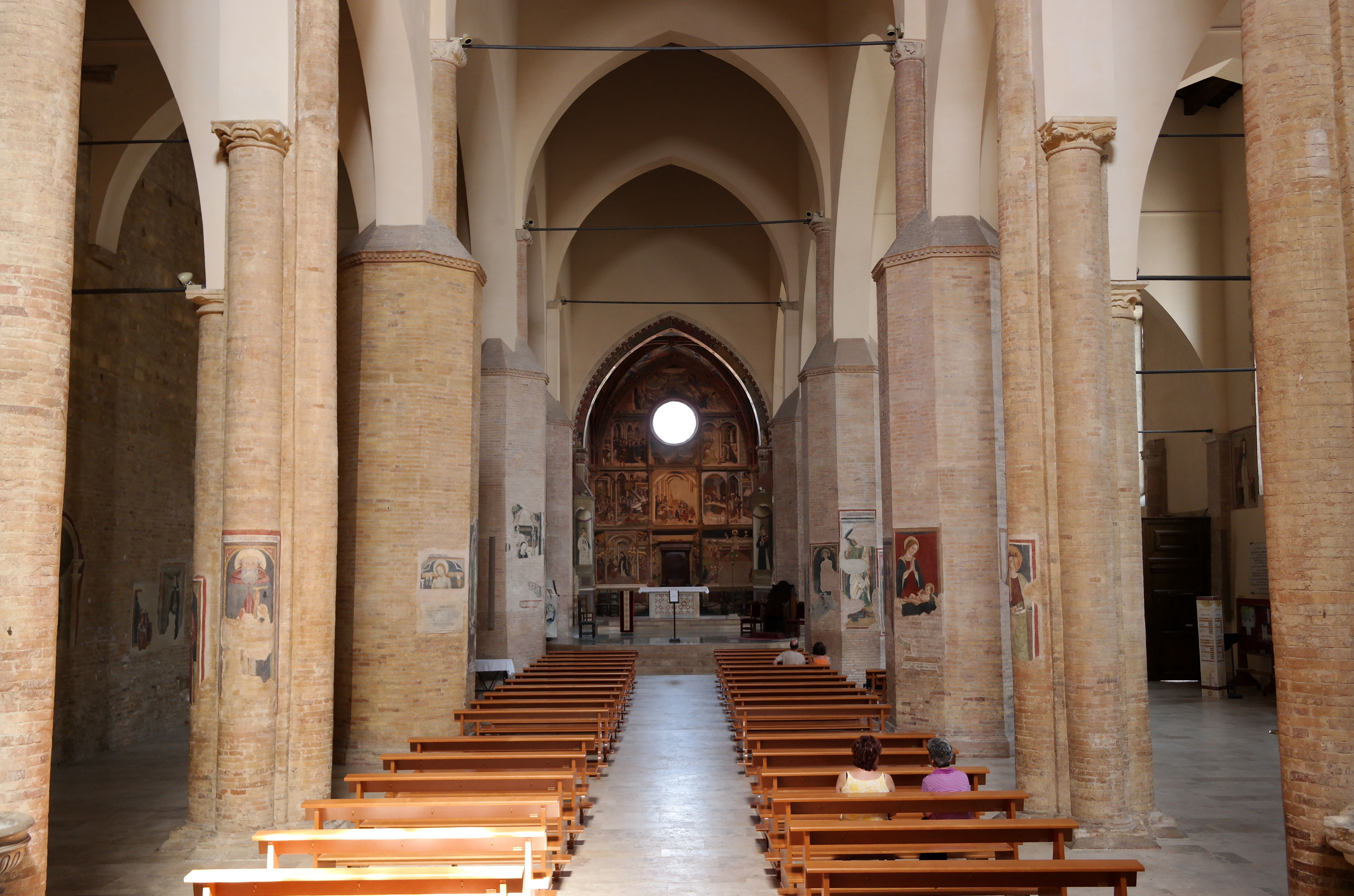
L'interno

L'attuale ingombro della chiesa è di 56,60m di lunghezza per 24,70m di larghezza.
L'interno della chiesa è a tre navate: quella centrale è la più alta, quelle laterali sono più basse e alla stessa altezza. Le colonne medievali hanno splendidi capitelli medievali, alcuni diversi da un altro, realizzati intorno al 1223 alcuni e tra il 1260 e il 1284 altri, opera di Raimondo del Poggio e Rainaldo d'Atri.

### Navata sinistra
Lungo la navata sinistra abbiamo una serie di affreschi e sculture datati tra il Trecento e il Seicento; inoltre vi si trovano la base del campanile e la porticina d'accesso.

#### Storie di Cristo
Degli antichi affreschi che narravano le storie di Cristo e che decoravano tutta la controfacciata sinistra, rimane oggi solo la sezione superiore. Un tempo le pareti della chiesa erano letteralmente coperte da affreschi, che furono però tutti coperti da calce (tranne quelli del coro) nel 1656 a causa della peste per evitare il contagio. Gli affreschi furono poi scoperti, frammentari, tra Ottocento e Novecento. Le storie di Cristo furono scoperti nel 1905. I vari pannelli rimanenti raffigurano scene della vita di Gesù separate ognuno dalla figura di uno o più santi. L'opera è datata 1340 e l'autore appone il suo nome ed è Luca d'Atri, ormai considerato la personalità che si cela dietro quella del misterioso pittore del Maestro di Offida, un artista che operò a lungo tra Marche, Abruzzo e Basilicata. La matrice degli affreschi è giottesca, ed è probabile un apprendistato presso Giotto (a cui Luca viene paragonato dai contemporanei) o più probabilmente da Simone Martini a Napoli.

#### Cappella Arlini

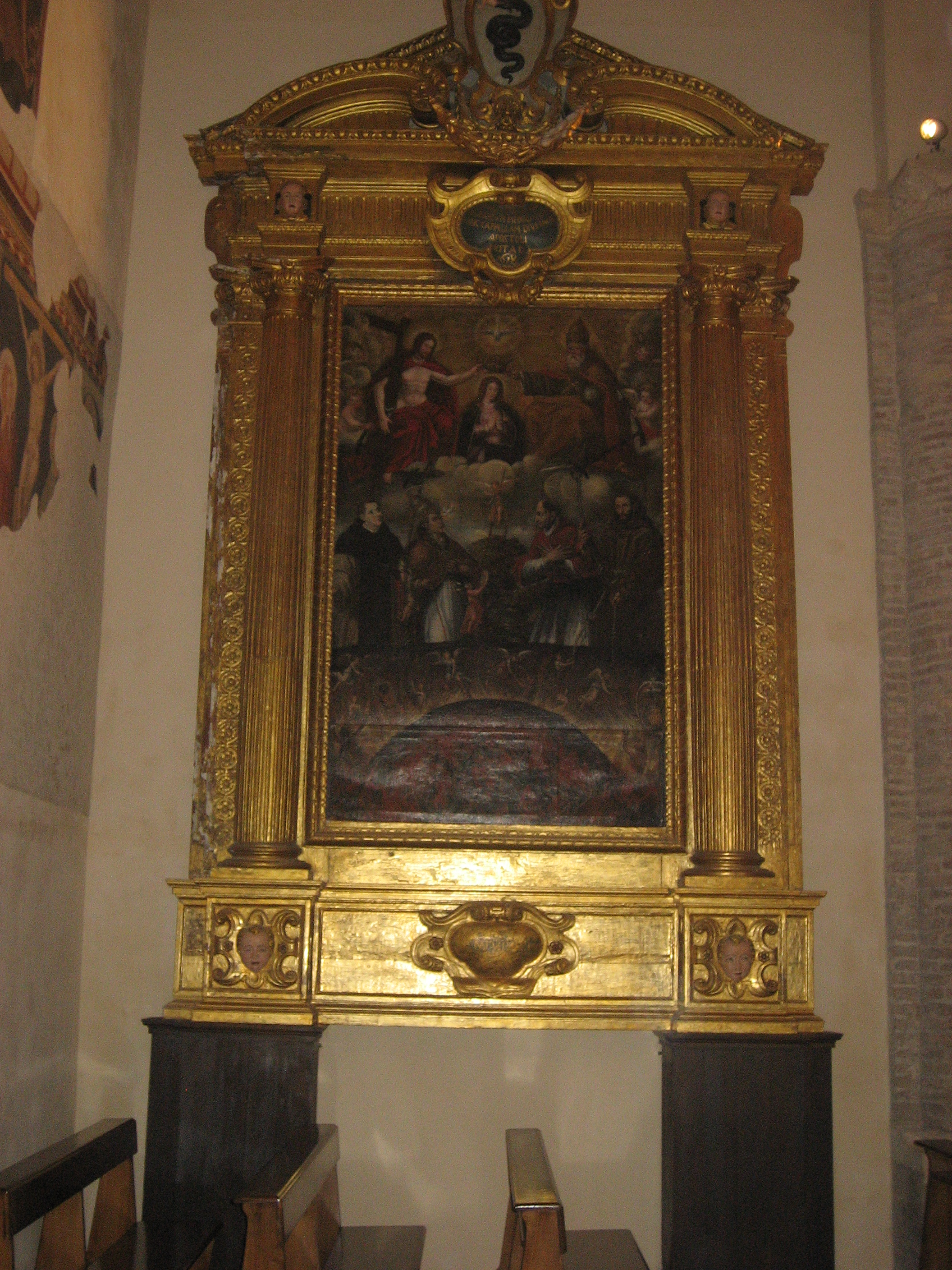
La Cappella Arlini

La concattedrale non ha cappelle (a parte quella del SS. Sacramento), solo altari, che però vengono chiamati tutti cappelle. La cappella Arlini è l'unico altare barocco ancora rimasto integro e presente ancor oggi in chiesa, gli altri si rovinarono e furono demoliti durante i lavori di restauro del 1954-1964: solo l'altare dell'Assunta fu distrutto non perché in rovina, ma perché ostruiva la visione delle finestre romaniche. La cappella Arlini durante i lavori di restauro fu smontata, restaurata pezzo per pezzo assieme alla tela, e infine rimontata. L'altare, in legno rivestito d'oro, fu eretto nel 1618 in stile barocco primitivo (con rimandi all'arte rinascimentale) come luogo di preghiera della famiglia Arlini, potente famiglia di commercianti lombardi trasferitasi ad Atri. In cima sul timpano si trova lo stemma della famiglia (un serpente che mangia un uomo), più sotto una scritta con i committenti e l'anno di realizzazione; due colonne doriche, con alla base e sopra i capitelli due teste di putti, fanno da cornice a un dipinto su tela di scuola napoletana del Seicento, raffigurante L'Incoronazione di Maria: in basso si trovano le anime del Purgatorio, che vengono portate in cielo dagli angeli, nella fascia centrale quattro santi (Leonardo, Nicola, Carlo Borromeo, Francesco) sullo sfondo di montagne, in alto tra tante nubi e uno stuolo di angeli lo Spirito santo illumina la figura della Madonna che viene incoronata dal Figlio e dal Padre. La tela presenta moltissimi punti di contatto con l'opera di Ippolito Borghesi, il pittore umbro trasferitosi a Napoli, che fanno presupporre almeno un intervento, infatti le figure di san Leonardo e san Francesco sono copie identiche di due quadri raffiguranti i santi attribuiti a Ippolito Borghesi e conservati nel Museo Capitolare di Atri. Sull'altare si trovano sei candelabri e un crocifisso lignei del Seicento.

#### San Nicola e San Giacomo
Un affresco che si trova nella parte alta della parete, tra la cappella Arlini e il campanile. È tutto ciò che rimane di un affresco che doveva raffigurare le storie della vita dei due santi. È stato eseguito nel Trecento e l'autore è ignoto. Prova che il resto dell'affresco dovesse rappresentare la vita dei due santi è la presenza dei resti di un affresco raffigurante la Sepoltura di san Nicola, fatto conclusivo delle storie del santo e che avrebbe avuto poco significato se non avesse fatto parte di un ciclo di affreschi.

#### Battistero

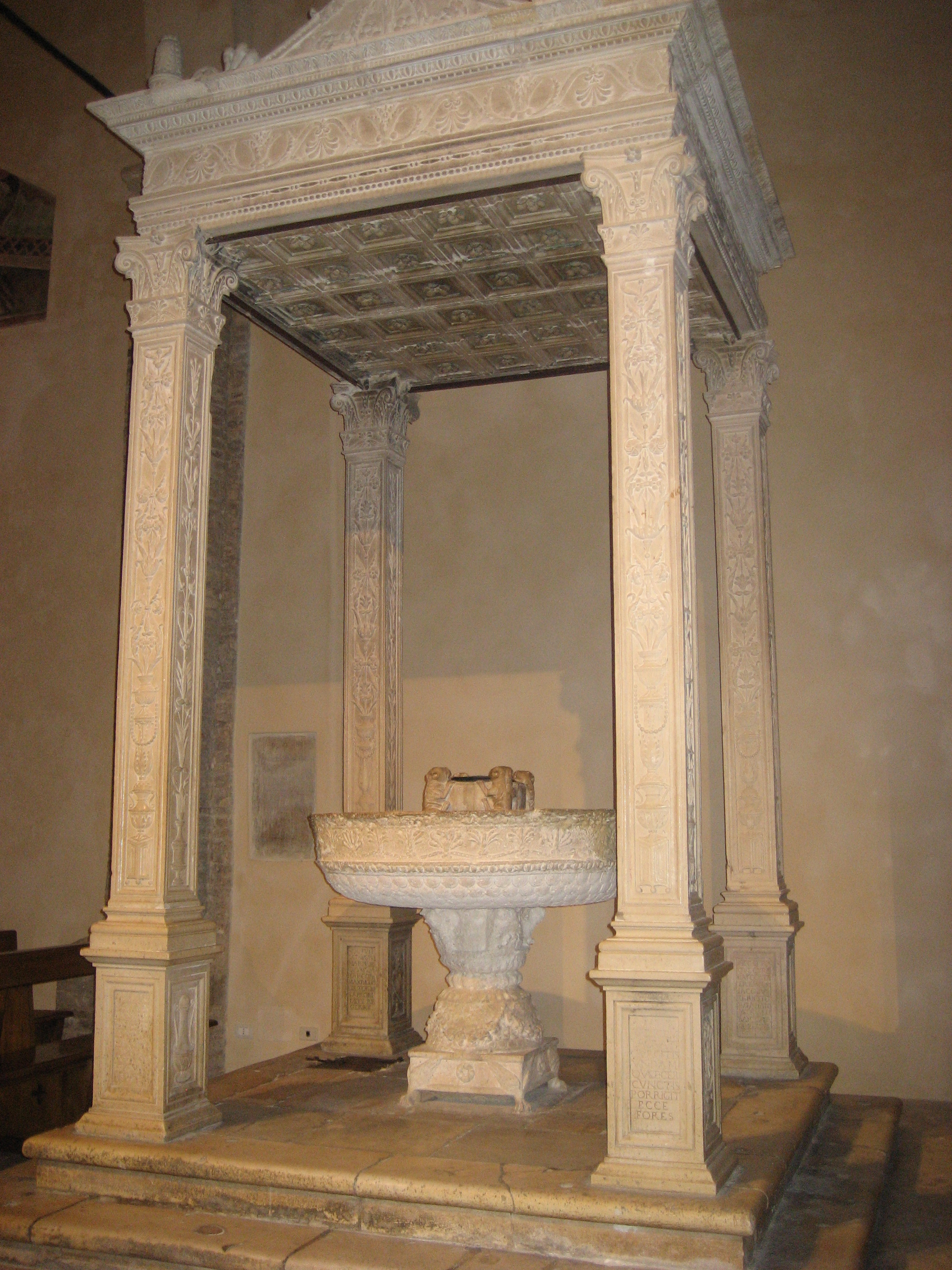
Il battistero

Il battistero si trova in prossimità del campanile. Fu costruito nel 1503 da Paolo de Garviis, uno scultore lombardo-svizzero nato a Bissone e che come tanti altri era poi sceso in Abruzzo dove aveva fatto fortuna. Le sue opere principali e famose, e anche le uniche rimaste, sono quelle realizzate ad Atri. Fu lo scultore lombardo più attivo in Abruzzo nel Cinquecento. Il battistero è in marmo e ha una struttura a baldacchino, raggiungibile tramite tre piccoli gradini, decorata da fiori, elementi vegetali e vasi tipici dello stile rinascimentale lombardo. Alla base delle colonne si leggono alcune iscrizioni, due delle quali informano sulla data e l'autore. Il fonte battesimale è splendido, in stile rinascimentale, e ricorda le opere di Antonio Rossellino. Il fonte battesimale, al suo interno, contiene la bacinella con l'acqua santa realizzata nel Duecento da artisti atriani (Raimondo del Poggio?). Basta alzare il coperchio in ferro del Duecento per prendere l'acqua santa. Da un'iscrizione si apprende che anticamente il battistero si trovava davanti all'ingresso interno alla chiesa di Santa Reparata e permetteva l'ingresso più rapido alla "cripta" (le cisterne romane): fu spostato dove si trova oggi nel 1763.
Il Battistero fu donato dalla pietà di Isabella Piccolomini, moglie del 7º duca di Atri, Andrea Matteo III Acquaviva, unitamente e dopo aver compiuto la Cappella Acquaviva. Ancora oggi, durante i battesimi, ci si reca in processione dall'altare fino al fonte battesimale, dove si svolge il sacro rito. Ancora in attesa di restauro, dopo l'ultimo terremoto è inagibile.

#### Base del campanile e resti di affreschi

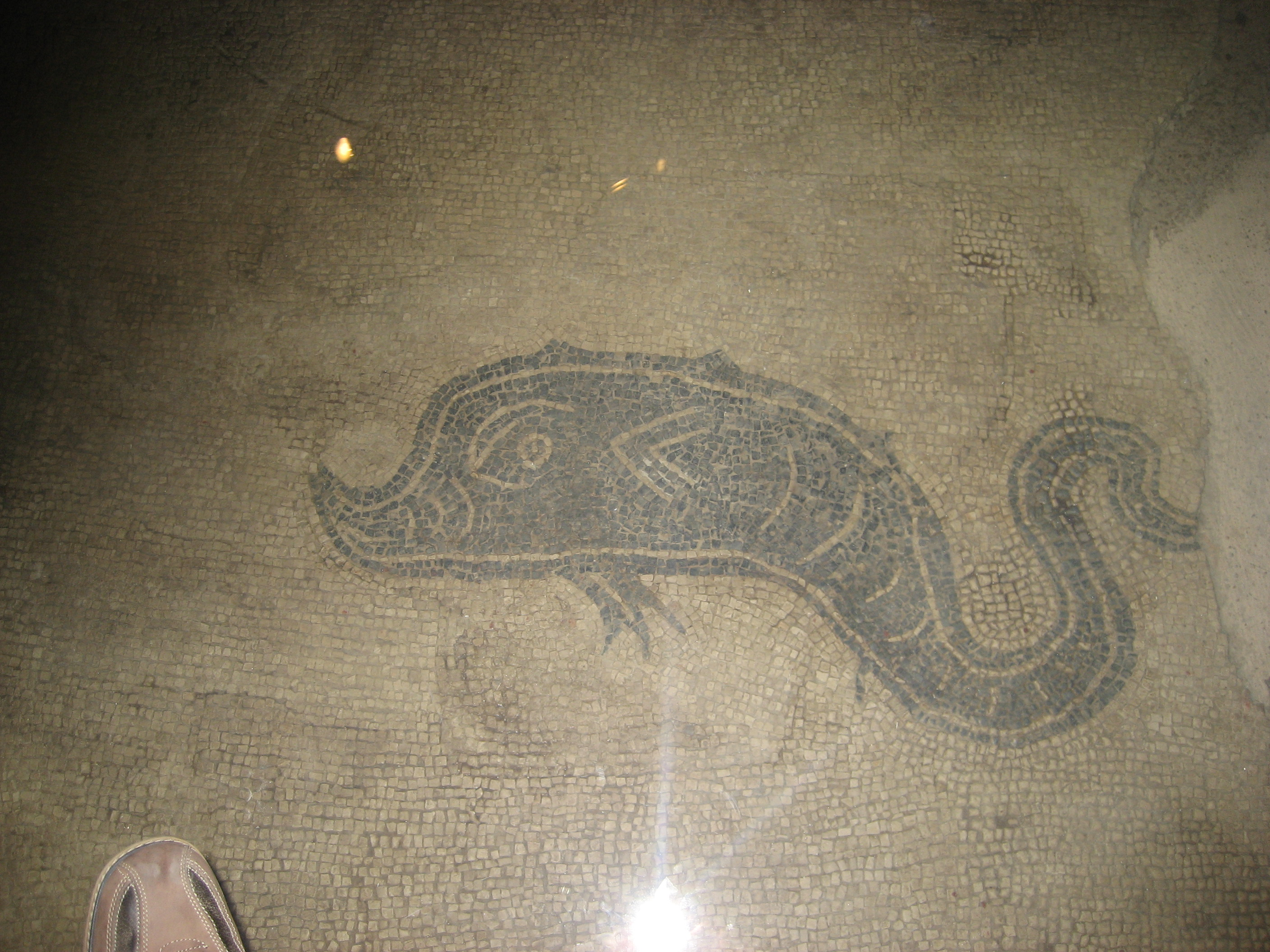
Resti di terme romane: mosaico di un delfino

Il campanile del Duomo di Atri ha una particolarità: avere la base, o meglio quasi tutta la base, all'interno e non all'esterno. Questo perché altrimenti per suonare le campane l'addetto avrebbe dovuto uscire e fare il giro dell'edificio. Durante la decorazione della concattedrale, anche la base del campanile fu decorata da una serie di affreschi, di cui oggi rimangono alcune tracce. Sul lato sinistro e destro vi sono alcuni piccoli lacerti di affreschi datati al Medioevo e al Rinascimento, mentre sulla "facciata" della base (quella che affaccia sulle colonne della navata) vi sono i resti più consistenti. Troviamo una Santa Lucia del XV-XVI secolo; due Sante Monache della fine del Quattrocento e dentro nicchie dipinte rinascimentali, opera di artisti abruzzesi; Santa con palma, un pezzo di affresco con il busto di una santa (mancante di testa) che risale al Trecento, forse dello stesso Luca d'Atri.

#### Resti archeologici
Emersi durante gli ultimi restauri del 2003-2008, sono stati resi visibili da lastre di vetro e illuminati. Consistono in un profondo pozzo che terminava in una breve discesa che immetteva gli scarichi e le acque nella cisterna. Nel Medioevo l'apertura che permetteva il passaggio degli scarichi nella cisterna fu chiuso.

#### Cappella del Santissimo Sacramento

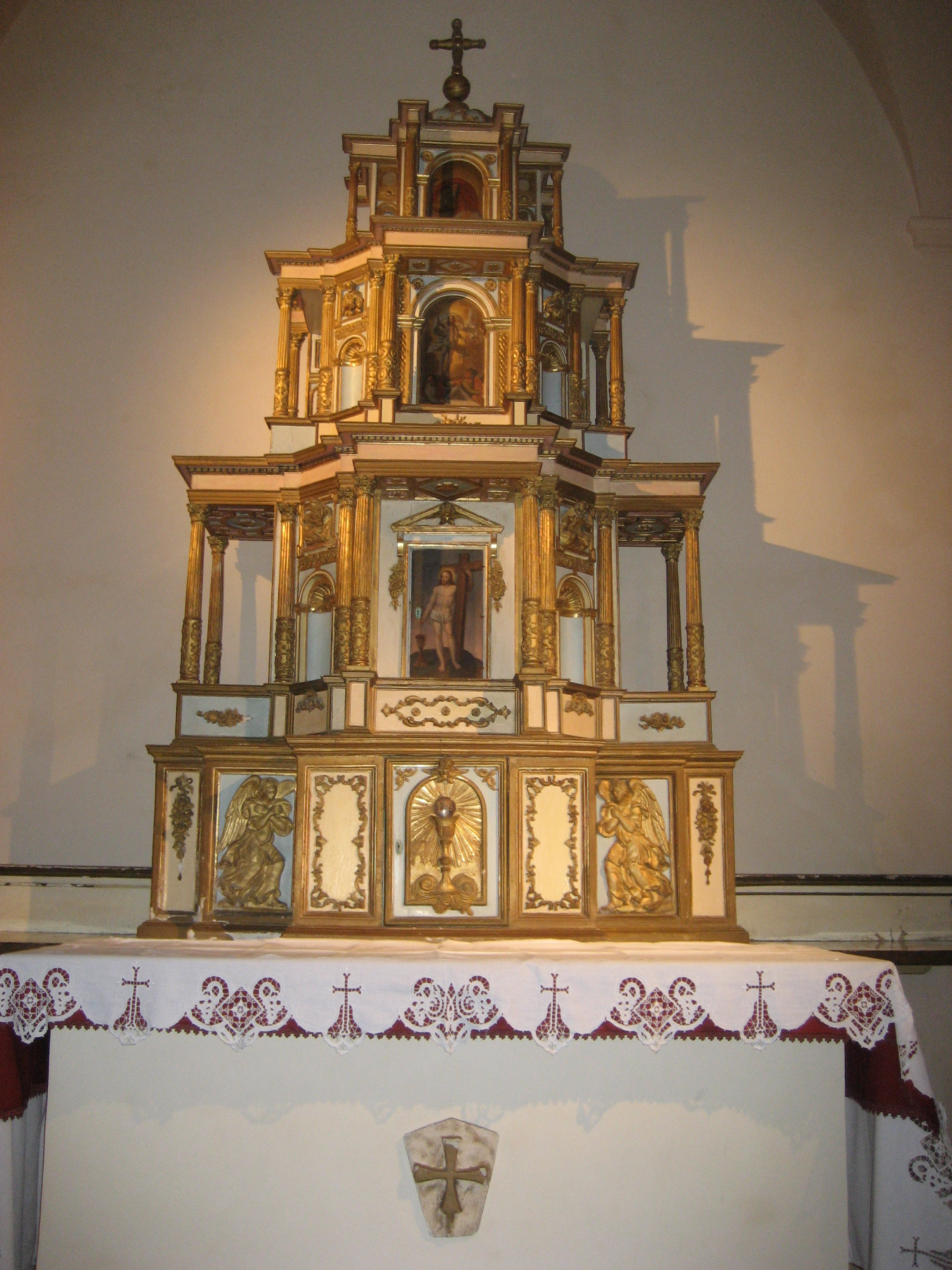
Cappella del Santissimo Sacramento

Questa è l'unica cappella presente nel Duomo. È di dimensioni modeste (tanto da ospitare solo l'altare) ed è stata aperta durante i restauri del Novecento, quando venne liberata tutta la facciata posteriore. Lo spostamento della cappella del Santissimo permise un più comodo collegamento tra il presbiterio e la cappella, visto che prima il celebrante doveva fare il giro di tutto il presbiterio e di mezza navata destra per raggiungere il Santissimo Sacramento. All'ingresso della cappella una balaustra in ferro battuto e dall'alto una lanterna in ferro battuto dà luce allo spazio. Sempre all'ingresso abbiamo due colonnine medievali con delle semplici decorazioni a torciglione. L'altare ospita il prezioso tabernacolo con il Sacramento: fu eseguito da artisti di Rivisondoli nel Settecento, in sostituzione del precedente distrutto, e ha la tipica forma dei tabernacoli dell'epoca. Intorno al 1890 il tabernacolo fu ridipinto con una tinta bianco panna, mentre le colonnine e i capitelli dipinti con un colore dorato, mentre i vari spazi divisi dalle colonne sono riempiti da piccole tele della fine del Cinquecento, uniche parti superstiti dell'antico tabernacolo del Cinquecento che andò distrutto. Le panche per sedersi e pregare sono immediatamente fuori.

#### Organo e porticina
L'organo antico, realizzato da artisti delle Marche nelle 1547, fu distrutto durante i restauri degli anni 1950-1960 e sostituito con uno delle stesse dimensioni del precedente, ma di qualità inferiore. Negli ultimi restauri l'organo è stato smontato ed è ancora in fase di restauro e non si è ancora deciso se ricollocare questo organo o un altro di eguali dimensioni e simile, ma più pregevole.
L'organo della concattedrale di Atri, però, con le sue 6000 canne, è sempre stato l'organo più grande dell'Abruzzo. Grazie allo smontaggio dell'organo sono venute fuori le decorazioni della piccola porta che collega la navata sinistra con la sagrestia, passando per un piccolo locale. Queste decorazioni risalgono al XV secolo e uno raffigura una striscia con elemento vegetale, l'altro un busto di un angelo. Queste decorazioni erano già state notate durante i restauri del Novecento quando il vecchio organo fu distrutto, ma nessuno ci fece caso e non fu mai riportata la notizia, così che le decorazioni furono coperte dal nuovo organo. Solo oggi si è venuto a sapere dell'esistenza di queste piccole decorazioni.

#### Madonna d'Alto Mare

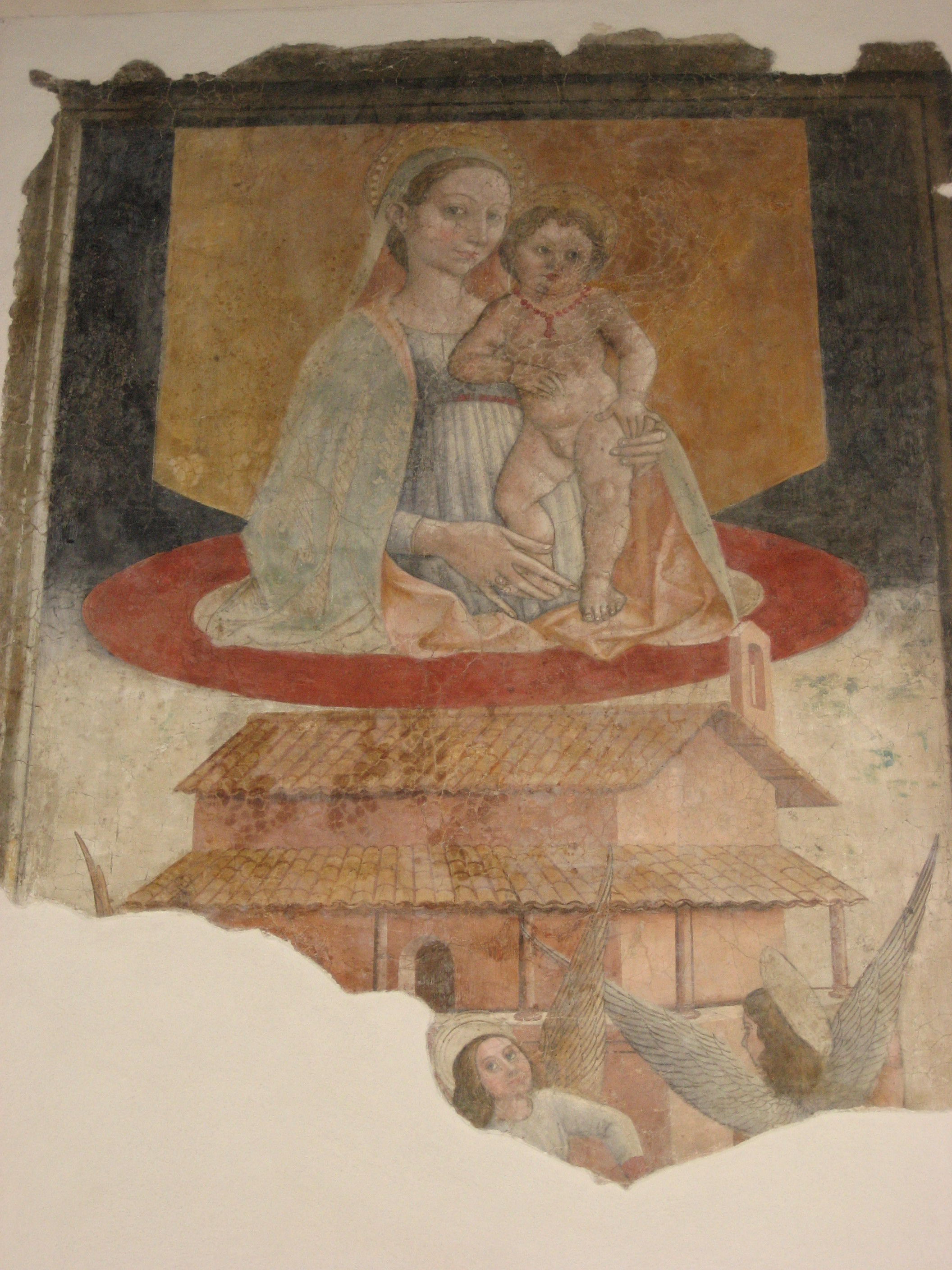
Madonna dell'Alto Mare

L'affresco si trova tra l'organo (dopo il restauro dei primi anni del 2000 l'organo è stato smontato e non più ricollocato in sede) e la cappella de Corviis. Fu ritrovato all'inizio del Novecento e nei restauri degli anni cinquanta-sessanta staccato, trasportato su un pannello e poi ricollocato nel luogo dove fu ritrovato. L'affresco fu eseguito da Andrea De Litio intorno al 1460 e rappresenta la Madonna di Loreto durante la Traslazione della Santa Casa: è chiamata popolarmente Madonna d'Alto Mare, in quanto è qui raffigurata nel momento in cui viene portata in volo dagli angeli sopra il Mare Adriatico lungo il tragitto da Nazaret a Loreto.
Questa raffigurazione della Traslazione della Santa Casa è tra le più antiche, anche se il culto è diffuso fin dalla fine del Duecento. L'affresco raffigura in cima la Madonna con Bambino, posta su un cerchio rosso; sotto la Santa Casa, come si poteva vedere all'epoca, retta dagli angeli e portata da questi verso Loreto. La parte bassa dell'affresco, con il resto della raffigurazione degli angeli e della Casa oltre a una vista del mare, è andata perduta.
Questo affresco è stato uno dei pezzi esposti alla mostra "I pittori del Rinascimento a San Severino", tenutasi nel 2001 a San Severino Marche: l'arte di Andrea de Litio, soprattutto in questo affresco, risulta in parte influenzata dai pittori Ludovico Urbani e Lorenzo d'Alessandro attivi nel Quattrocento-Cinquecento nella città marchigiana.

#### Cappella de Corviis
Era l'altare della famiglia de Corviis, o (italianizzando) dei Corvi, nobile famiglia atriana che si era imparentata con gli Acquaviva. Nel 1577 ebbero il privilegio di costruire la loro "cappella", cioè altare. A differenza di tutti gli altari della chiesa, questo sembra il più minuto e semplice, pur essendo di una famiglia importante visto che erano parenti dei duchi di Atri. L'altare marmoreo fu eretto, sempre nel 1577, da artisti locali e lombardi, che eseguirono anche le decorazioni su imitazione di quelle realizzate da Paolo de Garviis nelle sue opere in concattedrale. La parte centrale, lunettata, era un tempo occupata da una pala d'altare, perduta, oggi rimpiazzata da un crocifisso ligneo del Settecento di buona fattura. Una curiosità: un tempo l'altare era collocato lungo la navata sinistra; durante i restauri del 1954-1964 l'altare fu spostato qui, a sinistra dell'ingresso dell'antisagrestia.

#### Resti archeologici
Tra il coro e la Cappella de Corviis, in prossimità dei resti di Sancta Maria de Hatria, si trovano altri resti archeologici, visibili attraverso lastre di vetro su cui è possibile camminare. Sono i resti delle antiche terme romane su cui è stata costruita la concattedrale.

#### Resti di Sancta Maria de Hatria
In fondo alla navata sinistra si trovano i resti della chiesa di Sancta Maria de Hatria (Santa Maria di Atri) che aveva le stesse dimensioni dell'attuale, sorgeva nello stesso punto, ma era più bassa e a cinque navate. Questi resti si riferiscono alle due absidiole delle due navate di sinistra. Ovviamente non rimangono le absidiole intere, solo la parte bassa che costituiva il perimetro. I resti furono rinvenuti durante i restauri degli anni cinquanta-sessanta; i resti della chiesa sono preceduti da una piccola e bassa ringhiera in ferro che seppur di fattura recente richiama quelle antiche e crea un effetto molto suggestivo: basta affacciarsi a questa piccola ringhiera per ammirare i resti.

#### L'Incontro dei tre vivi e dei tre mortie gli affreschi del Duecento

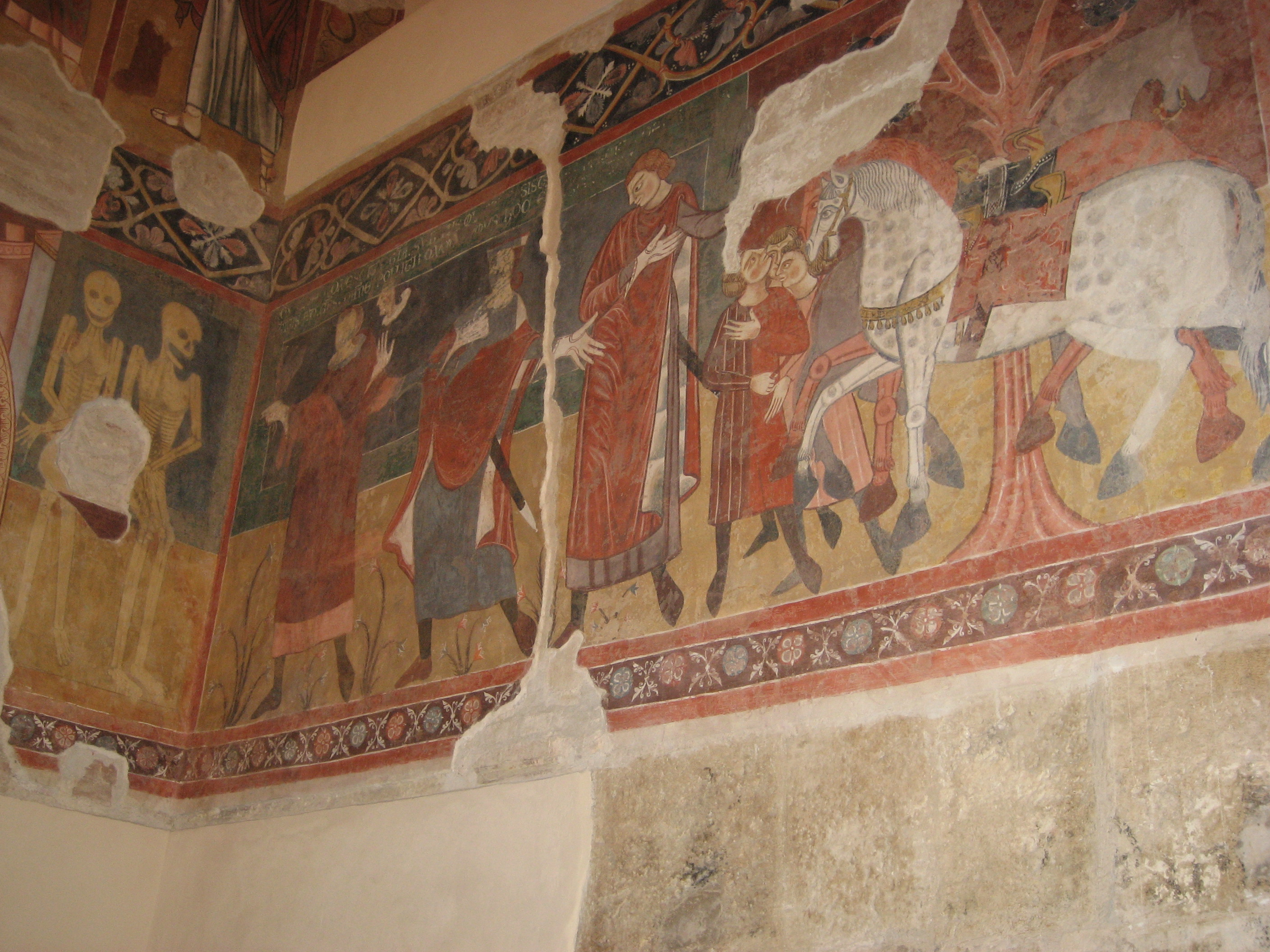
Incontro dei tre vivi e dei tre morti

All'angolo tra la parete sinistra del coro e la parete di fondo della navata sinistra, si trova un singolare affresco, di cui non esistono molte versioni in Italia, soprattutto nel Medioevo: L'Incontro dei tre vivi e dei tre morti.
Non è una danza macabra, ma è un episodio che si ritrova frequentemente nella letteratura francese (addirittura rientra anche nei racconti di alcuni santi) e anche in quella italiana (specialmente bolognese). L'opera è databile intorno al settimo-ottavo decennio del XIII secolo.
L'affresco si può dividere in due parti, la parte terrena e quella con i morti; nella prima parte, a destra, vi sono un albero, i cavalli dei tre cavalieri, i paggi e infine i tre cavalieri, vestiti con abiti molto preziosi (e che testimoniano la loro nobiltà), spaventati e atterriti alla vista di quello che hanno visto e che è rappresentato nella parte sinistra dell'affresco: i morti che si risvegliano. Tre scheletri, con un sottile strato di pelle, si sono risvegliati e stanno sghignazzando: i primi due sono già in piedi, il terzo è ancora dentro la tomba, ma sta per uscire (all'estrema sinistra).
L'affresco è contenuto in una cornice affrescata dello stesso periodo e autore: interessante la cornice della parte alta, che è la più ampia, dove vi sono molte decorazioni geometriche e vegetali. Sopra i tre cavalieri, c'è una scritta in caratteri gotici maiuscolo, di cui però solo la prima parte si è conservata ed è leggibile perfettamente: Nox (?) quae liquescit gloria sublimis mundi..., che tradotto in italiano vuol dire E la notte svanisce: la gloria del mondo..., evidente allusione (forse) alla vittoria della morte sulla vita, che è anche il tema principale dell'affresco: gli uomini (i tre cavalieri) sono atterriti alla vista dei morti, ma non potranno fuggire da essa.
Sopra questo affresco ve n'è un altro, più piccolo, che occupa anch'esso l'angolo tra le due pareti. Risale alla fine del Duecento ed è tutto quello che rimane di un affresco che raffigurava i dodici Apostoli: sono sopravvissuti solamente i santi Andrea e Bartolomeo.
Ogni Apostolo è contenuto in una nicchia e separata da una striscia rossa; accanto al sant'Andrea c'è tutto quel che rimane di una banda a decorazioni vegetali, che forse separava questo affresco da un altro.
Sopra l'affresco, c'è una merlatura di un castello in prospettiva aggiunta molto probabilmente nella prima metà del Quattrocento.

#### Antisacrestia e sacrestia

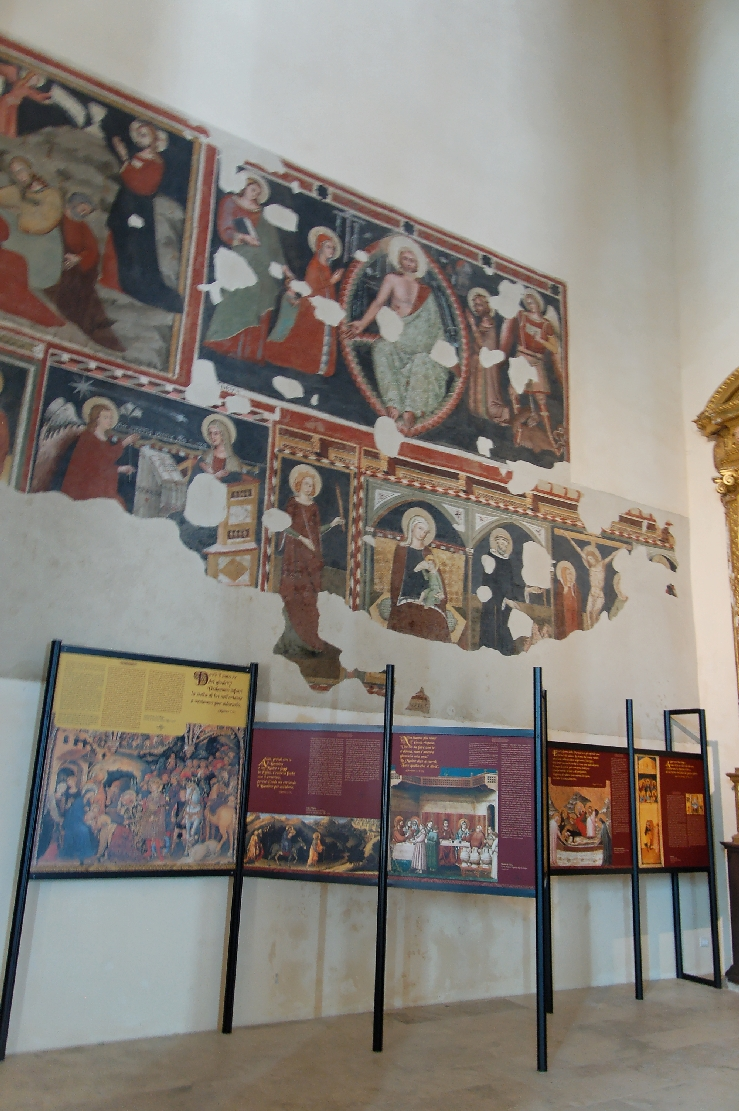
Affreschi dell'antisacrestia

Per mezzo di un'artistica cancellata in ferro battuto, che si trova accanto ai resti di Sancta Maria de Hatria, si accede al locale dell'antisacrestia. In questo spazio sono presenti varie opere d'arte: prima di tutto, due vetrate (opera della ditta Camper di Atri, anni settanta) con raffigurazioni di santi, i tre e grandi cassettoni lignei e intagliati del Settecento, un lavabo da sacrestia della fine del XIX secolo. Sopra questi cassettoni sono collocate quattro tele eseguite tra il Cinquecento e il Settecento: San Rocco, del Cinquecento-Seicento; L'Adorazione dei Pastori, della fine del Cinquecento e opera di un pittore abruzzese che riprende schemi di pittori romani e umbri; Madonna con Bambino e santi (molto deteriorata) molto probabilmente del Seicento; L'Immacolata Concezione, opera del 1780 circa eseguita secondo molti critici da Giuseppe Prepositi (Atri, ?- 1790 circa), tra i principali allievi di Francesco Solimena. Queste tele ornavano alcuni altari barocchi oggi smantellati presenti all'interno della concattedrale, tranne la tela della Madonna con Bambino e Santi che proviene dalla chiesa della Madonna delle Grazie (chiesa della Cona). Interessante, infine, anche un affresco staccato dalla chiesa di San Liberatore ad Atri raffigurante la Madonna con Bambino in trono tra angeli, eseguito nel Duecento, ma molto probabilmente ritoccato e ridipinto in alcune parti nel Quattrocento.
A destra si trova uno dei tre ingressi del Museo Capitolare, il cosiddetto ingresso invernale, perché aperto durante il periodo invernale in sostituzione di quelli affacciati suvia Roma e via dei Musei aperti in estate. L'ingresso invernale, aperto anche d'estate, permette ai turisti un comodo collegamento tra la concattedrale e il museo, senza dover uscire dalla chiesa.
A sinistra invece c'è l'ingresso, più stretto e appartato, della sagrestia: l'interno di questo locale, dove sono custoditi tutti i paramenti e gli oggetti liturgici ha la forma di una cappella od oratorio, cosa che però non deve sorprendere visto che spesso le sagrestie antiche hanno spesso la forma di una cappella con tanto di altare. Tutta la sagrestia è decorata da affreschi del XIX secolo di artisti teramani e atriani: interessante la cupola, dove vi è la raffigurazione di angeli musicanti e festanti. Sulla parete di fondo c'è un altare in legno con le raffigurazioni, le statue dei santi e le decorazioni vegetali rivestite d'oro. L'altare fu realizzato nel XVII secolo da un artista locale che riprende in più punti i soggetti dello scultore Carlo Riccione, il maggior scultore abruzzese del Seicento che dimorò ad Atri dal 1677 al 1692. Sulla tavola dell'altare vi sono le figure in bassorilievo di san Lorenzo e di un altro santo non identificato (capelli, graticola e bordo dell'abito di san Lorenzo rivestiti d'oro), mentre a incorniciare le tre raffigurazioni vi sono tre satiri alati e a petto nudo (capelli, ali e barba rivestiti d'oro), che riprendono figure simili realizzate da Carlo Riccione a Fano Adriano. Il dossale dell'altare presenta le tipiche volumetrie barocche; la prima fascia presenta una decorazione vegetale rivestita d'oro. La parte centrale presenta quattro bassorilievi raffiguranti L'Annunciata, l'Angelo Annunciante, Maria Maddalena e Santa Reparata, i cui capelli e mantelli e le aureola (e anche il leggio per la Madonna, le ali dell'angelo, il vaso d'ungenti per la Maddalena, la palma e la città di Atri per santa Reparata) sono rivestiti d'oro. La raffigurazione dei quattro santi è incorniciata ai lati da sei nicchie che presentano quattro figure di santi (le altre due sono andate perdute o rubate) a tutto tondo, scolpite nel legno, con l'abito completamente rivestito d'oro. La parte superiore presenta un'altra decorazione vegetale (più ricca di quella bassa) rivestita d'oro e, infine, tra fogliami, due putti che reggono lo stemma degli Acquaviva. Ai lati dell'altare ci sono due teche con dei pezzi di stoffa azzurra ricamata con fili dorati, il cui significato, datazione e provenienza sono ancora incerti. Vi sono infine i tre armadi, risalenti al XIX secolo, anche questi in legno e con gli stipiti rivestiti d'oro.
Anche qui alcune tele: un San Michele Arcangelo del XVIII secolo, copia della più celebre tela di Guido Reni a Roma; San Carlo Borromeo, della fine del Seicento; Maria Maddalena del Settecento.
Una porticina sull'altro lato della sagrestia permette l'accesso a un piccolo locale che tramite una porticina immette nella navata sinistra della concattedrale, nei pressi della Cappella del Santissimo Sacramento.

### Navata destra

#### Cappella Acquaviva (Altare di Sant'Anna)

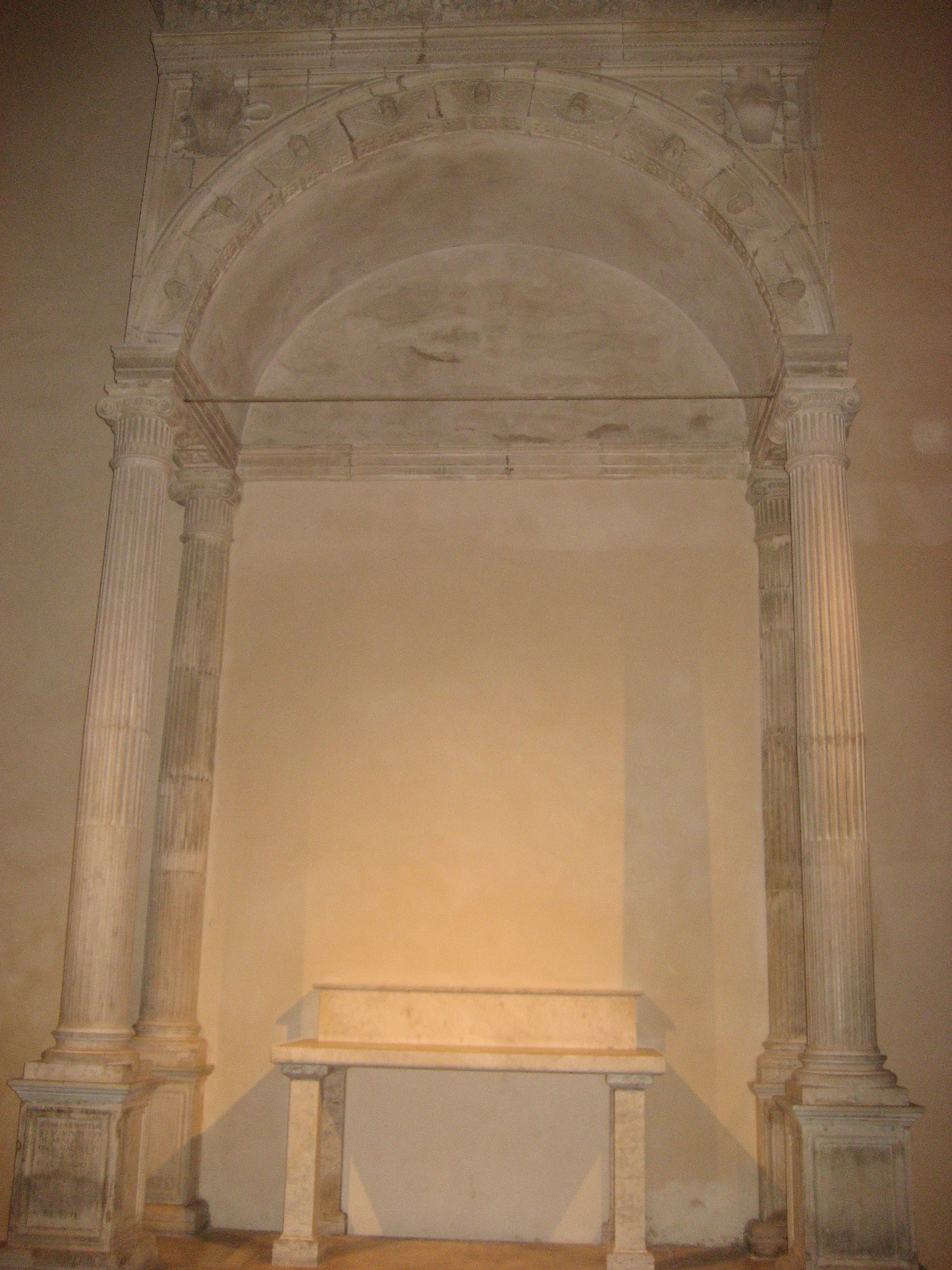
Altare di Sant'Anna

Si trova sulla controfacciata e anticamente (prima dei restauri del Novecento) era in fondo alla navata destra accanto all'altare dell'Assunta: fu poi smontato e rimontato dove si trova oggi. Questo era l'altare della famiglia Acquaviva, la famiglia più potente di Atri e di tutto il suo vasto ducato (che occupava buona parte dell'Abruzzo e della Calabria, oltre a un piccolo territorio nelle Marche e le città di Popoli, Caserta e Conversano). È nota come cappella Acquaviva, o come altare di Sant'Anna. L'altare fu costruito in marmo tra il 1502 e il 1503 da Paolo de Garviis per volere di Isabella Piccolomini, moglie del duca di Atri Andrea Matteo III Acquaviva (l'esponente principale di questa famiglia): in quegli anni il duca era in prigione per aver parteggiato gli spagnoli durante la guerra per il trono di Napoli in cui vinsero i francesi (anche se, poco dopo, torneranno gli spagnoli) e la moglie Isabella fece erigere un altare di famiglia in duomo come voto alla Madonna e a sant'Anna per liberare il marito. Gli atriani però, che avevano sempre malsopportato il governo degli Acquaviva che li avevano privati dell'antica libertà comunale, non tollerarono che il duca facesse erigere un altare di famiglia proprio in duomo e così (approfittando della mancanza del duca) entrarono nell'allora cattedrale armati e distrussero buona parte dell'altare, lasciando "integra", ma solo in alcuni punti, la parte superiore. Nel 1505, però, il duca Andrea Matteo III fu liberato e così, tornato a capo del Ducato di Atri e venuto a sapere dell'accaduto, punì severamente tutta la popolazione: tutti, dal più povero al più ricco, avrebbero dovuto pagare la somma necessaria per la ricostruzione dell'altare, ricostruzione che fu affidata di nuovo a Paolo de Garviis.
L'altare odierno è in mattoni ed è una copia dell'originale, andato perduto: sopra di questo vi sono alcuni candelabri e un crocifisso argentei di recente fattura.
Sopra l'altare vi è un grande baldacchino in marmo, con la parte posteriore attaccata alla parete, che "protegge" l'altare.
Quattro colonne corinzie, che poggiano su basamenti anch'essi in marmo con data e firma dell'autore, reggono il peso della struttura sovrastante. A terminazione orizzontale, questa copertura presenta nella parte centrale (quella che dà sulla navata centrale) un arco a tutto sesto, mentre le altre due facce laterali sono rettangolari e semplici. La parte centrale presenta nove teste di putti lungo tutto l'arco; poi, nei triangolini formati dall'arco (uno a destra e uno a sinistra) nello spazio piano vi sono lo stemma degli Acquaviva (a sinistra) e quello dei Piccolomini (a destra); più in alto, infine, una ricca decorazione vegetale con frutti. I moduli decorativi sono riconducibili al raffinato stile rinascimentale lombardo.
Inoltre, nella cappella fino agli anni settanta c'era il quadro raffigurante Sant'Anna, Maria Bambina e san Gioacchino (la famiglia della Madonna) di scuola fiorentina del Seicento. Dopo il restauro fu esposto nel museo capitolare. In questa cappella venivano sepolti i membri della famiglia Acquaviva; dopo la legge di Napoleone, che vietava la sepoltura dei corpi nelle chiese (1811) e la rimozione di questi dai luoghi di culto, tutte le tombe del duomo (e quindi anche quelle degli Acquaviva) andarono distrutte, con la conseguente perdita delle lastre tombali.

#### Madonna del Latte tra i santi Antonio Abate, Reparata (?) e Berardo (?)

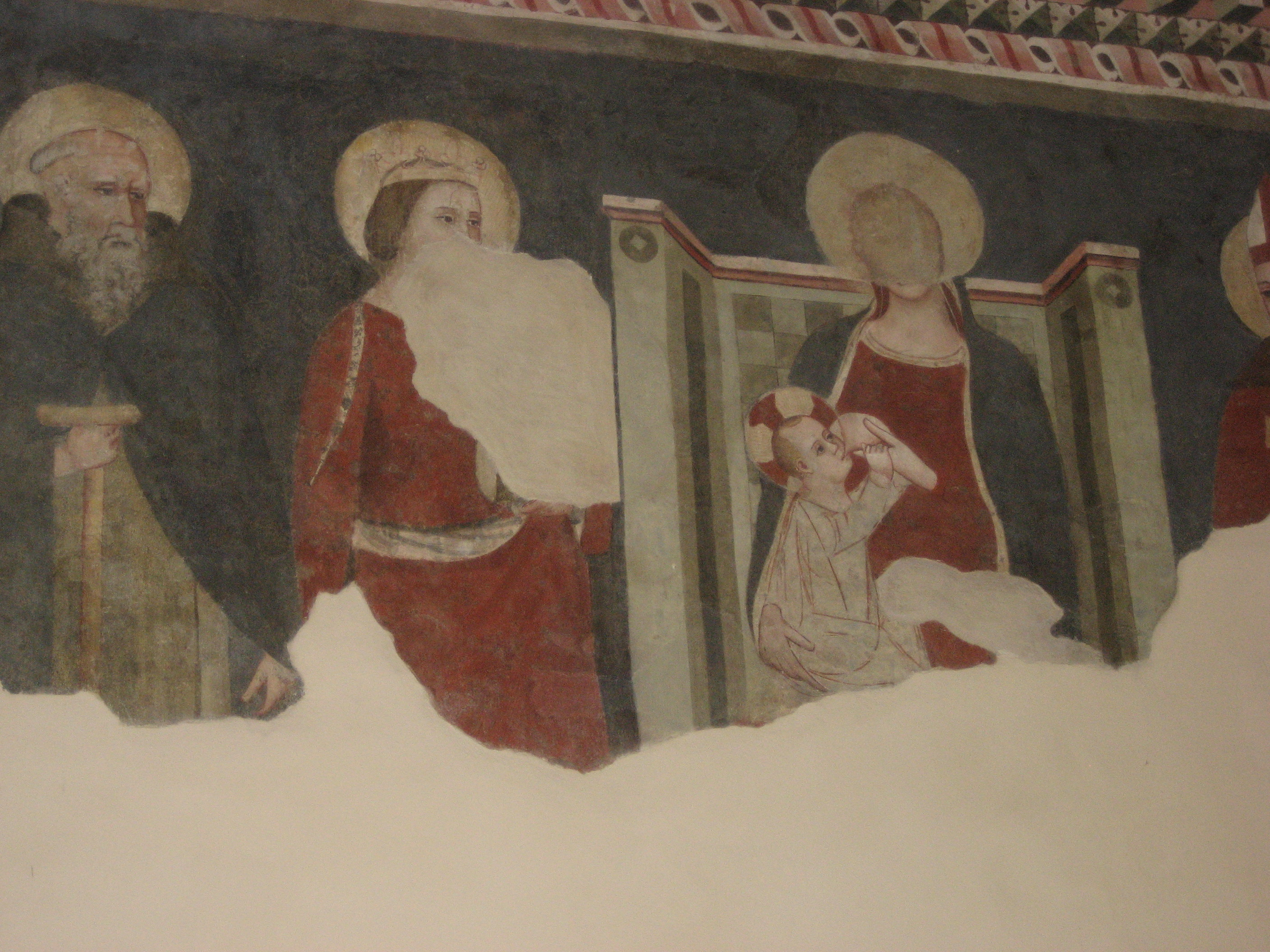
Madonna del Latte e Santi

L'affresco si trova molto vicino alla cappella Acquaviva e si pensa che prima della costruzione dell'altare questo affresco occupasse anche tutta la parete di fondo. Di quest'opera ci è pervenuta la parte centrale, raffigurante la Madonna che allatta il bambino (la Madonna del Latte appunto) fra tre santi: Antonio Abate e altri due che secondo alcuni sarebbero Reparata e Berardo. L'affresco fu realizzato nel Trecento dal Maestro di Offida, da alcuni identificato con Luca d'Atri (sebbene non se non si disponga di un sicuro riferimento documentario).
L'affresco, con uno sfondo blu molto scuro, è contenuto entro una cornice dipinta con ricche decorazioni vegetali. Al centro c'è la Madonna che allatta il Bambino: la Vergine, di cui è andato perduto il volo, è seduta in un prezioso trono in marmo con uno schienale a scacchiera. Alla sinistra della Vergine si trova la figura di una santa con una corona, vestita di un prezioso abito rosso, ma le cui mani (che dovevano sorreggere gli attributi) sono andate perdute. Secondo alcuni può essere santa Caterina d'Alessandria, per altri invece santa Reparata martire, patrona della diocesi di Teramo-Atri. Segue quindi sant'Antonio Abate, un santo molto venerato in Abruzzo e a cui sono dedicate molte celebrazioni, anche ad Atri. Il santo è calvo (con qualche ciuffo di capelli grigi intorno alle orecchie), ha uno sguardo severo e una lunga barba bianca; il suo abito è quello classico del monaco eremita, con un mantello e cappuccio neri e tunica bianca. La mano destra regge il bastone a forma di T, classico attributo. Alla sinistra della Madonna si trova la figura, di cui rimane solo la parte superiore (dal petto in su) di un santo vescovo, forse san Berardo, patrono della diocesi assieme a santa Reparata. San Berardo, infatti, fu vescovo di Teramo e successivamente fu canonizzato e quindi proclamato patrono della diocesi. Accanto a questa figura si trovano pezzi di vesti e dita, che fanno supporre che l'affresco fosse molto più esteso e comprendesse più figure.

#### Affreschi del XIV-XV secolo

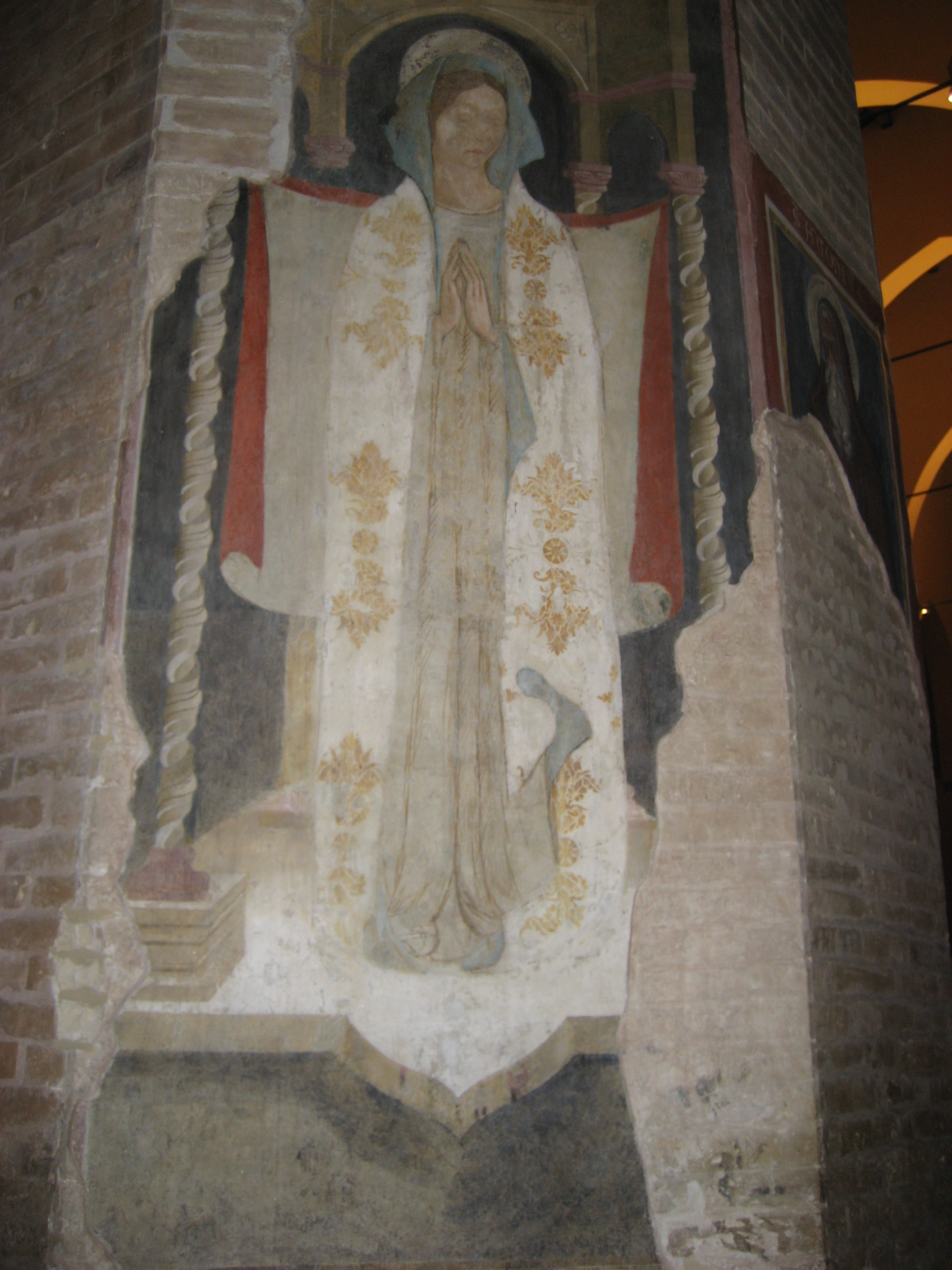
Santa Caterina

Vi sono alcuni affreschi, databili tra gli inizi del Trecento e la prima metà del Quattrocento, alcuni ottimamente conservati, altri invece conservati solo in parte.
- San Giacomo Maggiore e Santa Caterina da Siena: affresco realizzato molto probabilmente intorno al 1360 da Andrea da Bologna (1335-1370) e dalla sua scuola. Su uno sfondo giallo e blu si stagliano queste due snelle figure, interessante e bella soprattutto santa Caterina, ai cui piedi si inginocchia una donna ben vestita, nobile, sicuramente la committente.
- Sant'Ambrogio?: affresco della prima metà del Quattrocento, realizzato molto probabilmente da un pittore locale o comunque abruzzese. Vi è raffigurato un santo vescovo sotto il portico di una chiesa (portico raffigurato con scarsa prospettiva); questo santo viene da molti identificato con sant'Ambrogio, perché vi sono alcuni attributi che fanno risalire al vescovo di Milano: le stelle a sei punte sulla mitria e la Bibbia nella mano sinistra. Interessante anche la casula rossa, ricca di diamanti e rubini, e la tunica bianca sotto questa. Di un certo pregio anche la doppia cornice dipinta che delimita l'affresco.
- 4 santi: sono quattro piccoli affreschi, separati ognuno da una ricca cornice dipinta gialla con molte decorazioni, realizzati agli inizi del Quattrocento da un ignoto pittore, forse locale, con una certa maestria. L'affresco si trova su una semicolonna: la parte bassa non è conservata del tutto, mentre quella alta si è conservata integra e vi si riconosce la figura di san Festo.
- Santa Monaca Francescana: l'affresco è di un ignoto pittore dei primi anni del Quattrocento e raffigura una santa monaca francescana, dell'ordine delle Clarisse, la cui presenza ad Atri risale al 1250-1260. Non abbiamo la certezza che l'affresco raffiguri proprio santa Chiara, visto che non vi è nessun attributo particolare e inoltre la parte centrale è andata perduta. La santa porta una tunica marrone e un velo bianco; il suo sguardo è severo. Colpisce molto il collo della donna, tozzo e molto sproporzionato rispetto a tutta la figura. L'opera si trova sotto un arco dipinto.
- Resti di affreschi: sopra l'affresco della santa francescana si trovano i resti di un unico affresco, forse del Quattrocento, con due finti basamenti marmorei e colonne: dovevano essere la parte bassa di un affresco raffigurante alcuni santi.

#### La Madonna del Cardellino

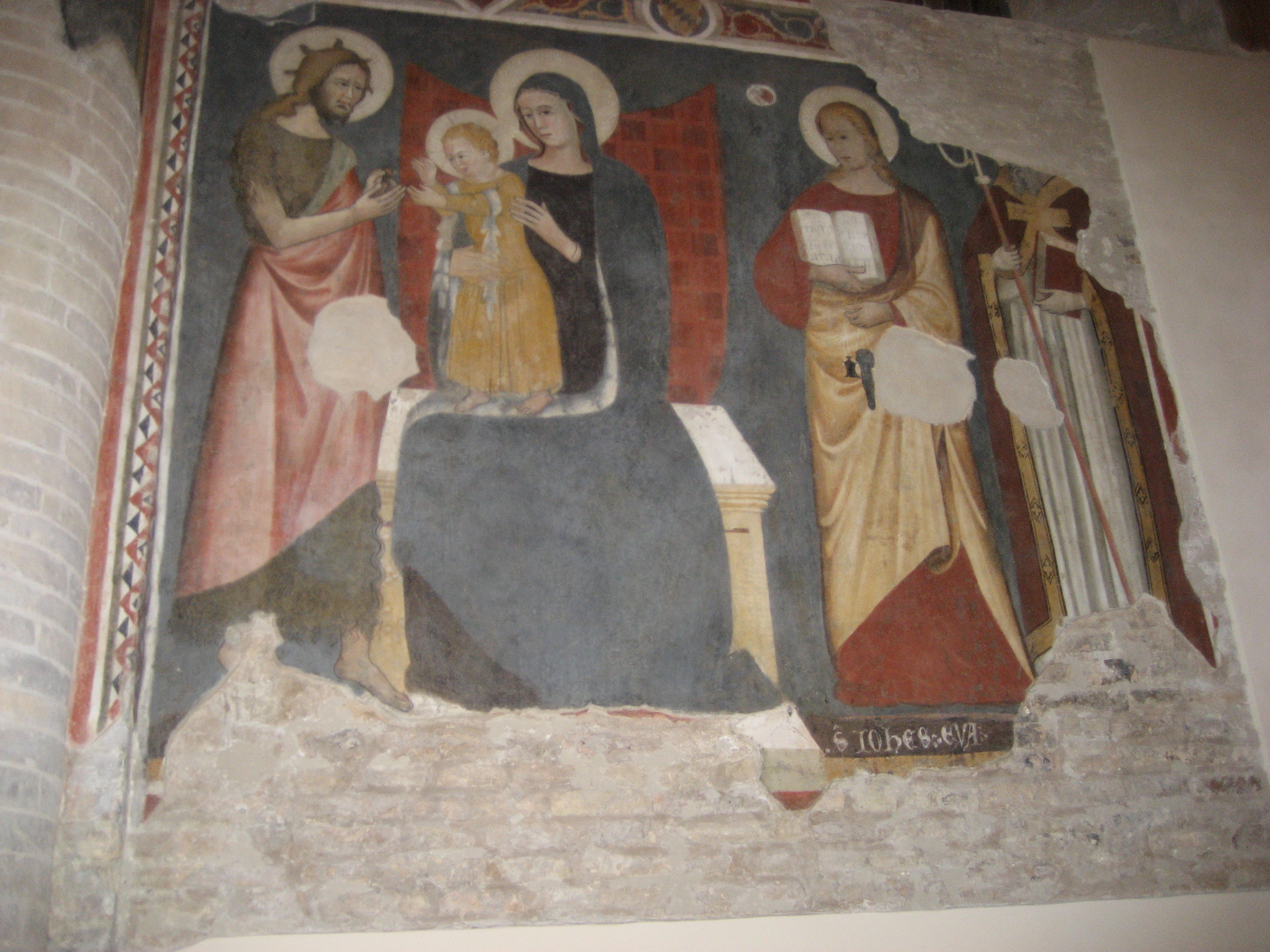
Madonna del Cardellino

Questo affresco è ottimamente conservato: infatti solo la parte sinistra e la parte superiore sono andati in parte perduti.
L'opera è attribuita al Maestro di Offida, della fine del Trecento, ed è pregevole per la vivace cromia (blu chiaro, blu scuro, giallo, rosso...) e la delicatezza dei volti dei personaggi. L'affresco rappresenta la Madonna con bambino e i santi Giovanni Battista, Giovanni Evangelista e santo vescovo. La Madonna si trova nella parte centrale; è vestita di un lungo manto blu ed è seduta su un trono marmoreo con uno schienale coperto da un tendaggio rosso. La Vergine tiene stretta a sé il piccolo Gesù, che è in piedi sulle ginocchia della Madre e porta un abitino giallo di foggia preziosa: il Bambino è in stretto colloquio con san Giovanni Battista, a sinistra della Vergine, e porta i suoi classici attributi (mantello rosso, pelle di cammello, capelli lunghi, barba), mentre il suo sguardo esprime tristezza, forse ricordando il fatto che dovrà morire decapitato oppure pensando al destino del cugino Gesù, che dovrà morire in croce per salvare gli uomini dai peccati. Il piccolo Gesù offre al cugino un piccolo uccello, il cardellino, simbolo del suo martirio, da cui il nome dell'affresco. A destra della Vergine a osservare la scena c'è san Giovanni Evangelista, vestito di giallo e di rosso, con la boccetta per l'inchiostro e il Vangelo di Giovanni tra le mani aperto al primo capitolo: In principio era il Verbo e il Verbo era...
A chiudere l'affresco c'è tutto quello che rimane di una figura ritraente un santo Vescovo (come si evince dal pastorale e dall'abbigliamento) di cui è andata perduta la testa e in mancanza di attributi non si è riusciti a identificare il santo. Pregiato anche lo sfondo dell'affresco, dello stesso colore del manto della Vergine, blu chiaro, e la cornice dipinta che circonda l'affresco, decorata con motivi vegetali e geometrici.

#### Affreschi del XIII-XIV secolo
Questi affreschi sono:
- Frammento di affresco: si trova su una semicolonna ed è tutto ciò che rimane di un piccolo affresco del Trecento raffigurante un santo o una santa. Nel frammento si nota una capigliatura sormontata da un'aureola; lo sfondo è blu e la cornice dipinta è doppia.
- San Michele Arcangelo: affresco staccato dalla chiesa di San Liberatore (o Cappella dei Caduti) durante i lavori di ristrutturazione di questa tra il 1918 e il 1920. Fu quindi trasportato in concattedrale. Un tempo attribuito erroneamente a Luca d'Atri, l'affresco risale alla seconda metà del Duecento ed è in stile bizantino. San Michele, alato, è raffigurato con la tipica armatura bizantina e con una lancia uccide un serpente verde simbolo del demonio. Lo sfondo è blu e la cornice è doppia.
- Santa (Santa Liberata?): anche questo affresco un tempo si trovava nella chiesa di San Liberatore e poi staccato e portato su un pannello nella concattedrale. Anche questo è della stessa epoca e stile del precedente e anche questo è stato erroneamente attribuito a Luca di Atri. La santa, il cui volto è andato in parte perduto, porta un velo sul capo e porta un abito molto prezioso, tipica dell'epoca. Nella mano sinistra regge un cartiglio e ha una grande aureola; come nel san Michele, anche qui lo sfondo è blu e la cornice è doppia. Alcuni esperti riconoscono, senza un preciso fondamento, nella figura quella di santa Liberata.

#### Altare di san Nicola dei Sarti

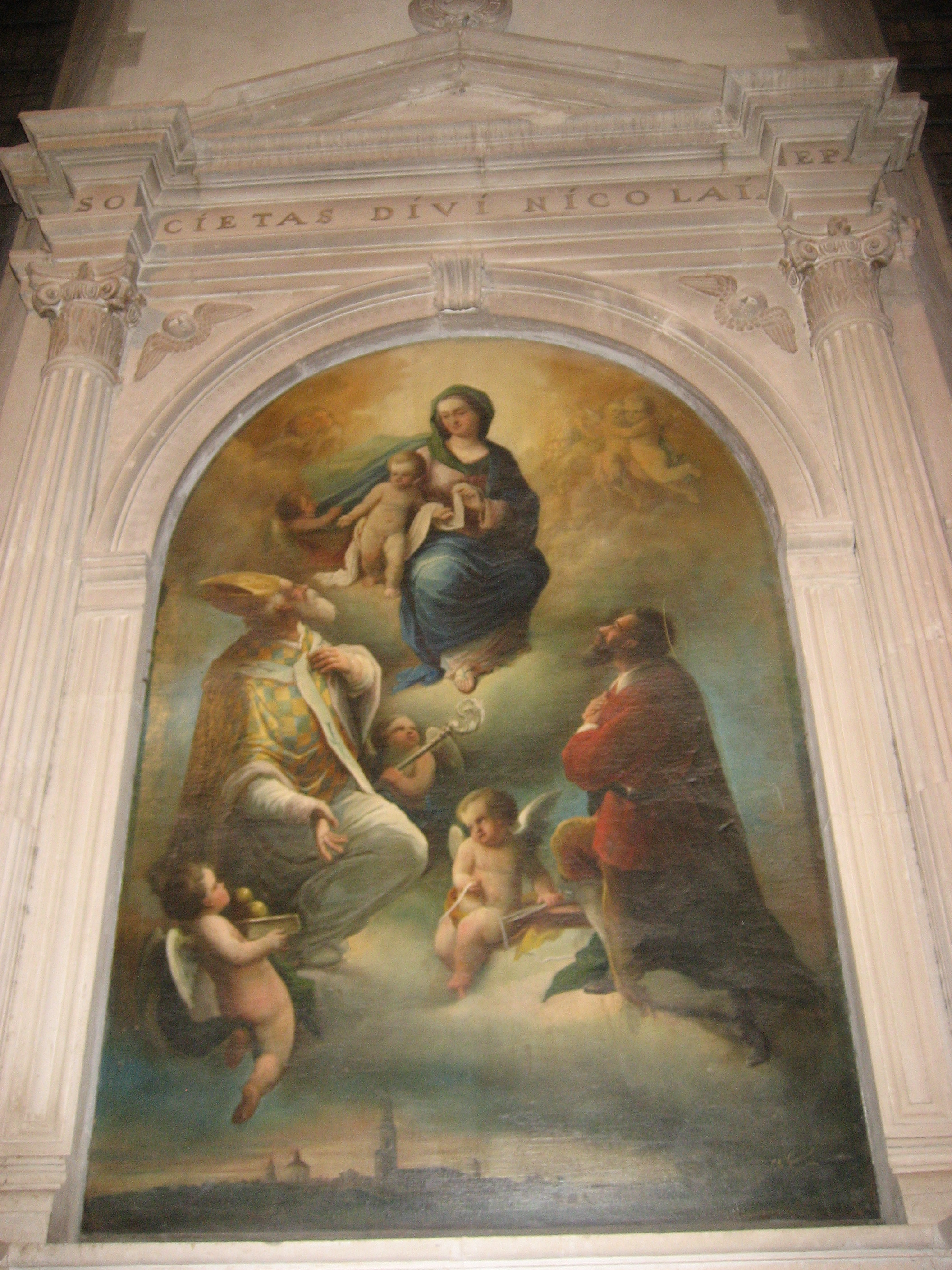
L'altare di San Nicola dei Sarti

L'altare fu eretto nel Cinquecento, in stile rinascimentale, e apparteneva alla confraternita di san Nicola dei Sarti, come si evince dall'iscrizione presente in cima (Società di san Nicola Vescovo). La tradizione vuole che un mercante arabo, nella seconda metà del XV secolo, doveva venire dall'Oriente per affari ad Atri. Durante il viaggio si imbatté in una forte tempesta e nonostante fosse musulmano, fece voto a san Nicola: se lo avesse fatto arrivare sano e salvo al porto si sarebbe convertito e avrebbe eretto un altare in suo onore. Quindi, arrivato sano e salvo al porto di Cerrano (l'antico Porto di Atri), chiese di essere battezzato nella chiesa di San Nicola accanto al porto; poi salì ad Atri e, dopo aver fatto fortuna, spese i soldi guadagnati per fare costruire un altare in onore di san Nicola nella concattedrale di Atri. L'altare fu affidato ai sarti della città, che si associarono dando vita alla confraternita di san Nicola dei Sarti; la confraternita poi ricostruì l'altare nel Cinquecento. La confraternita si estinse tra Seicento e Settecento. L'altare è tutto in pietra calcarea. La parte bassa presenta la tavola dell'altare rifatta di recente. Due colonne corinzie, reggono la parte alta, con il timpano e una fascia dove c'è scritto Societas divi Nicolai Ep. (Società del Divo Nicola Vescovo, o san Nicola Vescovo). In cima c'è lo stemma della confraternita. La parte centrale dell'altare presenta uno spazio lunettato, con una chiave di volta molto raffinata e due teste di puttini ai lati, dove si trova la tela della Madonna con Bambino tra angeli e i santi Nicola e Omobono (detta Madonna delle Grazie). La tela è di un abile pittore romano della fine del Settecento: infatti è in stile neoclassico. In alto, tra nubi e putti, si staglia la figura della Madonna con Bambino, mentre un po' più in basso, ai lati si trovano le figure di san Nicola vescovo, con una lunga barba bianca, e sant'Omobono, patrono dei sarti e con il classico abbigliamento dei sarti dell'epoca. Due paffuti putti reggono gli attributi di san Nicola (pastorale, libro, tre palle d'oro), un altro putto regge gli attributi di sant'Omobono e anche simboli della confraternita (le forbici, l'ago e il filo); in basso si trova una veduta della città di Atri, con i campanili della chiesa di Sant'Agostino e santa Maria Assunta e la cupola di santa Reparata. Si riconosce un altro campanile, a sinistra, che doveva appartenere alla chiesa di San Leonardo, demolita negli anni sessanta. Accanto a questo altare, sulla sinistra, vi sono: affresco della Madonna della Misericordia, del XV secolo di pittore abruzzese (in alto), una lapide che ricorda la visita di papa Giovanni Paolo II nel 1985 (al centro) e un'acquasantiera medioevale (in basso).

#### Affreschi del XV-XVI secolo
Accanto a varie lapidi recenti che ricordano vari eventi, si arriva a una serie di affreschi datati tra il Quattrocento e il Cinquecento. I primi si trovano su una semicolonna e di questi è rimasta solo la parte inferiore, con il borgo e delle tuniche e delle vesti di santi; risalgono alla fine del Quattrocento.
C'è poi un affresco raffigurante san Bernardino da Siena, di discreta fattura, realizzato nel 1451 e raffigurante il santo secondo l'iconografia ufficiale. Lo sfondo è blu e la cornice doppia; sulla cornice si trova anche la data, in caratteri arabi. L'opera è di un pittore locale (secondo alcuni il misterioso Giovanni di Cristoforo) e assume grande importanza perché è una delle prime raffigurazioni del santo, canonizzato nel 1450 (e l'affresco è stato eseguito solo un anno dopo): inoltre, il postulatore del processo di canonizzazione fu lo stesso vescovo di Atri, Giovanni da Palena.
Segue quindi una raffigurazione della Vergine prudente, con una candela accesa, realizzata nel Quattrocento da un ignoto pittore. Nella doppia cornice dell'affresco si leggono due date: 1477 e 1512; molto probabilmente il 1477 è la data di realizzazione, mentre il 1512 quella di un parziale rifacimento.
Vi è infine un frammento di affresco della fine del Quattrocento-inizio Cinquecento.
Infine vi è la cancellata in ferro battuto, del Settecento, che immette nella chiesa di Santa Reparata.

#### Resti di santa Maria de Atria e affresco
In fondo alla navata destra si trovano altri resti della primitiva chiesa di Santa Maria de Hatria, anche se sono meno vistosi rispetto a quelli della navata sinistra. Qui è solo conservato il passaggio, oggi chiuso, che dalla chiesa immetteva nella cisterna sottostante. Davanti a questo passaggio, fino al 1763 qui vi era il battistero, poi spostato nell'attuale posizione. Sulla parete di fondo della navata destra si trova un affresco della prima metà del XVI secolo, con caratteri tipici della pittura umbra e abruzzese: l'affresco raffigura un Cristo benedicente, con candide vesti. Lo sfondo dell'affresco è giallo e la cornice dipinta è blu.

### Navata centrale
Nella navata centrale si trovano le acquasantiere e le otto colonne (quattro sul lato destro e quattro sul lato sinistro) decorate da pregevolissimi affreschi datati tra il Trecento e il Cinquecento.

#### Acquasantiere

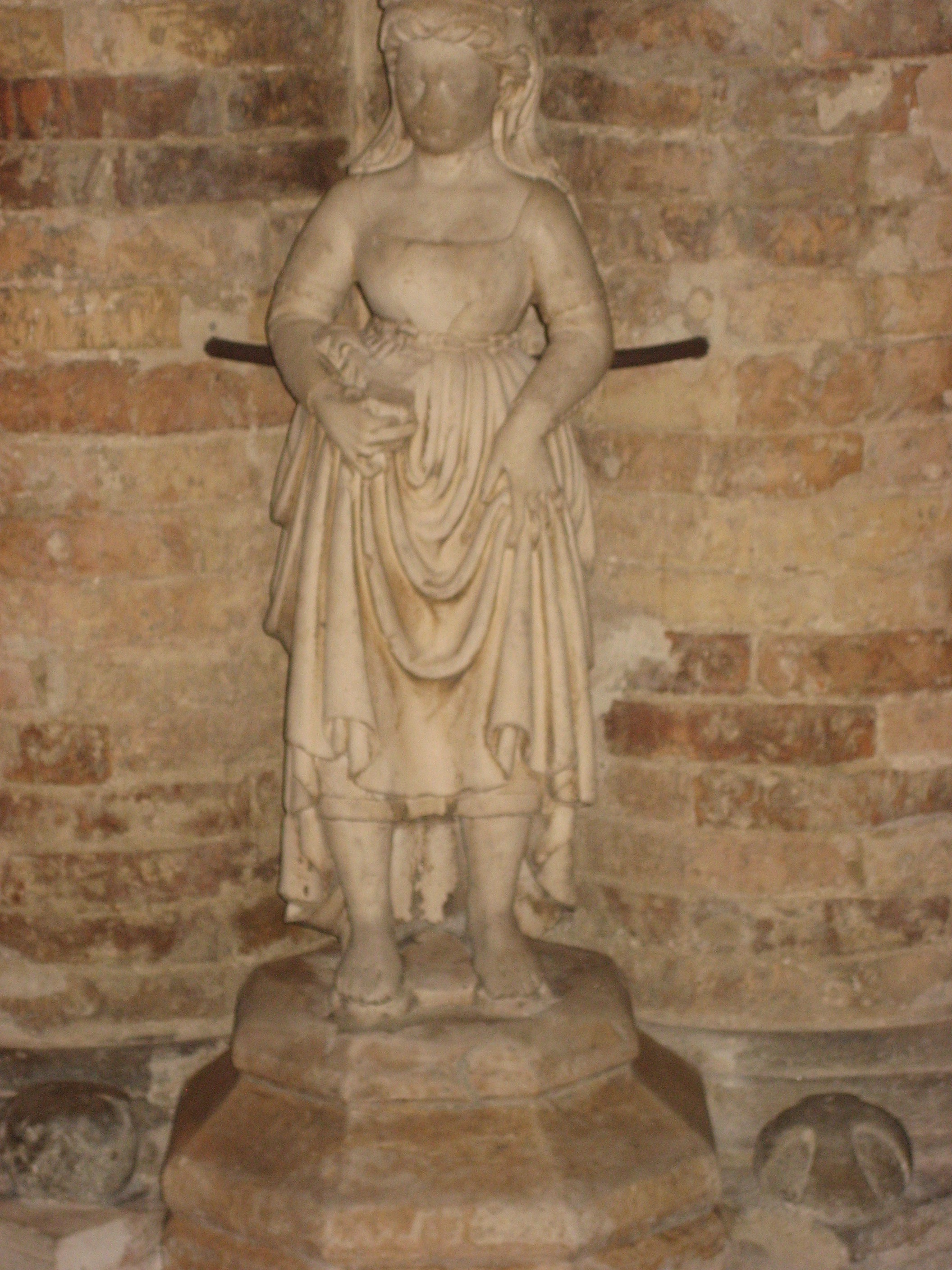
L'acquasantiera destra con scultura di donna

Le acquasantiere sono due: addossate alle prime colonne su entrambi i lati.
Quella sul lato sinistro fu costruita nel XVI secolo in pietra calcarea.
Il gambo che regge la bacinella poggia su un piccolo basamento ottagonale ed è decorato con decorazioni a squame. Al centro del gambo c'è un nodo decorato con elementi vegetali. La bacinella dell'acqua santa ha una colorazione più scura rispetto al resto dell'acquasantiera (molto probabilmente è di un altro tipo di pietra) e presenta delle strie abbastanza ampie.
L'altra acquasantiera, sul lato destro, è la più caratteristica ed è una delle curiosità della chiesa. Sopra un alto basamento ottagonale in mattoni, c'è una scultura in pietra calcarea raffigurante una donna negli abiti tradizionali di Atri. L'opera risale al Cinquecento e assume particolare importanza perché fa capire come l'abito tradizionale di Atri sia esistito fin dal Rinascimento (anche se presenta alcune differenze). Inoltre la donna, invece di sostenere una conca o un cesto, regge sulla testa la bacinella dell'acqua santa (che è molto semplice). La figura femminile, con i capelli sciolti, si alza la gonna per camminare meglio e non inciampare; non ha calzature e cammina a piedi nudi. La scollatura dell'abito è abbastanza ampia. Sopra la testa lu sparone (pronuncia lu sparon), il tipico pezzo di stoffa che viene arrotolato sulla testa per attutire il peso del cesto o della conca (in questo caso della bacinella). Il volto della donna, seppur oggi quasi del tutto cancellato, lascia trasparire ancora uno sguardo fiero e impassibile, visto che la donna è consapevole dell'importanza del suo ruolo (portare l'acqua santa). Gli atriani gli hanno affibbiato un nome abbastanza particolare, la trucculette (pronuncia la trucculett), che ha un significato simile a quello di "nana". Secondo la tradizione atriana, nel periodo in cui fu scolpita fu oggetto di dissidi all'interno del clero atriano: infatti molti consideravano quella scultura troppo sensuale per un luogo sacro (visto che ha le gambe scoperte e una scollatura ampia) e inoltre qualcuno, forse su ordine del vescovo, le cancellò il viso. Sempre secondo la tradizione locale, la donna aveva in mano un fiore di loto nella mano destra, che poi fu eliminato perché secondo il vescovo del tempo rendeva la scultura ancora più sensuale.

#### Affreschi delle colonne
1ª colonna di sinistra

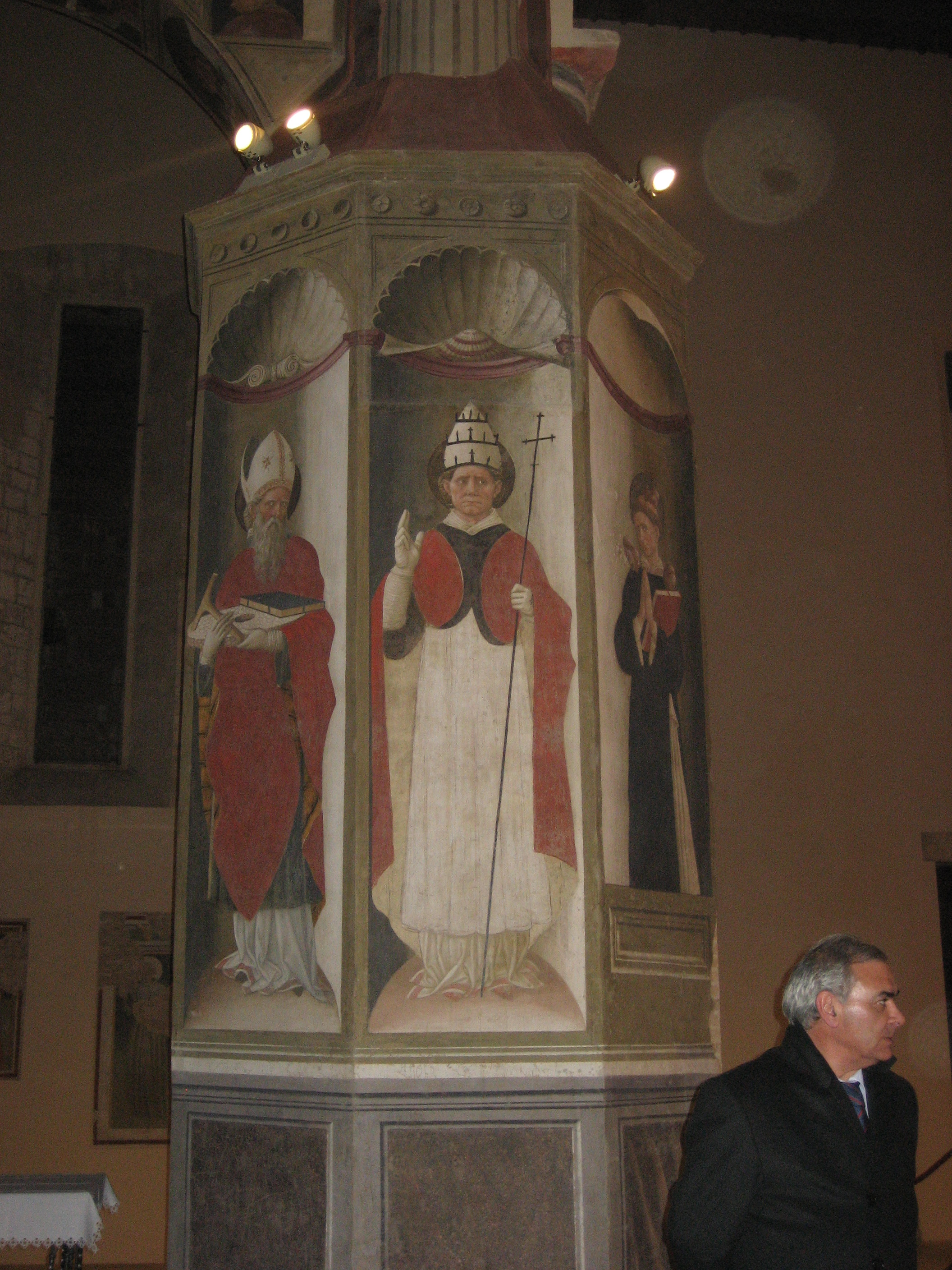
Affreschi delle Colonne del Coro, Andrea De Litio

Nella prima colonna di sinistra si trovano solamente resti di affreschi più ampi del XIV-XV secolo.
2ª colonna di sinistra
Vi sono:
- Sant'Antonio Abate: affresco della prima metà del Quattrocento in buona parte conservato. Il santo, con uno sguardo ieratico, è seduto, con l'abito tipico da eremita, con una folta barba e il bastone a forma di T con la campanella. L'affresco è opera di scuola umbro- toscana.
- Santo monaco: affresco della seconda metà del Trecento raffigurante un santo monaco (benedettino o celestino?), con un po' di barba sul viso e con una cuffia nera. Lo sguardo è rivolto verso lo spettatore e la mano regge un bastone a forma di T; sotto il santo, forse, una volta ci doveva essere la figura del committente, visto che c'è una caduta di colore che ha la forma di una persona inginocchiata. Lo sfondo è azzurro e la cornice è doppia, con una ricca decorazione geometrica in cima.
- San Lorenzo: opera forse di un pittore abruzzese della seconda metà del Trecento, vi è raffigurato il santo con la veste da diacono e gli attributi tipici. Interessante lo sguardo del santo, severo e rivolto verso il fedele. La cornice è doppia e lo sfondo è azzurro.

3ª colonna di sinistra
- Madonna di Loreto: affresco realizzato intorno al 1460 da Andrea De Litio, che lavorò molto ad Atri soprattutto nella concattedrale. Non sappiamo perché questo affresco venga chiamato Madonna di Loreto, visto che non presenta nessun attributo di quell'iconografia. Secondo alcuni il fiore è uno dei simboli della Madonna di Loreto (presente anche in altre opere) e in questo affresco è presente. L'elegante figura della Madonna, vestita di un prezioso abito ricamato d'oro, offre il fiore al Bambino che ha sul braccio; da parte sua il Bimbo è incuriosito alla vista del fiore e cerca di prenderla. Il volto della Vergine accenna un sorriso e guarda il visitatore. La Vergine, diritta, è dentro un prezioso baldacchino gotico retto da angeli e che guardano tutti verso lo spettatore. Del baldacchino, però, è rimasta solo la base e le quattro colonne, mentre la parte alta è andata perduta. Il pavimento è in prospettiva e a scacchiera.
- Cristo in pietà: l'affresco risale alla seconda metà del Trecento e mostra alcuni influssi di scuola giottesca. Quest'affresco rappresenta un soggetto molto comune all'epoca e anche successivamente: il Cristo in Pietà, detto anche "I Simboli della Passione": il Cristo è in piedi sulla tomba, con gli occhi chiusi, la testa leggermente reclinata, le mani incrociate. Sulle mani, sui piedi e sul fianco vi sono i segni della Passione. Ai lati del Cristo vi sono tutti i Simboli della Passione, come la Croce, il sacchetto con i trenta denari e la lancia. Di questo affresco è rimasta solo la parte superiore: il corpo del Cristo fino al petto e solo alcuni simboli della Passione. La parte restante fu distrutta quando vi fu inserita una tavola di marmo con un'iscrizione.

4ª colonna di sinistra
- Madonna in trono con Bambino: l'affresco, conservato in modo frammentario (solo la parte superiore è rimasta integra), è delicata opera di Antonio Martini di Atri, detto Antonio d'Atri, il massimo pittore abruzzese della seconda metà del Trecento. La Madonna è seduta sotto un elegante baldacchino gotico; tra le braccia tiene il piccolo Gesù. La figura della Vergine, specialmente il volto ricorda le altre Madonne realizzate dal pittore, come quella di Chieti.
- Frammento di affresco: frammento rappresentante molto probabilmente un santo, del XIV-XV secolo.
- San Sebastiano: affresco abbastanza ben conservato (una caduta di colore al centro e qualche altra caduta ai lati). Fu realizzato nella metà del XV secolo, molto probabilmente da un artista marchigiano; si riscontrano alcuni rimandi all'arte gotica. Il santo raffigurato, san Sebastiano, si trova al centro dell'affresco: il martire si trova dentro un'edicola gotica in marmo e subisce il martirio: con le mani legate sul soffitto dell'edicola, viene trafitto da molte frecce. Anche se il volto è quasi sbiadito, si nota come il santo volga lo sguardo verso un angelo, con abiti e ali di chiaro stile gotico, nell'estrema parte sinistra. L'angelo porge al santo la palma, simbolo del martirio. Lo sfondo è blu e verde e la cornice (di cui è rimasta solo una parte a sinistra) è gotica a bande bianche, blu e rosse.
- Santa Caterina: l'affresco è della seconda metà del XV secolo e raffigura una santa dentro un ricco baldacchino. Seppur questa santa non abbia nessun attributo, è sempre stata identificata con santa Caterina, anche se non si è specificata quale (quella di Alessandria, martire, o quella di Siena, suora domenicana?). Sono molti i rimandi all'arte di Andrea De Litio e alcuni hanno ipotizzato che l'affresco possa essere opera di questo artista o perlomeno della sua scuola. Infatti il baldacchino, con le ricche colonne a torciglione, è simile a quelli del De Litio, lo stesso manto e il suo panneggio della Santa è un richiamo a quello della Madonna di Loreto realizzata in questa chiesa, il volto (anche se sbiadito) è tipico della sua arte. Secondo alcuni questa sarebbe proprio una Madonna, anche se in questo caso ci sarebbe un'anomalia che renderebbe l'affresco uno dei pochi di questo genere: l'affresco non fa parte di un ciclo, è quindi "indipendente", e appare strano che la Vergine non abbia il Bambino in braccia, ma le mani giunte in preghiera.
- Sant'Antonio Abate: affresco della prima metà del Quattrocento di scuola umbro-abruzzese, con rimandi all'arte di Ottaviano Nelli. L'affresco, di medie dimensioni, è rimasto integro solo nella parte superiore, fino al petto del santo. Il santo, con sguardo severo, guarda il fedele, ha pochi capelli e una folta barba grigia. Veste una lunga tunica marrone con tanto di cappuccio che gli copre il capo e con la mano destra regge il bastone a forma di T con una campanella. La cornice è doppia (rossa e gialla) e lo sfondo è verde chiaro.
- Santo Vescovo con macina da mulino: l'affresco, conservatosi solo nella parte alta e centrale, raffigura un santo Vescovo, con casula verde e mitria; tra le mani regge una macina da mulino. Il santo, barbuto, volge lo sguardo verso lo spettatore. Non si è però riusciti a identificare quale santo raffiguri e sono ancora in corso le ipotesi: infatti la macina da mulino potrebbe essere lo strumento del suo martirio. L'affresco, dallo sfondo azzurro e con cornice doppia, risale alla seconda metà del Quattrocento e presenta vari punti di contatto con l'arte del De Litio, forse è opera della sua scuola.

1ª colonna di destra
Forse per l'inserimento dell'acquasantiera, o soprattutto per l'intonacatura subita nel 1656, gli affreschi di questa colonna sono scomparsi, tranne uno, andato perduto però nella fascia centrale. Questo frammento di affresco, risalente al XIV secolo e con influssi giotteschi (forse del Maestro di Offida o di Luca d'Atri), raffigura una santa, con volto sorridente, capelli biondi e una corona in testa.
2ª colonna di destra
Nella seconda colonna vi sono:
- Santa martire: l'affresco risale al Trecento e mostra influenze giottesche. La santa raffigurata è ignota, però è sicuramente una martire visto che porta in mano la palma. Sul capo vi è anche una corona che fa capire che la santa doveva essere regina o comunque nobile. Con la mano destra benedice il committente inginocchiato ai suoi piedi.
- Santo Vescovo (San Clemente?): l'affresco, andato perduto nella parte inferiore e in parte anche nella parte centrale, raffigura un vescovo aureolato, quindi santo, seduto su un seggio con piviale color bianco panna e ricchi ricami d'oro. Il pastorale che stringe tra le mani (coperte da preziosi guanti bianchi) è pregevole e dorato; con una mano benedice. Lo sguardo del santo è assorto a guardare il fedele, con una folta barba grigia. Lo sfondo è verde acqua e la cornice doppia. L'affresco risale alla seconda metà del Quattrocento: anche qui troviamo punti di contatto con l'arte del De Litio e si presuppone forse l'intervento di un suo allievo (forse con l'aiuto del maestro stesso), o molto più probabilmente un pittore abruzzese che riprende lo stile del De Litio e (anche se molto di meno) quelli più rinascimentale di pittori marchigiani, quali quelli di Camerino e San Severino Marche.

3ª colonna di destra
Gli affreschi di questa colonna sono tutti perfettamente conservati e hanno ritrovato nuova luce dopo il recente restauro.

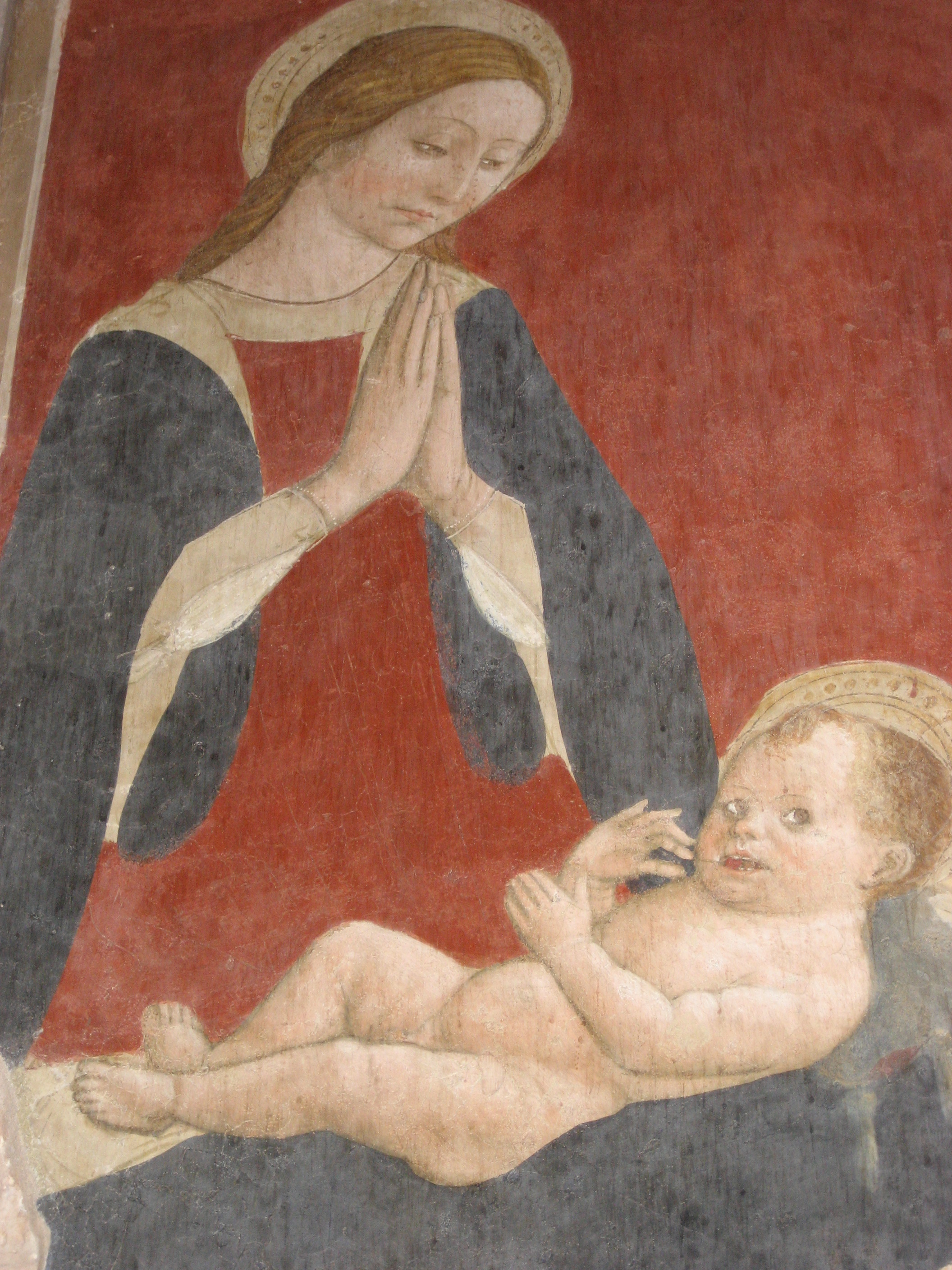
Madonna adorante il Bambino (1465), di Andrea De Litio

- Madonna adorante il Bambino: molto ben conservato anche se la parte bassa è quasi completamente perduta. L'affresco fu realizzato nel 1465 da Andrea De Litio insieme all'allievo Giovanni di Varese (ma per altri si tratta del committente[9]), come indicato anche nell'iscrizione in basso. L'affresco riprende la tipologia della Madonna abruzzese (che è diffusissima nella scultura regionale, dove però approdò solo dal 1470 circa) con la Madonna seduta mentre in preghiera adora il bambino sulla ginocchia. Il bambino ha il capo leggermente alzato e con gli occhi vispi si rivolge al fedele. Insieme ad alcuni affreschi del coro sempre in questa chiesa, questa è l'unica Madonna del De Litio ad avere il capo scoperto: inoltre è simile, se non uguale, ad alcune Madonne del coro di Atri realizzate anche questa a capo scoperto e per alcuni potrebbe raffigurare la moglie del pittore. Nella parte bassa rimangono l'orlo della veste della Vergine e parte dell'abito del committente, oltre all'iscrizione (mutila) ...IUS FECIT ITEM IOHANES DE VARESIS A(D)/ (HON)OREM (BE)ATE VIRGINIS MARIE 1465; lo sfondo è una piccola abside rossa e blu e la cornice è ocra scura. Purtroppo non possiamo distinguere con certezza quali parti spettino rispettivamente ai due pittori, anche se certamente larga parte della realizzazione è del De Litio.
- San Cristoforo: l'affresco, andato perduto nella parte bassa, è di un pittore ignoto del XVI secolo. Raffigura un santo con capelli biondi lunghi fino alle spalle e indossa abiti tipici dei viaggiatori del Cinquecento; le mani sono giunte in preghiera e il volto abbastanza rugoso, che fanno pensare a un uomo sulla cinquantina, ha degli occhi assorti e rivolti verso il fedele. Nel santo raffigurato (l'uomo è aureolato) gli atriani vedono san Cristoforo (anche se non l'affresco non ha nessun attributo del santo); i critici sono più cauti, il santo raffigurato forse non potrà mai essere identificato per la sua scarsa iconografia, secondo altri è il beato Nicola, la cui venerazione però cominciò a diffondersi qualche secolo dopo. Lo sfondo è bianco e la cornice rossa.
- Santa Palazia (?): l'affresco risale alla fine del Trecento ed è opera di un raffinato pittore tardogotico, con influssi francesi e soprattutto senesi, e ciò ha fatto pensare a un pittore della scuola pittorica di Siena. La santa si trova sotto una preziosa edicola gotica con due medaglioni che preannunciano le opere del Rinascimento. La santa, raffigurata in posa ieratica, accenna un sorriso e guarda fissa il fedele; i capelli biondi, visibili grazie a un velo che scende fino alle spalle, sono acconciati dietro la nuca. La testa della santa con l'aureola presenta una corona che indica forse la sua nobiltà o vuol significare il martirio. La preziosa tunica marrone ricamata, che scende leggera fino ai piedi, copre una tunica rossa (di cui sono visibili le maniche) e ha ai lati due taschini. Il mantello giallo che scende dalle spalle, anche questo ricamato, viene leggermente sollevato da terra con la mano destra, mentre la mano sinistra regge un turibolo. Proprio la presenza del turibolo ha fatto ipotizzare che la martire raffigurata sia santa Palazia (morta nel III secolo), che ha come attributo anche il turibolo o la navicella. Lo sfondo è blu, mentre la cornice è a bande bianche, rosse e verdi.
- Madonna con Bambino: affresco della seconda metà del Trecento opera del Maestro di Offida, con i suoi soliti influssi giotteschi. L'affresco è abbastanza ben conservato, visto che manca solo la parte centrale, e ha ritrovato nuovo splendore dopo il recente restauro. La Vergine è seduta su un trono marmoreo dorato con decorazioni vegetali, che ha uno schienale cuspidato; la Vergine volge il suo sguardo ieratico verso il fedele, mentre quello del Bimbo si perde in direzione del manto della Madre. Il manto della Vergine è marrone con bordature dorate e scende fino ai piedi; sotto questo manto si trova un velo ricamato che ricopre il capo. La tunica che indossa, anche questa bordata d'oro, è di un rosso acceso. L'aureola dorata si è sbiadita tendendo a un grigio-ocra. Il bambino, serio, è seduto sulle ginocchia della Madre ed è abbastanza robusto; la sua aureola, ben conservata, ha nel mezzo la croce rossa simbolo della redenzione. Il Bimbo è vestito di una tunica gialla con un manto verde. La parte bassa dell'affresco lascia vedere il gradino del trono, i lembi della tunica e del manto.
- San Giovanni Battista: realizzato da Antonio Martini di Atri tra la fine del Trecento e l'inizio del Quattrocento, durante il rientro nella città natia compreso tra il 1397 e il 1410 circa, con influenze marchigiane ed emiliane unite a quelle della sua formazione senese. Il Santo è raffigurato, penitente, seduto lungo le rive rocciose del Giordano, che dopo una breve cascata va a formare un piccolo lago (simboleggiante il lago di Tiberiade). Giovanni Battista, vestito con una veste di cammello e un mantello verde mela, regge tra le mani scheletriche una scodella con l'acqua del Giordano di cui si serviva per battezzare e un rotolo con un passo sacro poco leggibile. Con l'indice della mano destra indica l'Agnus Dei (Agnello di Dio) che simboleggia Cristo, sullo sfondo. Attorno all'Agnus Dei vi sono alcuni alti alberi a formare una foresta. La caratteristica non è data tanto dal paesaggio, dal bosco e dall'Agnus Dei, ma dalla figura del santo. Il santo è raffigurato con molte rughe, vecchio, anziano, magro, con lunghi capelli e una barba folta, con un lungo mantello e una tunica fatta di pelle di cammello e con occhi penetranti, severi, che fissano lo spettatore, testimone della forte espressività che il pittore di Atri dava alle sue figure. La cornice è a bande alternare rosse, gialle, nere e bianche. L'affresco è ben conservato, qualche caduta di colore e intonaco solo nella parte bassa.
- I santi Nicola e Caterina d'Alessandria: l'affresco, molto pregevole, risale alla fine del Trecento ed è una splendida opera del Tardo Gotico. È ormai considerata erronea l'attribuzione a Luca d'Atri, viste anche le differenze di stile, mentre tutti oggi assegnano l'affresco ad ambito senese, precisamente alla scuola di Simone Martini (a cui comunque era andato anche Luca d'Atri, ma propendendo di più verso la maniera di Giotto). Molti sono infatti, in questo affresco, i riferimenti al pittore di Siena allievo di Duccio di Buoninsegna: le figure dei santi e le architetture sembrano essere riprese dagli affreschi da lui realizzati ad Assisi. In questa chiesa, inoltre, alla fine del Trecento operarono molti artisti di scuola senese (i cui affreschi però sono andati perduti o comunque limitati a pochissimi lacerti), e secondo alcuni (ma senza fondamento) lo stesso Bartolo di Fredi e Paolo di Giovanni Fei. In questo affresco i santi sono collocati sotto una bifora di stampo gotico decorata con motivi umani e vegetali. San Biagio è raffigurato con la mitria bianca in testa, con barba bianca e sguardi severi e penetranti che fissano il fedele. La testa leggermente reclinata rende ancora più evidente l'effetto. Il santo vescovo porta un camice bianco coperto da una casula verde foderata di un colore rosato; le mani sono coperte da candidi guanti. Con la mano sinistra regge un ricco pastorale dorato, mentre con la destra prende per i capelli un omino che rappresenta il giovane Adeodato, l'oste ucciso dai suoi clienti che il santo fece resuscitare. Il nimbo che circondava il suo capo fu poi ridipinto per fare posto a un'aureola, anche se sono ancora visibili i raggi. Santa Caterina d'Alessandria è invece raffigurata bella, giovane e vestita con un abito principesco all'ultima moda. La testa è circondata da un'aureola ed è cinta da una corona; dal capo partono dei lunghi capelli color rame. La santa, dalla pelle candida, guarda anch'essa il fedele, ma il suo sguardo è meno severo e si fa più dolce. Le mani reggono altre due corone. La santa è circondata dalle quattro ruote dentate con cui subì il martirio (la tradizione vuole che la ruota fosse una sola, ma un'altra versione dice che le ruote fossero quattro unite tra loro, in mezzo a cui stava la santa). L'affresco è delimitato ai lati dalle due esili colonne della bifora, mentre lo sfondo è blu; la cornice è rossa. L'opera è perfettamente conservata, con piccole cadute di colore solo ai lati e nella parte bassa; un'altra piccola caduta di colore si ha ai piedi di san Nicola.
- San Sebastiano: affresco realizzato intorno al 1470 dalla scuola di Andrea De Litio. Un tempo veniva creduto dello stesso De Litio, ma lo stile più duro e secco, la durezza del volto del santo, le colonne non proprio dritte, hanno fatto indirizzare i critici a un pittore della sua scuola. Il santo è collocato sotto un'edicola tardo gotica con tre monofore: una (la più grande) al centro, le altre due più piccole ai lati. Il soffitto in legno è cassettoni e proprio dal soffitto pende la colonna marmorea con capitello corinzio dove è legato il santo, trafitto da molte frecce. Il volto del santo è rivolto verso l'alto, con la bocca semiaperta e gli occhi sicuri. I capelli sono mossi con alcuni ricci. Dietro il santo si trova un tendaggio rosso con fodero dorato. L'affresco è conservato solo nella parte alta e centrale, mentre quella bassa è andata perduta. La cornice dipinta riproduce una finta decorazione in travertino.

4ª colonna di destra
Particolarità di questa colonna è che gli affreschi (tutti conservati anche se con delle lacune) rispetto a quelli delle altre colonne che sono di autori ed epoche diverse, sono qui di un unico pittore, Antonio Martini di Atri, e della sua bottega. Gli affreschi furono realizzati durante il ritorno del pittore ad Atri, quindi tra il 1397 e il 1410.
- San Michele Arcangelo: l'affresco presenta cadute di colore in più punti: nella parte alta, dove della testa rimane solo il mento e qualche ciocca di capelli; nella parte centrale dove non sono più visibili le mani; e nella parte bassa, dove è quasi scomparsa la figura del demonio e anche della cornice. È curiosa l'iconografia del santo: infatti di solito san Michele indossa un'armatura e trafigge il diavolo con una spada o una lancia, mentre qui veste abiti preziosi, mentre fa capitolare il diavolo schiacciandolo semplicemente con il piede (anche se la figura diabolica non è più visibile). Il santo si trova sotto un arco con decorazioni tardogotiche.
- San Giovanni Evangelista (?): un tempo con colori sbiaditi, il restauro le ha ridonato l'antico splendore. Sotto un'edicola gotica retta da due colonne con capitelli corinzi, si trova il santo che, giovane, con lo sguardo rivolto all'infinito, tiene con la mano sinistra un libro (molto probabilmente un Vangelo) e con la destra un pennino. I capelli sono arancioni e con un gioielli in cima. La veste è rossa e il manto rosa con fodero verde. Seppur non vi sia nessuna documentazione e nemmeno l'iconografia del santo ci viene in aiuto, il santo raffigurato sarebbe san Giovanni Evangelista. Lo sfondo è blu e la cornice è a strisce rosse, bianche e gialle.
- San Cristoforo: l'affresco, perfettamente conservato, raffigura il santo a figura intera con la tipica iconografia. Il santo, vestito con un abito e mantello rosa tenuti in vita da una cordicella, regge con la mano destra il Bambino Gesù sulle sue spalle vestito di una tunichetta azzurra, mentre con la sinistra regge il bastone fiorito. Il santo è immerso nell'acqua fino alle ginocchia. La leggenda vuole che il santo, poi martirizzato, abbia trasportato senza saperlo il Bambino Gesù sulle spalle da una sponda all'altra del fiume. Solo dopo Cristo si rivelò e fece fiorire il bastone del santo. Lo sfondo è azzurro, mentre la cornice a bande gialle, nere, bianche e rosse.
- La Trinità con tre volti: preziosissimo affresco, opera certa di Antonio Martini, molto interessante per l'Iconografia della Trinità. Vi è rappresentato Cristo benedicente, con un libro in mano e vestito di una tunica bianca, con tre volti rappresentanti il Padre e lo Spirito Santo (le altre tre persone della Trinità dopo Cristo, il Figlio). La figura, con il volto sorridente e aureolato, guarda intensamente il fedele. La Trinità con tre volti si trova sotto una ricca edicola tardogotica, con volti umani e fogliami, che sembra anticipare lo stile rinascimentale. Lo sfondo è blu e la cornice rossa e bianca. La particolarità dell'affresco è dovuta proprio all'iconografia della Trinità: anticamente veniva rappresentata con tre volti, ma siccome derisa dai protestanti (che la chiamavano "il Cerbero cattolico") il Papa già nel Cinquecento aveva fatto modificare l'iconografia della Trinità. Ma soprattutto nelle località più sperdute, come quelle montane del Nord Italia, l'iconografia antica della Trinità continuò a esistere e così alla fine del Seicento papa Innocenzo XII abolì quell'immagine e le fece distruggere, sostituendole con l'attuale e classica iconografia della Trinità. Solo alcune si salvarono, in particolare nelle chiesa in alta montagna. L'affresco di Atri riuscì a sopravvivere, perché gli affreschi della chiesa erano coperti dal 1656 da intonaco, per evitare il contagio della peste che provocò molti morti in quell'anno soprattutto nel Regno di Napoli.
- Sant'Onofrio: la maggior parte del corpo, come volto, braccia, gambe e piedi, è andato perduto. Da quel poco che è rimasto si può vedere un santo con lunghi capelli e con una lunga barba e inoltre si scorge l'aureola. Con la mano destra regge un'ostia. Lo sfondo è blu e il baldacchino sovrastante di stampo tardogotico.
- Santo: perduta la figura del santo, di cui rimangono a destra qualche traccia della veste nera; si riconosce anche lo spazio occupato dall'aureola. Lo sfondo è di un blu molto scuro, con tanto di baldacchino molto decorato di stile tardogotico.
- San Lazzaro: raffigura il santo nel momento della sua resurrezione, operata da Gesù. Non sono raffigurati tutti gli altri personaggi, solo Lazzaro. Il santo, avvolto nelle bianche bende, si mette in posizione di preghiera, in piedi sulla tomba. Il volto è andato perduto. Tutto entro una semplice edicola. Lo sfondo è blu e verde, mentre la cornice a bande rosso fuoco, rosso scuro e bianco.
- San Nicola da Tolentino: l'affresco è andato perduto nella parte centrale e in parte in quella inferiore. San Nicola da Tolentino è raffigurato con l'abito tipico degli agostiniani, mentre prega (anche se le mani non sono più visibili) davanti a un calice con un'ostia, che si trova sopra un altare. Il santo, aureolato, è sotto una semplice edicola tardogotica, opera di un modestissimo allievo di Antonio d'Atri che copia con scarsi risultati le composizioni di maggior successo del maestro. Lo sfondo è blu e verde e la cornice a bande bianche e rosse.

### Il presbiterio: il coro dei canonici
Il presbiterio è collocato in fondo alla navata centrale, ma è una struttura a sé stante, rialzata tramite alcuni gradini dal piano delle navate. Qui è collocato l'altare, su cui viene celebrata la messa. Il presbiterio viene chiamato da tutti coro dei canonici, o più semplicemente coro, perché qui prendevano posto i canonici del capitolo del Duomo. Prima dei restauri del 1954-1964, il presbiterio era raggiungibile tramite pochi gradini e c'era anche una balaustra in marmo. L'altare era stato completamente rifatto in marmo dopo la riforma tridentina e di originale fu lasciato solo il paliotto; inoltre sopra l'altare era stato messo il baldacchino in legno. I restauri novecenteschi hanno permesso un ritorno alle forme originarie: fu tolta tutta la struttura in marmo sull'altare, eliminata la balaustra e il baldacchino spostato nella chiesa di Santa Reparata. Inoltre, durante questi restauri sotto il presbiterio furono ritrovati dei reperti archeologici: era quello che rimaneva delle terme romane e di altre strutture adiacenti. Gli oggetti mobili, come colonne e lastre, furono esposti nel chiostro del Museo capitolare e poi passarono in parte a quello archeologico. I resti delle strutture murarie, invece, non potendo essere trasportati, furono fatti rimanere in loco; quindi per far vedere meglio i reperti, il direttore dei lavori Guglielmo Mathiae fece sopraelevare tutto il presbiterio e coprì buona parte della sua superficie con vetri che permettessero la vista dei reperti sottostanti (le teche di vetro sono state rifatte negli ultimi restauri del 2003-2008).
Si può accedere al presbiterio dalla scalinata che si diparte davanti a essa (e che crea un grande effetto scenografico) anche da altre due piccole e brevi scale che si trovano tra la seconda colonna del lato destro e la parete frontale.

#### Resti delle terme romane e delle strutture adiacenti
Dalle teche di vetro che coprono la superficie del presbiterio possono essere visti i resti archeologici sottostanti, scoperti nei restauri novecenteschi e restaurati nel 2008, riferiti a delle terme romane e strutture adiacenti. Si conservano una vasca esagonale, che apparteneva forse a un macellum, altri resti inerenti alle terme e alcuni mosaici a tessere nere datati al II secolo d.C. secondo Mathiae e Aceto. I mosaici raffigurano pesci e delfini. Appena dietro l'altare si trovano altre tre teche dalle quali si possono vedere un altro resto di edificio e due mosaici a tessere nere sempre del II secolo d.C. e anch'essi raffiguranti pesci.

#### L'altare

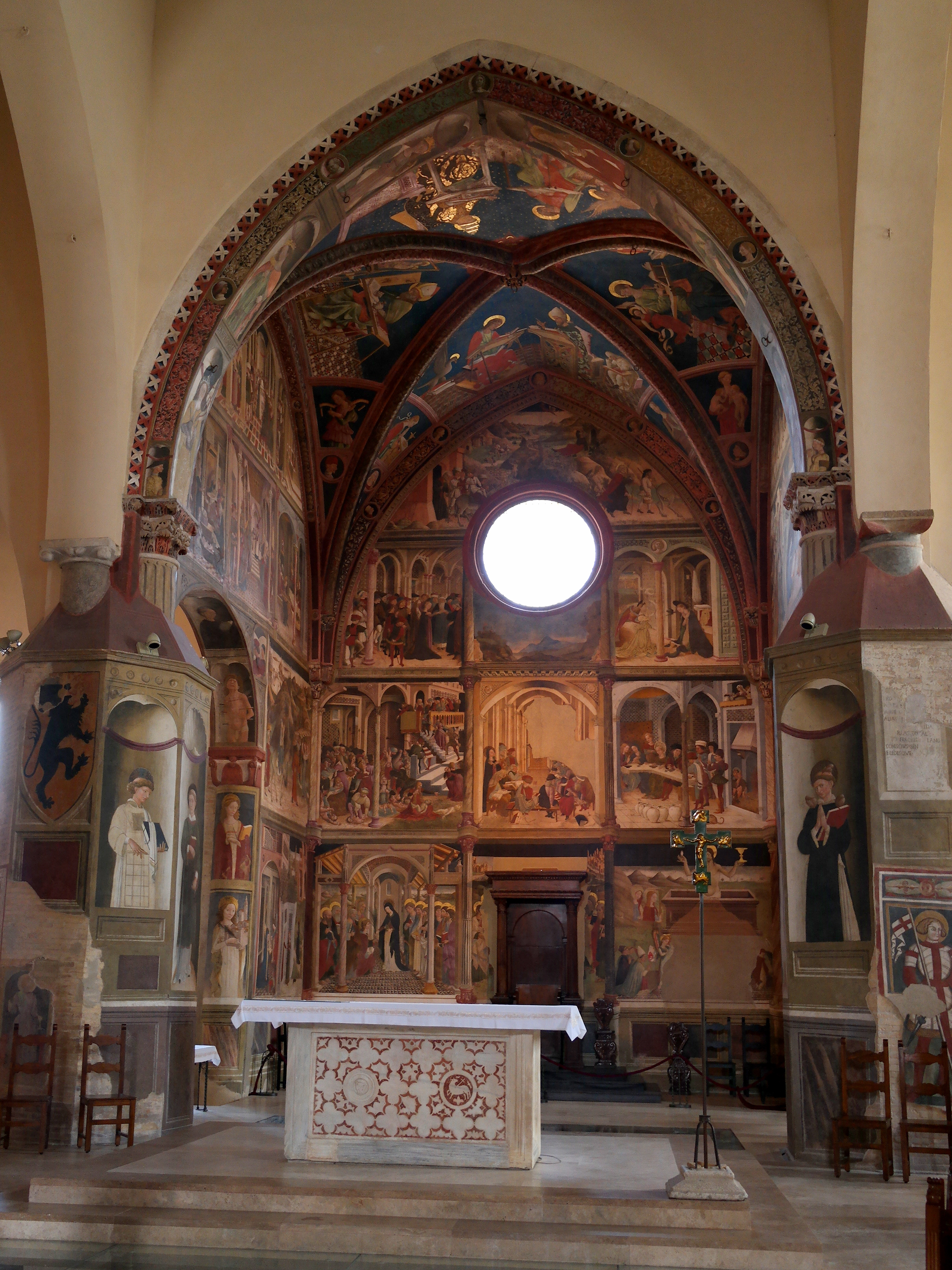
L'altare con le volte affrescate da Andrea De Litio

L'altare si trova al centro del presbiterio. Fu costruito nella seconda metà del XII secolo in marmo, ma la mensa fu rifatta nel 1570 con pietra rossa, mentre il paliotto che l'orna sul lato rivolto verso la navata fu eseguito nel 1223. Il paliotto è un interessante esempio di scultura romanica, che rimanda alle decorazioni più note della chiesa di San Clemente al Vomano, ed è in marmo bianco con decorazioni in stucco rosso con inserti (molto piccoli e visibili solo avvicinandosi e guardando attentamente) di brecce verdi, gialle e nere. L'autore è un certo 'Raulino', che si firma: Raulino me fecit. Tra le preziosi decorazioni di stucco rosso, che risaltano sul bianco marmo e formano particolari disegni, spiccano un bassorilievo tondo con una testa di toro (alludente al Vecchio Testamento) e uno spazio bianco a forma di agnello attorno a un tondo di stucco rosso raffigurante l'Agnus Dei, che allude al Nuovo Testamento.
Nella parte rivolta verso la parete del coro, si trova una particolare decorazione consistente in tralci molto simili che vanno a formare 18 riquadri. Molto probabilmente questo "retropaliotto" fu eseguito nello stesso periodo.

#### Gli affreschi medievali
Il coro ha quattro colonne, due a destra e altrettante a sinistra. Le seconde colonne di destra e sinistra hanno, nella parte rivolta verso le navate, affreschi medievali del XIV e XV secolo: essi un tempo ornavano anche la parte di colonne rivolte verso il coro, ma esse furono coperte o distrutte quando Andrea De Litio vi appose i suoi affreschi. Nella seconda colonna di destra possiamo trovare una Santa martire, un San Giovanni da Capestrano (questo raffigurato con un'iconografia molto curiosa, con tanto di armatura e vessillo crocifero) e una delicata Madonna con Bambino, tutti realizzati tra la fine del Trecento e la prima metà del Quattrocento, opera della bottega di Antonio d'Atri. Sulla seconda colonna di sinistra ci sono un affresco raffigurante due santi in colloquio (di cui uno che appoggia il suo braccio sulla spalla dell'altro santo) della seconda metà del Trecento e del Maestro di Offida, oltre a resti di affreschi del Trecento.

### Gli affreschi di Andrea De Litio

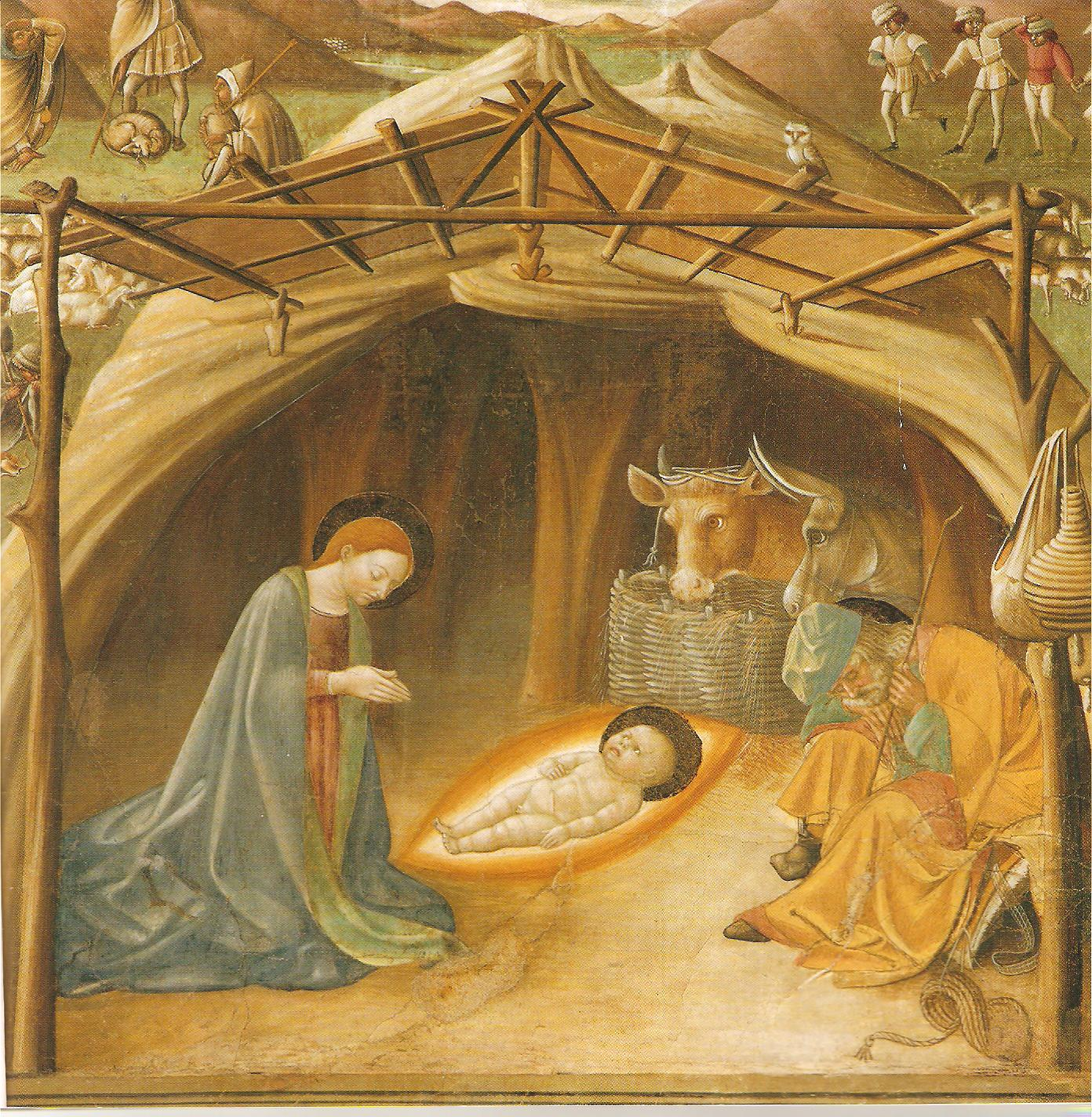
Nascita di Gesù, Andrea De Litio

L'opera più famosa della concattedrale, motivo per cui attrae tanti turisti e studiosi, sono gli affreschi che ornano le pareti, le colonne e la volta del coro, opera di Andrea De Litio. Sono per questo noti come gli affreschi del coro o come gli affreschi di Andrea De Litio, visto che questa grande opera, formata da 101 affreschi (o pannelli) è il capolavoro di questo pittore ed è tra le principali espressioni artistiche dell'Italia centrale e meridionale, oltre a essere tra i cicli di affreschi più grandi dell'Abruzzo. Inoltre, è la massima espressione del Rinascimento abruzzese. Andrea De Litio è uno dei più importanti pittori del Rinascimento italiano, anche se presenta alcune note di tardogotico per via di un suo primo apprendistato presso il Maestro del Trittico di Beffi. Dopo aver conosciuto il loro momento di gloria, gli affreschi del coro caddero nell'oblio e di essi non si conoscevano più l'autore e la datazione. Questa situazione durò fino a quando, nel 1897, lo storico atriano Luigi Sorricchio attribuì per la prima volta questa grande opera ad Andrea De Litio, facendo tornare l'interesse su questi affreschi, peraltro già restaurati nel 1824 ad opera del vescovo Ricciardone che li salvò dalle infiltrazioni d'acqua. L'attribuzione del Sorricchio fu confermata negli anni quaranta-cinquanta da storici quali Federico Zeri e Ferdinando Bologna. Gli affreschi si articolano in più parti: sulle tre pareti del coro (di cui quella di fondo la più grande) vi sono le scene della Vita di Maria, che racconta la vita della Madonna; sulle colonne alcune raffigurazioni di santi; sull'arco trionfale e su quelli piccoli laterali altre raffigurazioni di santi; sulla volta gli Evangelisti, i Dottori della Chiesa e le Virtù Cardinali e Teologali
Furono realizzati in due fasi: tra il 1460 e il 1470 furono eseguite la Vita di Maria, i santi sulle colonne (anche se questi forse di qualche anno più tardi, intorno al 1475) e quelli sugli archi, mentre tra il 1480 e il 1481 fu eseguita la decorazione della volta. Queste due distinte fasi (1460- 1470 e 1480- 1481) sono evidenti anche nello stile: gli affreschi della Vita di Maria e dei santi presentano un carattere meno evoluto, anche se di alto livello, mentre quelli della volta presentano caratteri più nuovi, aderendo di più allo stile rinascimentale visibile nelle figure volumetriche e nelle prospettive. Varie caratteristiche hanno questi affreschi, specialmente quelli della Vita di Maria: intanto non sono un semplice racconto sacro, ma anche un "libro" della società e della cultura atriana e abruzzese del tempo: infatti le varie scene presentano spesso alcuni riferimenti alla tradizione abruzzese (per esempio, il camino nella Nascita della Vergine) e inoltre lo stesso paesaggio ricorda sia quello marsicano, area di provenienza del pittore, quello piatto padano (zona dove si pensa che il pittore abbia visitato) e quello atriano con i tipici calanchi.
Da notare anche le città raffigurate, vedute di Atri e dei dintorni, e del vecchio Porto di Cerrano. Inoltre vi è anche una raffigurazione della società atriana: nobili nel loro sfarzo, ma anche popolani impegnati nelle loro faccende, e bambini intenti a giocare. Questi affreschi sono stati tutti oggetto dell'ultimo restauro.

#### Vita di Maria

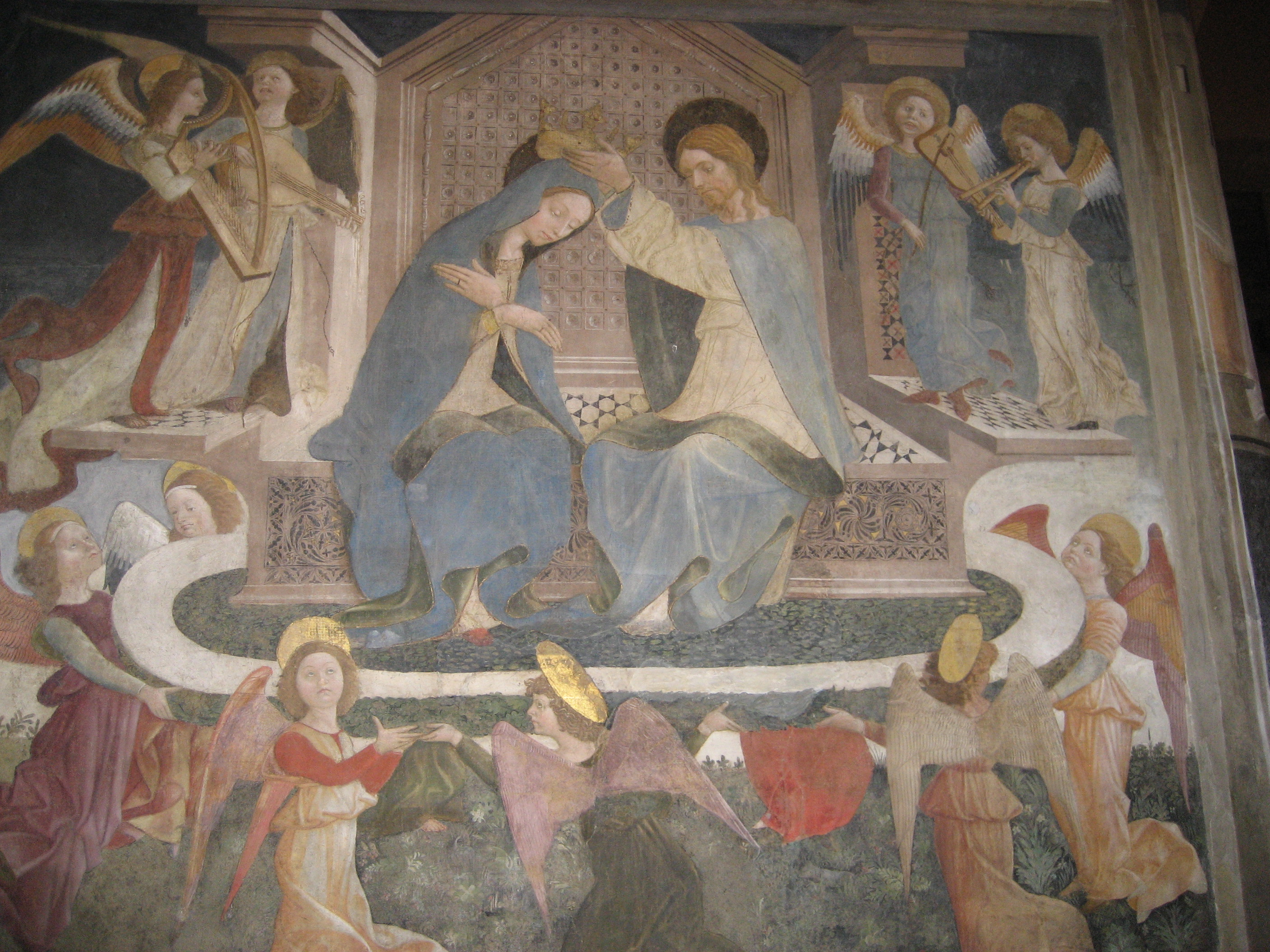
Storie della Vita di Maria: Incoronazione di Maria

Gli affreschi si sviluppano sulle tre pareti del coro; gli episodi raffigurati sono 22, inframezzati da raffigurazioni di colonne antiche, festoni e finestre dove vi sono i ritratti di personaggi eminenti dell'Atri del Quattrocento (tra cui anche lo stesso giovane duca Andrea Matteo III Acquaviva, che fu assieme al vescovo Antonio Probi il committente degli affreschi). Sotto ogni episodio un tempo vi erano delle iscrizioni, che nel corso del XVII secolo furono in parte modificate, ma alcune furono distrutte, tanto che oggi solo 14 affreschi hanno conservato l'antica scritta esplicativa. Si possono trovare molti errori di scrittura, visto che all'epoca l'italiano era all'inizio e durante il rifacimento del Seicento alcune parole furono modificate mischiando dialetto e italiano. Prima della realizzazione degli affreschi, qui vi erano altri affreschi che raccontavano anch'essi la Vita della Vergine, realizzati da Luca d'Atri a metà del Trecento: questo furono poi coperti, ma in gran parte distrutti con la realizzazione di quelli del De Litio, anche se alcuni frammenti si possono vedere nella scena della Resurrezione. La lettura degli affreschi parte dall'alto, dai 3 lunettoni, andando da sinistra verso destra, per arrivare fino ad altezza d'uomo con le ultime scene.
Il pittore, per non lasciare vuota la parte sotto gli ultimi affreschi, realizzò una finta decorazione marmorea.
- Cacciata di Gioacchino dal Tempio

Inizia da qui il ciclo con la vita della Madonna. L'affresco raffigura il momento in cui Gioacchino, accompagnato dalla moglie Anna, si reca al tempio per offrire dei doni. L'anziana coppia non aveva figli e secondo la legge ebraica essi non potevano entrare nel tempio: il sacerdote scacciò allora Gioacchino dal tempio alla presenza di tutti. Nell'affresco al centro vediamo la figura del sacerdote che ordina a Gioacchino di andare via; il padre della Madonna viene cacciato con "l'aiuto" di una specie di "esecutore materiale" che lo afferra per il collo e il petto; Anna per la vergogna si nasconde dietro una tenda. A sinistra una coppia di sposi con figli sta per entrare, vicino a loro madri con i bimbi in braccio tutte sorridenti, felici di aver ricevuto la benedizione del sacerdote. Attorno all'altare ci sono anziani e leviti, mentre fuori dal tempio (sulla sinistra) alcuni bambini stanno giocando. L'iscrizione recita: quando Ioacim fo cachiato de lo Tepio.
- Gioacchino fra i pastori

Gioacchino, cacciato dal tempio, lascia la sua casa e si ritira nel deserto, dove abitano alcuni pastori. Qui però un angelo lo avvisa che avrà una bimba di cui parlerà tutto il mondo; lo stesso angelo va a ripetere l'annuncio ad Anna, chiusa sconsolata in casa sua. Nella scena si vedono i tre episodi: la partenza di Gioacchino; la sua permanenza nel deserto e l'apparizione dell'Angelo; il ritorno a Gerusalemme. Sulla sinistra Gioacchino lascia la sua casa con mestizia attorniato da alcuni parenti, mentre un cavaliere a cavallo che sta passando di lì capisce e prova compassione. Al centro si trova Gioacchino nel deserto, qui sostituito da un paesaggio montano, che guarda atterrito verso l'alto: un Angelo gli appare e la cui luce lo costringe a ripararsi il volto con la mano. L'Angelo gli dà quindi la lieta novella. Sulla destra Gioacchino torna a casa, accompagnato da un pastore con un asino e che porta in mano un cesto con delle uova (?): questa volta il passo è lesto, lo si capisce anche dalle vesti che svolazzano.
La scritta dice: quando Ioacim ando alludiserto- quando fo da un angel avvisato.
- Incontro di Gioacchino ed Anna alla Porta Aurea

Lo stesso Angelo che è apparso a Gioacchino va quindi da Anna e gli porta lo stesso annuncio: Anna allora esce di casa e cerca di andare incontro al marito che lei crede che sia ancora ignaro della notizia. I due si incontrano presso la Porta Aurea, una delle porte di accesso a Gerusalemme: i due si scambiano un casto bacio e secondo la tradizione è quello il momento del concepimento di Maria.
Nell'affresco la scena è molto delicata: Gioacchino ed Anna si abbracciano davanti alla suddetta porta, scambiandosi un bacio; la gente intorno, capendo, cerca di non inserirsi e gira lo sguardo. Le due fanciulle che hanno accompagnato Anna abbassano lo sguardo o lo girano altrove; un nobile di passaggio abbassa la testa e il suo paggio e i suoi servi girano o abbassano lo sguardo. Anche gli animali sembrano rispettare la sacralità del momento: un mulo carico di viveri abbassa la testa e modera il passo. Sulla destra invece una scena più quotidiana: una torretta separa la Porta Aurea da un'altra porta di accesso, dove due giovani ragazze, con il testa un catino e lo "sparone", parlano con due giovani benestanti; una vecchietta di bassa statura sta torcendo il filo dalla rocca mentre sulla testa porta il catino con cui va a prendere l'acqua alla vicina fontana (che ricorda la Fonte Canale di Atri), davanti alla quale un bimbo gioca con un cagnolino. Il paesaggio è collinare e spoglio, con qualche albero. La scritta recita: quando Iohacim sescontro cuAnna ad ortaura.
- Nascita della Vergine

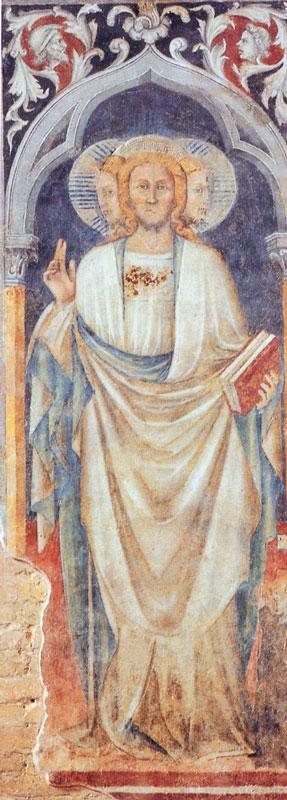
Trinità con Tre Volti, di Antonio di Atri

È forse la scena meglio riuscita per la commistione tra racconto sacro e vita quotidiana: infatti viene sì presentata la nascita della Madonna, ma viene anche descritto quello che avveniva durante un parto in una casa del Quattrocento. Anna si trova seduta su un letto elegante, ha appena partorito e si accinge a mangiare: un'inserviente le offre del cibo e l'acqua. Ai piedi del letto si trova un sedile in legno dove ci sono un sontuoso cuscino rosso, dove dorme un cane; sul sedile è anche seduta la strega, fantomatica figura della tradizione abruzzese, qui rappresentata come una vecchietta che sta lisciando un gatto: la strega pronuncia il suo "malaugurio", ma nessuno ci fa troppo casa e anzi una ragazza dall'altra parte del letto ride a sentire quelle parole. Ai piedi del sedile, si trovano due donne che lavano la piccola Maria, appena nata. Sul grande camino, elegante esempio di camino quattrocentesco, si affaccendano ben tre donne: una sta cucinando una minestra e l'assaggia, un'altra sta asciugando il pannolino, un'altra invece porta a cuocere del cibo. Una nobile signora appena arrivata si dirige verso la nuova nata mentre arrotola un pannolino. Nella stanza si aprono una finestra, da cui è possibile vedere il paesaggio costituito da una pianura con colline, una porta che comunica con la stanza attigua. Il pavimento è a scacchiera a tasselli rossi e bianchi, mentre la decorazione parietale ricorda molto quella cosmatesca (a tessere nere e bianche), che ritroviamo in altri nel coro, che De Litio ebbe modo di ammirare perché diffuse nella sua zona di provenienza, la Marsica. Curioso notare in alto, nei pressi del camino, un nido di rondini, che generalmente dovrebbe trovarsi fuori e non dentro. Sulla destra, spicca una colonna. La scritta recita: quando la Vergine Maria nacque.
- Presentazione di Maria al Tempio

Gioacchino ed Anna promisero a Dio che se avessero avuto un figlio, al compimento dei tre anni lo avrebbero offerto al tempio: e così Maria a soli tre anni fu portata, "presentata" ai sacerdoti del tempio. Andrea De Litio sostituisce il tempio di Gerusalemme con una chiesa a tre navate, con colonne di marmo e uno splendido pavimento cosmatesco, decorazione che seppur in formato più semplice ritroviamo nelle pareti di fondo delle navate laterali. I soffitti sono in legno, quelli delle navate laterali semplici e quello della centrale a cassettoni e con decorazioni floreali. Il presbiterio della chiesa ricorda quello del Duomo di Atri (seppur non vi siano affreschi) e l'altare stesso è sopraelevato rispetto alla navata (forse nel Quattrocento il presbiterio era sopraelevato, poi fu abbassato successivamente e rialzato nuovamente nel Novecento). Dalla chiesa si entra da una porta sulla navata destra, mentre nella navata sinistra si apre la porta di accesso alla sagrestia: è proprio intorno a questi due ingressi che si concentra il nugolo di persone. La navata sinistra è libera per permettere il passaggio della piccola Maria: essa sta iniziando a salire le scale che la porteranno all'altare, mentre volge lo sguardo alla madre Anna. Nell'affresco la Madonna viene raffigurata come una ragazza adolescente e non come una piccola bimba. Ad accoglierla all'altare c'è il sacerdote del tempio, raffigurato nei panni del vescovo Antonio Probi. Dietro l'altare, in lontananza, si vedono due nobili mentre ai lati dell'altare si trovano un uomo benestante (a sinistra) e un piccolo e paffuto chierichetto. I genitori della Vergine si trovano accanto ad una colonna, tra la navata sinistra e quella centrale: Anna è consapevole della sua scelta e non si avvicina alla figlia quasi volesse riprendersela, Gioacchino invece è più distaccato e quasi si nasconde dietro la colonna. Su tutta la navata sinistra si trova un gruppo di uomini benestanti con ricche vesti, mentre sulla destra si trovano uomini e donne di vari ceti: si vedono un giovane nobile, una donna che sembra stia pregando, un'altra che tiene il bimbo in braccio, un uomo con la stola (forse un diacono), mentre dietro si vedono altre donne e la testa di una ragazza nobile. L'iscrizione dice: quando la Vergine Maria fo hofferta aluteppio.
- Lavoro di Maria nel Tempio

È una scena forse unica, visto che nei cicli di affreschi che raccontano la vita della Madonna non compare: è il lavoro della Vergine durante la sua permanenza al tempio. La scena raffigurata dal De Litio è molto poetica e delicata. Vediamo intanto raffigurata due volte la Vergine a svolgere due attività diverse. In primo piano c'è la Vergine che, seduta, leggermente curva, sta ricamando al telaio: il suo lavoro è preghiera, visto anche che quel ricamo sarà poi offerto a Dio; da notare la ricca trama di fili bianchi e neri. Una particolarità è dovuta al fatto che l'arte del ricamo è tipica dell'Abruzzo, e che nella zona (all'epoca Stato di Atri) era una specialità delle donne atriane. Sulla destra due angeli appaiono e pensano loro ad apparecchiare la tavola, mansione che avrebbe dovuto svolgere la Madonna: uno di essi è però estasiato dal comportamento della Vergine e dalla sua dedizione a quel lavoro, perciò si raccoglie in preghiera. In secondo piano c'è la Vergine inginocchiata raccolta in preghiera: il volto è rivolto verso l'alto (quindi a Dio) e davanti a sé ha il leggio con la Bibbia; sulla finestra che si apre sulla parete, proprio sopra il leggio, si affaccia un angelo anch'egli "rapito" dalla grande devozione e amore di Maria. La scena è collocata dentro un elegante edificio rinascimentale aperto: alcune colonne reggono la zoccolatura in marmo dove sono raffigurati finti bassorilievi con festoni e putti. Il pavimento è di marmo, mentre la decorazione delle pareti è cosmatesca. L'iscrizione dice: quando laVergine orando liangeli cipparicchiavano lamensa.
- Sposalizio della Vergine

Secondi i vangeli apocrifi dopo il tempo passato al tempio, Maria aveva il sogno di dedicarsi completamente al tempio, ma fu costretta a prender marito. I pretendenti erano molti, ma il Gran Sacerdote stabilì una sorta di "gara" di per scegliere il futuro sposo: ognuno avrebbe dovuto portare un bastone al tempio, e colui a cui la verga avrebbe fiorito nottetempo sarebbe stato lo sposo della Vergine. Il prescelto fu Giuseppe, uomo della stirpe di Davide, giusto e timoroso di Dio. Dopo un anno fu data in sposa a Giuseppe, ma la tradizione racconta che il matrimonio avvenne dopo la fioritura del bastone di Giuseppe; inoltre una leggenda popolare vuole che Maria avesse solo 12 anni al momento del matrimonio, mentre Giuseppe ben 98! De Litio ambienta la scena dentro una chiesa a tre navate (di stile gotico con alcuni cosmateschi), e la scena non si svolge sull'altare, bensì al centro della navata centrale. Al centro quindi si vedono i due novelli sposi, Maria e Giuseppe, che sono presi per mano dal grande sacerdote e che da modo loro di scambiarsi gli anelli. Da notare le espressioni: quella solenne del sacerdote, quella quasi stupefatta di san Giuseppe, quella un po' imbarazzata, ma allo stesso tempo felice della Madonna. Gli altri pretendenti, più giovani rispetto a Giuseppe, sono nelle navate laterali e, come in tutte le opere raffiguranti lo Sposalizio di Maria, sono infuriati e rompono i loro bastoni non fioriti in tutti i modi (con la bocca, con le ginocchia, pestandoli...). Solo uno sembra calmo e guarda la coppia di sposi. L'iscrizione dice: quando fo sposata a Ioseppe.
- Paesaggio

L'affresco si trova proprio sotto il rosone (o finestrone circolare) che dà luce al coro; per via della forte luce emanata Andrea De Litio non si prodigò e lasciò questo spazio vuoto. Nel XVI secolo, per cercare di riempire lo spazio, fu commissionato ad un modesto pittore la realizzazione di un paesaggio: il paesaggio è generico, e non presenta nessun riferimento al territorio. Prima dell'ultimo restauro risultava l'affresco più danneggiato per via del guano dei piccioni. Il restauro non solo ha permesso la pulitura, ma anche il rinserimento dei vetri. Non vi è nessuna iscrizione.
- Annunciazione

Maria è la beata fra le donne, l'Immacolata Concezione senza macchia di peccato. È la prescelta per la nascita del Salvatore dell'umanità, Gesù, il Cristo: sarà quindi lei che per nove mesi porterà in grembo il Figlio di Dio, e ne sarà madre. L'annuncio di tale importante compito avviene tramite l'arcangelo Gabriele: l'Annunciazione appunto. De Litio raffigura il momento dell'annuncio secondo il classico schema: sulla destra si vede la Madonna e sulla sinistra l'Angelo, separati da una colonna parte del porticato a simboleggiare la divisione tra il divino e l'umanità. L'Angelo è appena arrivato e si inginocchia: con la mano destra regge un cartiglio: Non temere, Maria, ecco: tu partorirai e darai alla luce un figlio a cui porrai nome Gesù. Egli sarà grande presso l'Altissimo.... La mano sinistra regge un giglio, che l'Angelo poi offrirà a Maria: il giglio infatti è simbolo di purezza. La Vergine è inginocchiata e ha le mani in posizione orante: abbassa la testa quasi a simboleggiare la sottomissione a Dio e alla sua volontà. Infatti ella risponde all'Angelo: Avvenga di me, come tu hai detto.... Le parole, dorate, sono scritte come un fumetto ed escono dalla bocca di Maria. Proprio davanti alla bocca di Maria, si trova la colomba dello Spirito Santo, che entra dentro Maria al momento dell'annuncio. Dietro Maria, una porta lascia vedere la camera da letto: è molto semplice, con un letto e una tenda scostata. Il muro esterno del porticato presenta una decorazione a cosmateschi con al centro un bassorilievo con il ritratto di un uomo. Nella stanza dell'Annunciazione una grande finestra lascia vedere il paesaggio, pianeggiante e collinare. La didascalia recita: quando la Vergine fo anunciata dal angelo.
- Visitazione

Durante l'Annunciazione, l'Angelo dice a Maria che sua cugina Elisabetta è già incinta da sei mesi per opera del Signore, così la Vergine parte con Giuseppe per andare a trovare la cugina che abita nei pressi di Gerusalemme. Il Vangelo dice che quando Maria toccò il ventre della cugina, il bambino nel grembo della Vergine esultò. Nell'affresco Elisabetta riceve la cugina all'ingresso di casa, sotto un portico con alcune decorazioni cosmatesche. Elisabetta è più anziana rispetto alla cugina, che è una giovane donna. Maria pone la mano sinistra sulla spalla della cugina, mentre con la sinistra sfiora il ventre: il Bambino esulta ed Elisabetta esclama: Benedetta tu fra le donne e benedetto il frutto del tuo ventre....
Maria risponde: La mia anima magnifica il Signore..., che sono le prime parole del Magnificat. Anche qui le parole sono "rappresentate" come in un fumetto.
L'ancella che accompagna Elisabetta si mette in posizione di preghiera, ma per non intromettersi in quell'intimo momento volge altrove lo sguardo. Anche Giuseppe, dietro a Maria, gira lo sguardo e tiene a bada l'asino che li ha accompagnati per il viaggio. Il paesaggio circostante è in parte montano e sullo sfondo spicca una città con poderose mura. L'iscrizione recita: quando lanostra ando avisitare Lisabetha.
- Nascita di Gesù

Dopo i nove mesi, Maria concepisce il Figlio di Dio, Gesù. A pochissimi giorni dal parto andò con Giuseppe a Betlemme per un censimento e qui le doglie la colsero: nessun albergo poteva ospitarla, essendo tutti pieni, e trovarono posto solamente in un rifugio di pastori (che secondo il Vangelo di Luca era una capanna, mentre secondo gli apocrifi era una grotta). E qui la Madonna partorì. La Natività è ancor oggi è un tema molto sfruttato dagli artisti, ma De Litio rispetto agli altri ha posto l'attenzione sulla figura della Madonna, forse perché il ciclo racconta la vita di Maria e non di Cristo. L'iconografia è quella tradizionale: i personaggi sono sotto una capanna con una tettoia all'esterno; a destra si vede Giuseppe, che stanco per il lungo viaggio si è addormentato, mentre a sinistra c'è la Vergine inginocchiata in atto di preghiera verso il piccolo Gesù che, ignudo e sveglio, è disteso in una mangiatoia che però qui sembra più una "mandorla" (molto in uso nelle opere del Medioevo e del primo Rinascimento, e sta a simboleggiare la divinità di Cristo; è di derivazione orientale). Dietro Gesù si trovano l'asino e il bue che stanno mangiando del fieno, ma stanno anche riscaldando il piccolo. L'esterno, invece, è molto più ricco di particolari: intanto appoggiato sulla tettoia c'è una civetta, un uccello di cattivo auspicio, ma che il pittore ha collocato forse per sfatare questa diceria, facendolo diventare un segno augurale. Proprio sopra la grotta c'è un gruppo di serafini che inneggia al Figlio di Dio. Sulla sinistra ci sono quattro pastori con il loro gregge: a loro appare un angelo che li avvisa della nascita di Gesù, ma solo due sembrano rispondere al suo annuncio: gli altri due invece stanno ancora a riposarsi. Da notare la dolce scena di una pecora che dorme con il suo agnellino sotto i piedi di un pastore. A destra della grotta, invece, c'è un altro gruppo di pastori, composto da cinque persone che a passo lesto sembrano dirigersi verso i compagni, forse incuriositi dalla luce comparsa dal cielo. Lo sfondo è collinare e in parte montano: sui cocuzzoli dei rilievi si ergono città cinte da mura con numerose torri; da notare la città a destra, molto grande, che sembra almeno in parte una rappresentazione di Atri: anche la collina con i due impiccati (una scena macabra per un momento così felice, sicuramente desunta dalla scena San Giorgio e la principessa di Pisanello - pittore di cui De Litio conobbe l'opera), di fronte alla città, forse potrebbe essere il Colle della Giustizia dove gli Acquaviva eseguivano le esecuzioni capitali. Da notare, sullo sfondo, rappresentati in piccolissime dimensioni, nascosti tra le alture, un pastore con il suo gregge. L'iscrizione dice: quando Christo nacque alla rhotta de Bethelem.
- Adorazione dei Magi

Dopo la nascita di Gesù, una cometa apparve nel cielo e la videro i Magi, che si misero in cammino in cerca del nuovo re, seguendo la cometa: dapprima arrivarono a Gerusalemme, al Palazzo di re Erode, dove non trovando nulla continuarono il cammino fino alla capanna (o grotta) di Betlemme, dove trovarono il piccolo Gesù. Essi si prostrarono in adorazione e gli offrirono tre doni: l'oro, simbolo di regalità; l'incenso, simbolo di divinità; la mirra, presagio della sua morte infatti la mirra veniva usata per ungere il corpo dei morti. La tradizione popolare vuole, senza fondamento, che i Magi fossero tre e anche re. Furono attribuiti loro dei nomi e assegnati loro delle età: Baldassarre, il più anziano; Gaspare, il più giovane; Melchiorre, un uomo adulto che poi divenne anche di carnagione scura. Tutti questi elementi della tradizione popolare si ritrovano nell'affresco di De Litio. La grotta è collocata a sinistra, e sotto la tettoia siede Maria con il piccolo Gesù, mentre accanto è Giuseppe. Davanti a Gesù si prostra Baldassarre, che si è tolto la corona in segno di rispetto e ha offerto il suo dono a Gesù, che con la mano destra lo regge, mentre con la sinistra benedice Baldassarre. Accanto a Baldassarre, Melchiorre (che non è raffigurato nero - rappresentazione che comincerà a circolare a partire dal Cinquecento - ma semplicemente come un adulto) ha già offerto il suo dono (retto da San Giuseppe) e si alzato in piedi, ma è ancora in preghiera; dietro di lui Gaspare, mentre un servo gli toglie le nobili calzature e un paggio gli porge il dono che dovrà offrire, attende il suo turno. Dietro i Magi si vedono un altro paggio, un falconiere con un cane e un falco, e il seguito dei Magi con i nobili a cavallo. Sullo sfondo si vedono delle montagne e alcuni episodi della venuta dei Magi a Betlemme: al centro i Magi vedono la cometa e si inginocchiano; accanto, i Magi partono con il loro seguito verso Betlemme; a destra invece escono dalla città di Gerusalemme (che sembra anche questa una rappresentazione di Atri) dopo aver ricevuto risposta negativa chiedendo del regale nascituro.
L'iscrizione recita: quando Christo fo adorato da magi.
- Fuga in Egitto

Erode, venuto a sapere dai Magi che era nato un nuovo re, per paura che potesse spodestarlo, ma non sapendo nulla sul piccolo ordinò che fossero uccisi tutti i bambini sotto i due anni. Giuseppe e Maria, con il piccolo Gesù, stavano nella grotta a dormire: a Giuseppe apparve in sogno un angelo che lo avvisò dell'imminente pericolo e gli ordinò di scappare. Il sant'uomo svegliò Maria e, raccolti i loro pochi averi e preso Gesù, scapparono in Egitto. Nell'affresco si vede la Vergine con il Bimbo tutto vispo in groppa all'asino, condotto con una corda da Giuseppe, mentre dietro l'asino si trova un inserviente che porta i "bagagli"; un angelo indica la strada ai fuggiaschi. Si vede inoltre un albero di datteri piegato verso Gesù che può così prendere i frutti: si racconta infatti che durante il viaggio Gesù aveva fame e così una pianta di datteri si piegò per far prendere i suoi frutti che il piccolo mangiò. Tra le montagne sullo sfondo si vede di nuovo la Sacra Famiglia in fuga guidata dall'Angelo: questa volta si vedono due leoni che al passaggio del piccolo Gesù si inginocchiano. Il paesaggio circostante è fatto da montagne e colline dove passano sentieri e dove ai piedi si trovano piccoli cespugli; in lontananza si vedono alcuni piccole città cinte da mura con alte torri. Sulla sinistra è da notare un lago con alcune barche che "sfocia" in un mare: presumibilmente è il Lago Fucino prosciugato all'inizio del Novecento. Su una piccola altura davanti al mare (l'Adriatico) c'è un porto che deve essere una rappresentazione dell'antico Porto di Cerrano, modificato nel Cinquecento e di cui oggi rimane solo la torre. Interessante notare in mezzo al mare due isole. La scritta recita: quando lanostra Donna s. fugi inegitoto.
- Strage degli Innocenti

I Magi, prima di arrivare a Betlemme, giungono per errore a Gerusalemme ed entrano nel palazzo di re Erode, pensando che il piccolo fosse figlio di un re. Qui però Erode dice che non c'è nessun bambino, poi fa consultare ai suoi saggi le Sacre Scritture ed essi rispondono che i profeti avevano predetto che sarebbe nato il Re dei Giudei. Erode pensa che il piccolo, da grande, potrebbe spodestarlo, quindi fa congedare i Magi dicendo che se avessero trovato il bimbo, di riferirgli dove si trovava in modo da poterlo adorare anche lui: in realtà era un piano per uccidere Gesù e infatti i Magi dopo la visita al figlio di Dio hanno la visione di un angelo che li avvisa delle cattive intenzioni di Erode, prendendo una strada diversa. Erode, accortosi che i Magi hanno scoperto le sue intenzioni, si infuria e non sapendo nulla sul nascituro, ordina di uccidere tutti i bambini maschi di età inferiore ai due anni della zona di Betlemme. Avviene così la Strage degli Innocenti. L'affresco di De Litio è sicuramente il più crudele e sanguinario di tutto il ciclo, oltre ad essere uno dei più noti; inoltre, è anche una delle opere più note che raffigurano questo episodio. La scena si svolge fuori dal palazzo di Erode, di cui sono visibili la scalinata che conduce all'ingresso (che funge anche da balcone) e il piccolo portico decorato a cosmateschi, e dove si svolge parte della scena. Sul balcone è affacciato Erode, che impartisce ordini ai soldati; dietro di lui si trovano alcuni dignitari che lo guardano con rimprovero e sono scandalizzati da quello scempio: due di questi hanno mani e braccia alzate, per proclamare la propria impotenza e appellarsi alla giustizia divina. Sul primo gradino della scalinata si trova un soldato che è l'unico a non obbedire agli ordini del re e guarda, scandalizzato, proprio lui; lungo la scalinata invece un soldato rincorre una madre con in braccio il suo bambino, ma ella si difende accecando il soldato, mentre ai piedi della scale un soldato con un ghigno afferra un bimbo che la madre, spaventata, cerca di trattenere; vicino a loro, su un balconcino rialzato e raggiungibile tramite alcune scale due paggi suonano le trombe come a dare il via alla strage. La parte sinistra dell'affresco è affollatissima: si vedono soldati con lance, altri soldati che prendono i bambini e li trapassano con la spada; mamme disperate che piangono i loro figli, altre che cercano di vendicarsi graffiando e menando i soldati; una colonna separa la scena del massacro da quella dove trovano posto Erode e la sua corte. Accanto alla colonna due madri piangono i loro figli, insanguinati e posti sulle loro ginocchia. Da notare come De Litio abbia voluto rappresentare i soldati proprio mentre trafiggono con la spada i piccoli o li buttano a terra calpestandoli; le madri invece sono delle donne del popolo, che nonostante il pianto e il dolore evocano la dolce figura materna. La scritta dice: quando re Herodo fe occidere quilli innocenti.
- Gesù tra i dottori del tempio

Gesù quindi fuggì in Egitto, dove rimase fino a 3 anni d'età: un angelo infatti apparve a Giuseppe, dicendogli che Erode era morto e potevano tornare in Israele; quindi Giuseppe, Maria e Gesù ritornarono in patria e si stabilirono a Nazaret.
Quando Gesù compì 12 anni, Maria e Giuseppe decisero di portarlo con loro al Tempio di Gerusalemme durante la Pasqua. Al ritorno, però, Gesù non era più con loro: tornarono indietro a Gerusalemme a cercarlo, e finalmente lo trovarono dentro il tempio a discutere con i "dottori" (sacerdoti) del Tempio, che la tradizione vuole che erano dodici. Il Fanciullo dice a tutti che cosa avverrà durante la permanenza in terra del Figlio di Dio e i sacerdoti, consultando la Bibbia, rimangono stupefatti perché quello che dice Gesù è vero. L'affresco, realizzato in larga parte da un allievo del pittore, è andato perduto nella parte centrale dove c'era la figura di Gesù. La scena si svolge dentro un edificio a tre navate che ricorda l'aspetto di una chiesa; ai lati dell'arco trionfale due medaglioni con ritratti ripresi dall'arte della Roma antica. Gesù è collocato al centro di uno scenografico punto di fuga e sta parlando da un leggio decorato con due quadrati incrociati: di Gesù è rimasta solo la mano destra. Attorno, seduti su panche di legno, i dodici dottori consultano le Sacre Scritture stando nelle pose più svariate, e alcuni un po' confusi si lisciano la barba o fanno dei conti. Sulla sinistra vediamo un paggio di passaggio attratto dal discorso e soprattutto le figure di Maria e Giuseppe: la Vergine con una mano si tiene il manto mentre con l'altra indica suo Figlio, e seppur non parli, lo rimprovera con lo sguardo; Giuseppe invece non capisce come mai c'è tutta quella confusione per via di quello che dice Gesù e appare frastornato. A terra si vedono un libro e alcuni rotoli. La scritta dice: quando la nostra Donna et Iosepe cercavano... nel templo.
- Nozze di Cana

L'episodio avvenne dopo il Battesimo di Gesù, ma il pittore ha collocato per sbaglio l'affresco prima del Battesimo. Infatti, subito dopo il Battesimo, Gesù fu invitato assieme alla Madre al matrimonio di un ricco signore di Cana: portò con lui i discepoli, che in quel periodo erano sei (Pietro, Andrea, Filippo, Bartolomeo, Giacomo il Maggiore e Giovanni). Alle Nozze di Cana Gesù diede il primo segno miracoloso: il vino era finito ed egli, pregato da Maria, chiamò i servi e fece riempire d'acqua degli otri e, benedicendoli, trasformò l'acqua in vino. Nell'affresco si vede il momento del banchetto nuziale che si svolge fuori casa, sotto un piccolo portico le cui pareti sono decorate a cosmateschi; il tavolo è ad angolo. Sulla destra si vede una stanza con uno sguattero che prepara il fuoco da cui ripara il volto con la mano; sopra, c'è una finestra aperta con davanzale dove due donne stanno curando delle pianticelle mentre un gatto le osserva. Due servi portano a tavola delle vivande mentre i due sposi, con sfarzosi vestiti, seduti a tavola, si accorgono della mancanza di vino: lo sposo offre il suo bicchiere ad un vecchio dietro di lui che vuole un po' di vino, ma questi lo rifiuta, mentre dietro di lui due uomini guardano la scena. La sposa, con una ricca acconciatura, è tutta mortificata; Maria e Gesù sono seduti al posto d'onore: la Vergine dice a Gesù (rappresentato biondo e giovane, senza barba) che il vino è finito e indica la sposa turbata. Gesù allora benedice le anfore (molto simili a quelle della tradizione abruzzese) davanti al tavolo e compie il miracolo. Dietro la Madonna e suo Figlio c'è una giovane dama, in piedi, che guarda verso il fedele. Da notare, accanto alle anfore, un cane che rosicchia l'osso. Altra particolarità è la mancanza dei piedi del tavolo: sicuramente la sinopia dell'affresco era stata eseguita da un allievo su indicazioni del maestro, ma dimenticò di aggiungere questo particolare; nemmeno De Litio, mentre dipingeva, se ne accorse. L'iscrizione è andata perduta.
- Battesimo di Gesù

Il pittore colloca questo importante episodio della vita di Cristo, erroneamente, dopo le nozze di Cana. Gesù all'inizio del suo ministero, a 30 anni circa, andò nelle sponde del fiume Giordano dove suo cugino, Giovanni Battista, battezzava annunciando la venuta del Messia: nonostante fosse senza peccato, Gesù lasciò che suo cugino compisse il rito, durante il quale il cielo si aprì e scese lo Spirito Santo. Nell'affresco la scena del Battesimo si svolge a destra: in mezzo scorre il fiume Giordano, dove è immerso Gesù (questa volta più maturo, con barba) fino alla vita; sulla sponda destra Giovanni Battista, vestito di pelle di cammello, versa da una ciotola un po' d'acqua del Giordano sul capo di Gesù, dove scende la colomba dello Spirito Santo, mentre sulla sponda opposta due angeli reggono le vesti che Gesù si è tolto per immergersi nell'acqua. Davanti a Gesù, tra due piante sei anatre si immergono nell'acqua, mentre lo sfondo è caratterizzato da alte colline solcate dal fiume, dove sorgono alcuni casali e piccole città. Sulla parte sinistra dell'affresco si vede un piccolo edificio aperto decorato a cosmateschi, sotto il quale Maria conversa con Gesù: lui, questa volta vestito, spiega alla Madre che quello che dovrà fare è tutta volontà del Padre e mostra il libro con il Vecchio Testamento; Maria si raccoglie in preghiera. Da notare come adesso Maria non sia più giovane come prima, ma comincia a presentare i primi segni dell'età. La didascalia è scomparsa.
- Annuncio della morte a Maria

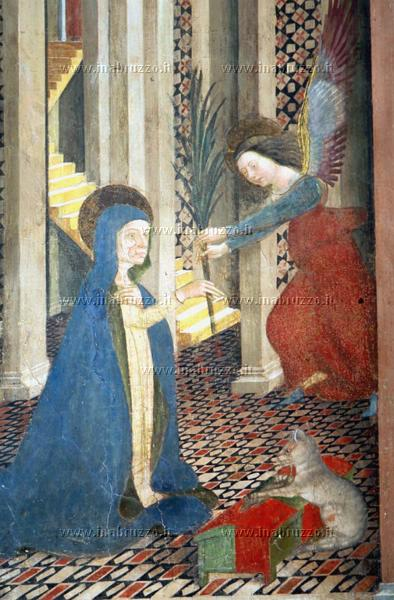
Annuncio della morte a Maria.

Dopo le Nozze di Cana, vi sono poche notizie della Vergine nei Vangeli, ma è sicuro che ella seguì Gesù durante tutto il suo ministero. Cominciamo a ritrovare Maria con più assiduità a partire dalla Crocifissione. Il racconto dell'annuncio della sua morte a Maria fa parte dei testi apocrifi che raccontano gli ultimi giorni di vita terrena della Madonna. C'è scritto, infatti, che Maria avrebbe pregato il Figlio di annunziarle della sua morte due giorni prima che tutto ciò accadesse, e così fu. Nell'affresco la scena vera e propria dell'annunzio è a sinistra, e si svolge dentro una stanza decorata a cosmateschi: la Vergine, vestita di azzurro e bianco, è adesso anziana, con il volto rugoso. Un angelo, che viene dall'alto, le offre la palma annunciandole il suo transito. Ai piedi della Madonna c'è un cassone dove un gatto sta per mangiare un topo. Dalla stanza parte una scalinata che porta al piano superiore, dove c'è una stanza con una donna; sopra la stanza dove avviene l'annuncio del transito c'è un balcone colonnato rinascimentale. Sotto l'ingresso di casa (anche questo decorato a cosmateschi) una parente della Madonna dà la notizia dell'evento ad una comare, davanti al quale un cane sta camminando elegantemente e un pellegrino si è fermato a sentire cosa è accaduto. Sulla destra, fuori dalla sua casa, la Madonna viene ritratta per tre volte: questa volta l'abito è diverso (manto nero ed abito marrone), porta un libro in mano ed è raffigurata più giovane. Si vede la Madonna che si incammina lungo il sentiero davanti alla casa, più avanti la Vergine entra dentro un edificio a chiamare due donne, sullo sfondo Maria accompagnata dalle due donne si dirige verso un piccolo cenobio. Il paesaggio è prevalentemente pianeggiante con alcune colline. L'iscrizione è scomparsa.
- Commiato di Maria dagli Apostoli

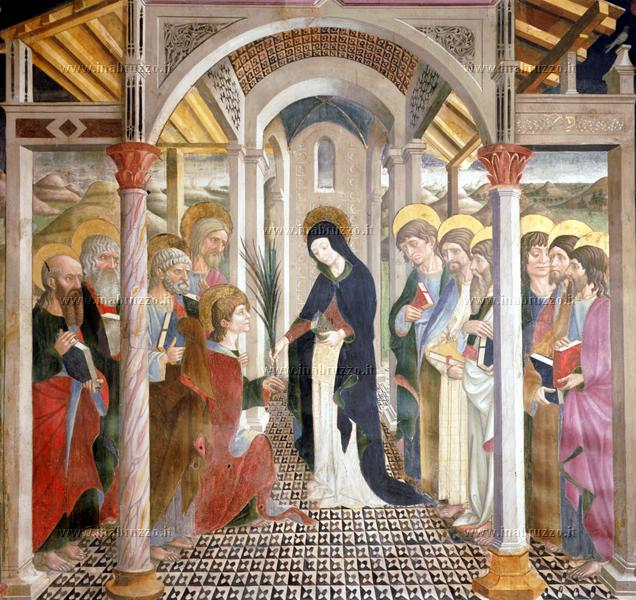
Commiato di Maria dagli apostoli.

Sempre i racconti apocrifi della morte di Maria dicono che la Vergine diede anche agli Apostoli la notizia della sua morte e si accomiata da loro, offrendo la palma datale dall'angelo all'apostolo Giovanni. L'affresco, uno dei più belli e noti del ciclo, la scena è ambientata dentro i "resti" (che appaiono conservati in ottimo stato) di una chiesa, di cui rimane integro solo il presbiterio: per il resto sono rimaste solo le colonne e il tetto in legno con gli spioventi ben visibili visto che una parte di muro non c'è più. Maria è collocata al centro: adesso è raffigurata come una giovane donna; prossima a morire, sorride ed è felice, perché potrà ricongiungersi al Figlio in anima e corpo (l'Assunzione). La Vergine offre la palma a San Giovanni, l'apostolo a cui Gesù affidò la Madre: lui si inginocchia e la prende. Ai lati delle due figure si trovano gli altri Apostoli, tutti con dei libri in mano e con lo sguardo rivolto verso Giovanni e Maria: da notare come a sinistra ci siano quelli più anziani, con barba lunga e capelli grigi, mentre a destra quelli più giovani, anche se nessuno è giovane come l'evangelista Giovanni. Curioso notare come gli Apostoli siano undici: Giuda Iscariota era morto, sostituito già da prima della Pentecoste da Mattia, ma qui il pittore ha commesso un errore, non dipingendo il dodicesimo. Fuori dall'edificio, appollaiato su un pinnacolo, si trova un uccello. Il paesaggio è collinare. La scritta è scomparsa.
- Sepoltura della Vergine

Maria, circondata dagli apostoli e distesa sul letto, muore e la sua anima sale al cielo. Gli Apostoli trasportano il corpo della Vergine fino alla Valle di Giosafat, dove viene sepolta. Dell'affresco, che raffigurava il momento in cui la Vergine veniva distesa nel sepolcro, non è purtroppo rimasto quasi nulla: sono solo visibili le parti laterali, con quello che rimane di alcune figure di apostoli e i resti del paesaggio, pianeggiante e con una città sullo sfondo a sinistra. Le cause che hanno portato alla distruzione "quasi" totale dell'affresco è dovuta al fatto che nel Cinquecento fu aperta una finestrella poi murata, mentre nel Seicento alla parete fu addossata la cattedra del vescovo: opera lignea degli inizi del XVII secolo, ha poco di barocco, ma molto di rinascimentale. Ai lati, due sedie anch'esse lignee: queste sono opera sicura della fine del secolo, visto il ricco e tipico ornatismo dell'arte barocca.
- Resurrezione di Cristo

L'affresco si trova tra l'episodio della Sepoltura della Vergine e quello della sua Assunzione: probabilmente la committenza e forse lo stesso De Litio volevano mettere in parallelo la Resurrezione di Gesù e l'Assunzione della Vergine. Il tema dell'affresco viene talvolta citato come un Cristo eucaristico ed, erroneamente, come un Cristo in pietà. Al centro c'è la tomba, da dove risorge Gesù, visibile sino alla vita: egli, con le piaghe dalle quali esce copioso sangue, con il capo leggermente reclinato e gli occhi socchiusi, regge con la mano destra l'ostia sacra e con la sinistra un calice dorato. Sotto, il vescovo Antonio Probi con dietro due suoi parenti, inginocchiati e in preghiera, con lo sguardo rivolto verso il centro della parte bassa: purtroppo questa parte dell'affresco è andata perduta, ma a giudicare dalla posizione di alcuni angeli attorno e dello sguardo del vescovo si potrebbe ipotizzare che al centro vi fosse una rappresentazione del Santissimo Sacramento, ricollegandosi all'ostia e al calice tenuti dal Cristo in mano. Il paesaggio è collinare, mentre il cielo è diviso a metà: quello "terreno" azzurro, quello "divino" in alto di colore blu. Da notare la presenza di due figure femminili a sinistra della tomba, ritratte fino alla vita e che sembrano affacciarsi da una finestra aperta sul paesaggio: una è Maria Maddalena, l'altra una delle Tre Marie. Queste figure sono state inserite dal pittore per coprire un errore compiuto da un allievo e ciò spiega anche come mai le due donne non sono ritratte tutte intere e contenute dentro un quadrato. L'iscrizione è scomparsa.
- Incoronazione della Vergine

La Vergine viene quindi deposta dagli Apostoli nel sepolcro, ed ecco che i Dodici vedono una sfolgorante luce alzarsi verso il cielo: è il corpo della Madonna, che va a riunirsi all'anima in cielo; qui Gesù la incorona come Regina dei Cieli e di tutti i Santi. Avviene così l'Assunzione, ricordata ogni anno il 15 agosto e festeggiata anche ad Atri con grande solennità. Gli artisti del Medioevo e Rinascimento hanno raffigurato o il momento dell'Assunzione, o il momento dell'Incoronazione. Solo dalla fine del Cinquecento cominciò a diffondersi l'iconografia in cui la Vergine, mentre sale al cielo, viene incoronata dalla Santissima Trinità. In quest'affresco la Vergine e Gesù sono al centro, seduti su un grande trono (che solo vagamente ricorda il tardo gotico, ormai è di stile rinascimentale) decorato a cosmateschi e sorretto da sei angeli danzanti. La Vergine, una giovane donna vestita di bianco e d'azzurro, incrocia le mani sul petto e abbassa leggermente il capo sia in segno di rispetto verso il Figlio, sia perché questi possa incoronarla. Cristo, anche lui vestito di bianco e d'azzurro, non è più quello sanguinante e doloroso della Resurrezione, adesso è felice, vestito, e con le mani pone sul capo della Madre una splendida corona dorata. Accanto al trono quattro angeli (due per lato), festeggiano suonando vari strumenti: il liuto, l'arpa, una ribeca e un flauto. Il Paradiso viene rappresentato come un prato verde con un cielo blu e bianco. L'iscrizione è scomparsa. L'affresco chiude il ciclo dedicato alla Vita di Maria.

#### Evangelisti, Dottori della Chiesa e Virtù
Gli affreschi raffiguranti gli Evangelisti, i Dottori della Chiesa e le Virtù Cardinali e Teologali si trovano nei quattro spicchi della volta. Essi sono separati tra loro da ricchi festoni con decorazioni floreali, vegetali ed umane, inframezzati da alcuni medaglioni. Ogni evangelista è affiancato da un dottore della Chiesa, ognuno con i propri attributi principali. Gli evangelisti inoltre hanno accanto anche i loro simboli. Negli angoli in basso di ogni spicchio si trovano degli spazi dove sono raffigurate le Virtù. Lo sfondo è un cielo blu tutto stellato, con al centro della volta un tondo dipinto con dei cherubini e in mezzo l'Agnus Dei. Gli affreschi della volta sono successivi a quelli delle pareti del coro: infatti, mentre nella Vita di Maria le maniere tardo gotiche venivano unite allo stile rinascimentale, nella volta ogni ornato tardo gotico è eliminato per lasciare spazio al Rinascimento. Gli affreschi della volta risalgono al periodo tra il 1480 e il 1481, datazione che un tempo era estesa erroneamente a tutto il resto degli affreschi. La loro lettura parte dall'affresco con l'evangelista Giovanni e il vescovo Agostino d'Ippona, nello spicchio centrale in basso, per proseguire nello spicchio di sinistra fino a quello di destra.
- San Giovanni evangelista e Sant'Agostino di Ippona; Fede e Speranza

L'affresco è presente nello spicchio centrale in basso. L'evangelista Giovanni, il prediletto di Gesù, è raffigurato come un giovane ragazzo, i cui tratti però sono secchi e duri: si sta avviando all'età matura. Nei vangeli infatti c'è scritto che Giovanni era tra gli apostoli il più giovane, infatti doveva avere tra i 15 e i 20 anni e alcuni racconti popolari dicono addirittura che ne avesse 12. Il capo, con una fluente chioma castano chiaro, è leggermente reclinato verso la spalla sinistra ed è cinto da una stupenda aureola dorata, come tutti gli altri evangelisti e dottori della Chiesa. Vestito con un manto rosso foderato di bianco e con una tunica verde, sta seduto su una panca e su un tavolinetto legge un libro sacro, molto probabilmente il suo Vangelo. Accanto a lui un'aquila, simbolo dell'evangelista Giovanni, con le ali spiegati apre un libro con una zampa. Accanto a Giovanni, a destra, c'è Sant'Agostino vescovo di Ippona, che venerato nell'omonima chiesa vicinissima al Duomo, che però dal Trecento fino al Seicento era dedicata ai santi Giacomo e Caterina. Sant'Agostino indossa la mitria e tutti gli altri paramenti vescovili, con una foggia molto preziosa e con ricchi ricami. Sant'Agostino è seduto su una ricca panca lignea con tanto di schienale con decorazioni rinascimentali, mentre sul leggio ligneo (riccamente decorato) sono posati alcuni libri. Sant'Agostino ascolta quello che dice Giovanni e sembra intervenire mentre alza il dito. Accanto al santo vescovo, raffigurato in posizione più bassa vi è san Tommaso d'Aquino che, seduto su una semplice panca, appoggia il gomito sul tavolino e con la mano regge il viso; sembra stia dormendo. Con la mano sinistra stringe un libro. Il pavimento è formato da formelle decorate a cosmateschi.
Agli angoli in basso dell'affresco si trovano le virtù della Fede e della Speranza; all'angolo sinistro si trova la Fede, una giovane donna (con fluenti capelli legati con un elegante nastro) che prega su un calice con l'ostia sacra, poggiato su un ricco altare, mentre sotto c'è un medaglione con un uomo anziano che sembra accennare uno sguardo triste. La Speranza è raffigurato nell'angolo destro ed è una ragazza in preghiera, cinta da una corona di fiori e con lo sguardo rivolto verso l'alto dove si trova una luce dorata che rappresenta la grazia divina, a cui tende l'uomo. Sotto c'è un medaglione con un uomo (che sembra ricordare il duca di Firenze Piero il Gottoso) il cui volto sembra esprimere la speranza per l'avvenire.
- San Luca e Sant'Ambrogio; Prudenza e Pazienza

Si trova nello spicchio a sinistra di quello con san Giovanni e sant'Agostino. san Luca, l'evangelista considerato il pittore che per primo ritrasse la Vergine, viene raffigurato seduto (con una tunica rossa e un manto ocra) mentre con un pennello sottile sta dando l'ultimo tocco ad un quadro raffigurante la Madonna con Bambino (un quadro nel quadro). Dietro il cavalletto, un piccolo tavolo con dei libri e alcuni colori. San Luca, essendo patrono dei pittori (e titolare di molte confraternite di dipintori), era spesso un autoritratto del pittore che realizzava l'opera: cosa che molti studiosi hanno ipotizzato per questo affresco, vedendo nel San Luca un autoritratto del De Litio. Ai piedi dell'evangelista c'è il suo simbolo, il toro, che ha tra le zampe il vangelo di Luca. A destra, accanto a san Luca, si trova sant'Ambrogio, arcivescovo di Milano, con i paramenti vescovili, seduto su una panca mentre scrive: accanto, calamaio e astuccetto. Il pavimento è a cosmateschi. Agli angoli in basso le virtù della Prudenza e della Pazienza. All'angolo sinistro c'è la Prudenza, una donna (anch'essa con fluenti capelli legati da un lungo nastro) che con la mano destra regge un piatto con un compasso, mentre con l'indice della mano sinistra si tocca la bocca a indicare il silenzio. I suoi occhi sono rivolti al cielo. Nel medaglione sottostante il ritratto in monocromo bianco di un uomo di profilo. All'angolo destro, invece, la Pazienza: virtù delle anime grandi, è una giovane donna, con i capelli legati da un fiocco rosso, che regge sulle spalle il giogo: il suo capo è leggermente reclinato e sorride, quasi a voler indicare il dolce peso. Nel medaglione sottostante un uomo, ritratto di profilo, ride: ride bene chi ride ultimo il messaggio che vuole esprimere.
- San Marco e San Gregorio Magno; Fortezza e Temperanza

Si trova in prossimità dell'arco trionfale. San Marco si trova a sinistra e viene raffigurato, barbuto, con una tunica rossa e un manto verde: seduto su una panca, sta scrivendo. Da notare le gambe accavallate (presenti comunque anche nel San Luca), espediente che sarà riutilizzato molto nella pittura: famoso è il San Matteo di Caravaggio, presente in San Luigi dei francesi a Roma, opera però rifiutata dalla committenza. Ai piedi di san Marco c'è il leone alato, suo simbolo, che ghermisce il libro con il vangelo secondo Marco. Accanto a San Marco c'è san Gregorio Magno, papa noto per i suoi scritti. Raffigurato nei ricchi paramenti papali (con tanto di triregno), con il volto paffuto, san Gregorio è seduto su una sontuosa sedia di legno con lo schienale "ammorbidito" da un drappo nero ricamato d'oro. Un libro aperto è posato su un leggio. Il pavimento è a formelle con delle croci rosse e nere. Le virtù della Fortezza e della Temperanza sono rispettivamente raffigurate nell'angolo sinistro e in quello destro. La Fortezza è una donna con lunghi capelli biondi che spezza una colonna, mentre guarda diritto davanti a sé; nel medaglione sottostante, una donna ritratta di profilo porta dei lunghi capelli castani. La Temperanza è una donna (con i capelli legati dietro) che versa dell'acqua in un calice; sotto, in un medaglione, un nobile che nonostante l'età avanzata si mantiene florido.
- San Matteo e San Girolamo; Carità e Giustizia

San Matteo è raffigurato come un bel giovane, intento a scrivere il suo Vangelo su un tavolino di legno, seduto su una ricca panca lignea decorata. Il santo gira a guardare l'Angelo, suo simbolo, che tiene in mano un rotolo e il libro del Vangelo secondo Matteo aperto: l'angelo sostiene il libro in modo che Matteo possa leggerlo e quindi ricopiarlo. Accanto all'evangelista, a destra, si trova san Girolamo vestito da cardinale e intento a leggere un libro.
Il pavimento è formato da rombi, in cui sono inscritti quadrati verdi e rossi.
La Carità si trova all'angolo sinistro: è una donna dai capelli biondi, raccolti dietro la nuca, che porta in braccio due bambini; al di sotto un nobile ritratto di profilo. La Giustizia è una donna, solenne, che con la destra regge una spada e con la sinistra la bilancia; nel medaglione sottostante vi è il volto di una donna, simile a quello della Giustizia, con un cerchio dorato in testa.

#### Santi
Gli affreschi raffiguranti i Santi furono realizzati da Andrea De Litio tra la fine di quelli della Vita di Maria e l'inizio di quelli della volta: quindi si possono ben datare questi affreschi tra il 1460 e il 1475. Questi affreschi coprono le 2 colonne ottagonali e le 2 semicolonne del coro; i santi delle colonne sono collocate in finte nicchie rinascimentali che a prima vista sembrano vere, mentre gli affreschi delle semicolonne continuano anche per le campate laterali del Coro.

##### Santi delle colonne

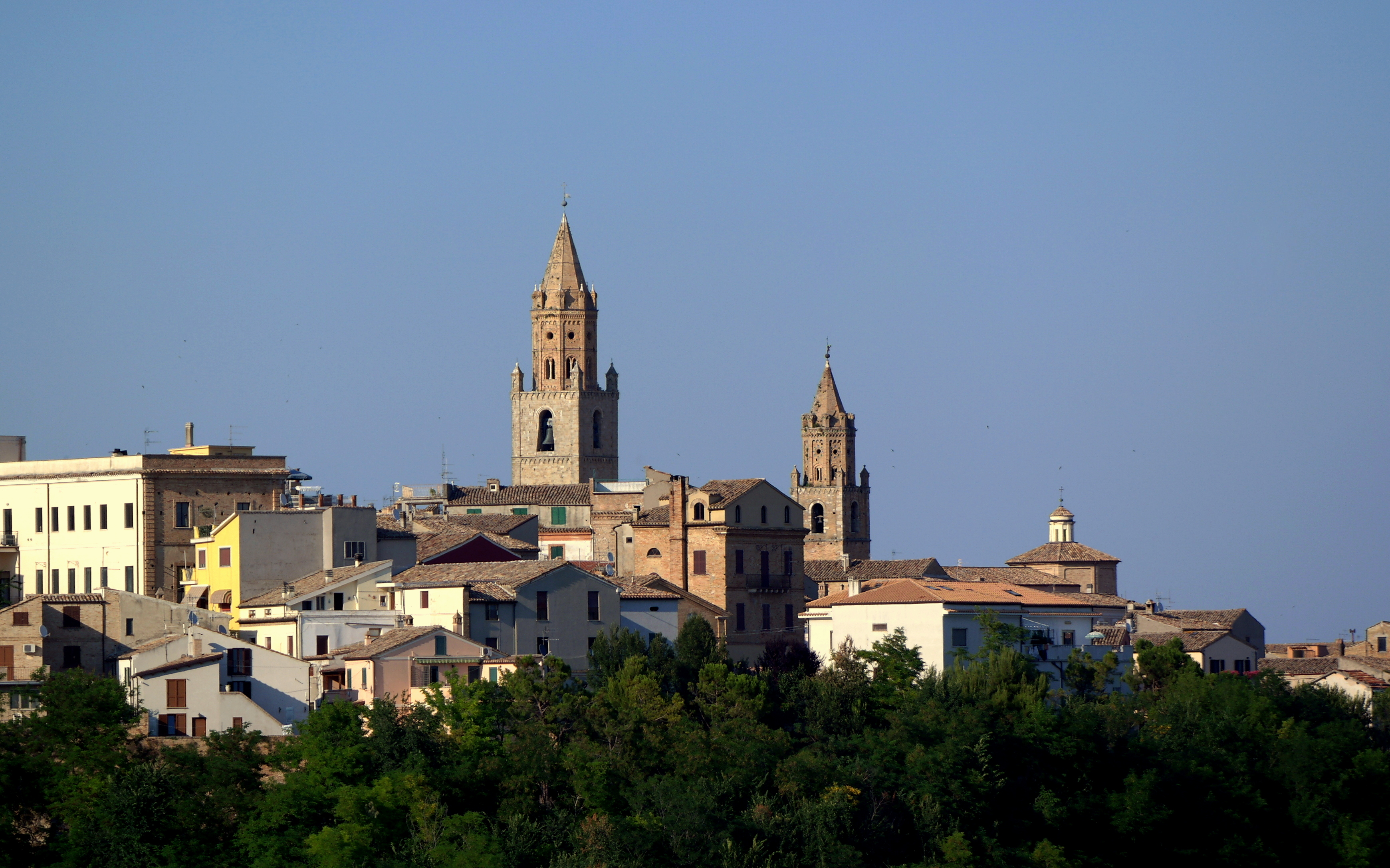
I campanili del duomo di Atri (sinistra) e della chiesa di Sant'Agostino (destra, il minore)

- Prima colonna di sinistra: vi si nota subito uno stemma dei duchi di Atri, gli Acquaviva (poi Acquaviva d'Aragona), eseguito nel XVI secolo e certamente non di mano del De Litio. Ci sono poi: San Lorenzo, vestito con la dalmatica da diacono, e con in mano palma, graticola del martirio e libro; San Leonardo, vestito da diacono, con in mano il Vangelo e il ceppo; San Sebastiano, un giovane vestito come un ricco principe, con in mano un rotolo di carta e la freccia del martirio; San Silvestro papa, con in capo il triregno sormontato da una colomba, e nella mano tiene il Vangelo semiaperto mentre l'altra è alzata (interessante notare che è un ritratto del vescovo di allora e committente degli affreschi, Antonio Probi).
- Prima colonna di destra: Santo Stefano, nelle vesti di diacono, con la testa sanguinante colpita dalle pietre, mentre tra le braccia reca il Vangelo; San Celestino V, in abiti papali, con una croce nella mano sinistra e con la destra in atto di benedire (è il Papa che istituì la Porta Santa di Atri e anche quella dell'Aquila); San Biagio, nelle vesti vescovili, con in mano una pietra tonda dove sono poggiati un tau e il Vangelo; San Vito, ritratto quasi di profilo, vestito da ricco paggio, con palma in mano e due cani al guinzaglio.

##### Santi delle semicolonne e delle campate
Vi sono raffigurati quasi 50 santi, tutti con i loro attributi e spesso corredati, nel registro inferiore, da una didascalia con il nome. I santi delle semicolonne sono raffigurati interi, mentre quelli delle campate sono a mezzo busto o a tre quarti.
Tra i santi raffigurati: Santa Reparata, vestita da regina (con tanto di corona), con la palma del martirio e il modellino della città di Atri in mano (da notare il campanile con la cuspide, particolare aggiunto nel Cinquecento), e un profondo sguardo rivolto verso il fedele; Santa Maria Maddalena, completamente vestita di rosso e con la boccetta di profumi in mano; Sant'Agnese, con una croce in mano e un agnello ai piedi; Santa Margherita di Antiochia, con la croce e un drago ai piedi; Santa Barbara, con la palma sulla sinistra e il modellino della torre dove fu rinchiusa nella destra; Sant'Onofrio, coperto completamente della sua barba e dei suoi capelli e con in mano un rosario.
Vi sono poi alcune figure di santi di difficile identificazione.

## Chiostro e cisterna romana

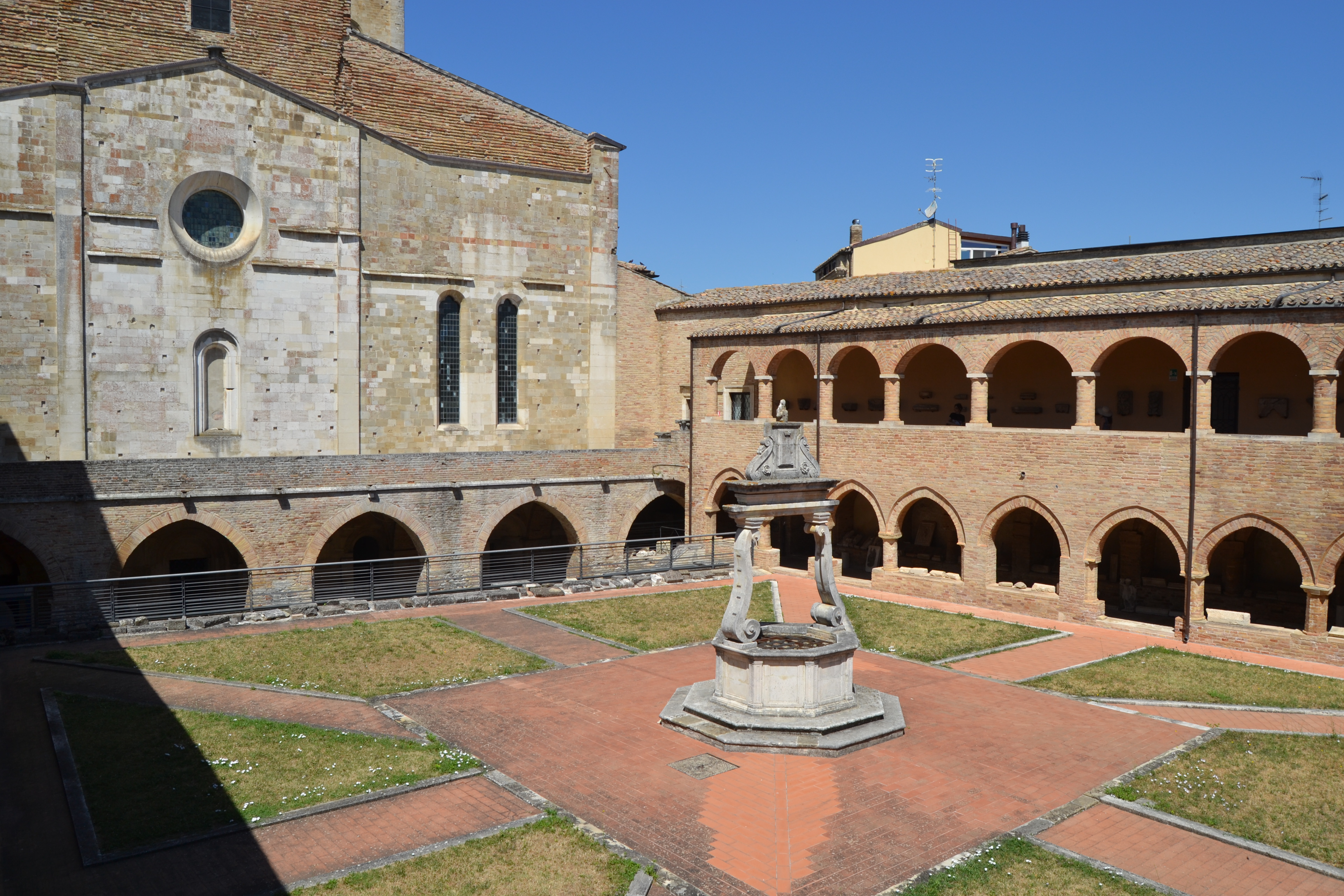
Il chiostro

Oggi incluse nella visita al Museo Capitolare, si trovano praticamente dietro e annesse al duomo. Il chiostro fu costruito nel XV secolo su una preesistente struttura del XII secolo, mentre la cisterna romana alimentava le terme e risale al II secolo.